# Biserica de lemn din Mura Mică

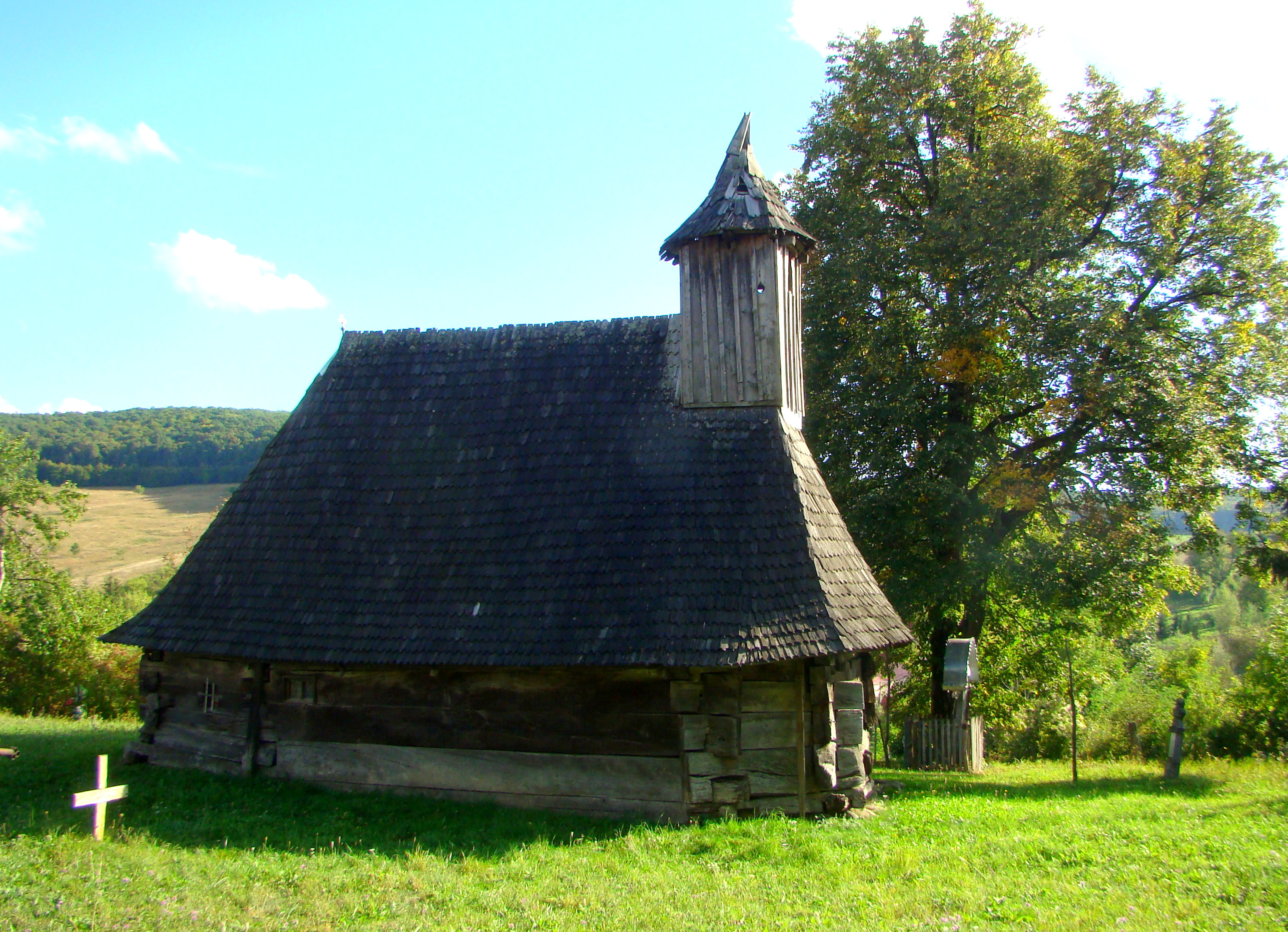
Biserica de lemn din Mura Mică (septembrie 2023)

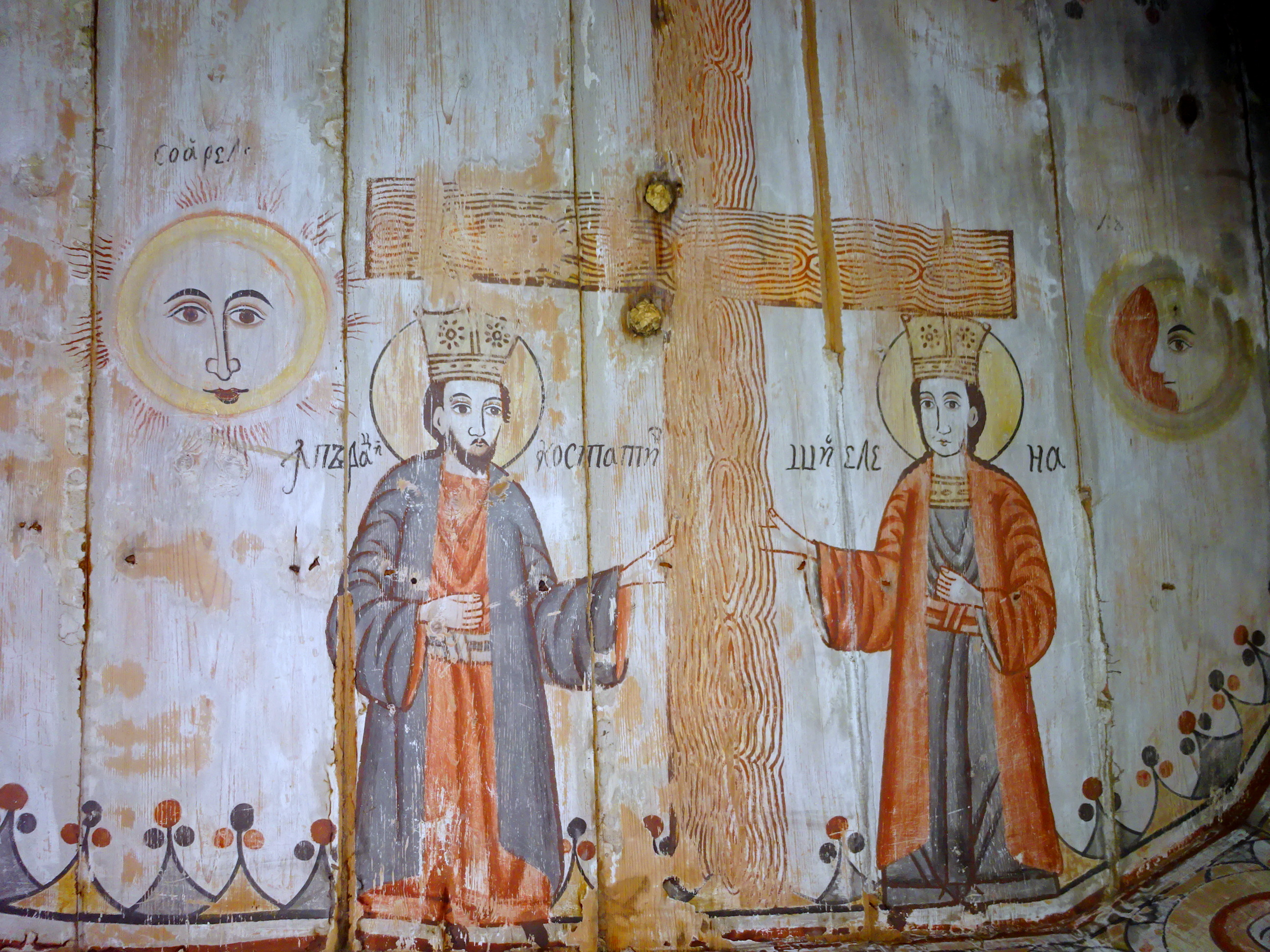
Sfinții Împărați Constantin și Elena (tavanul pronaosului)

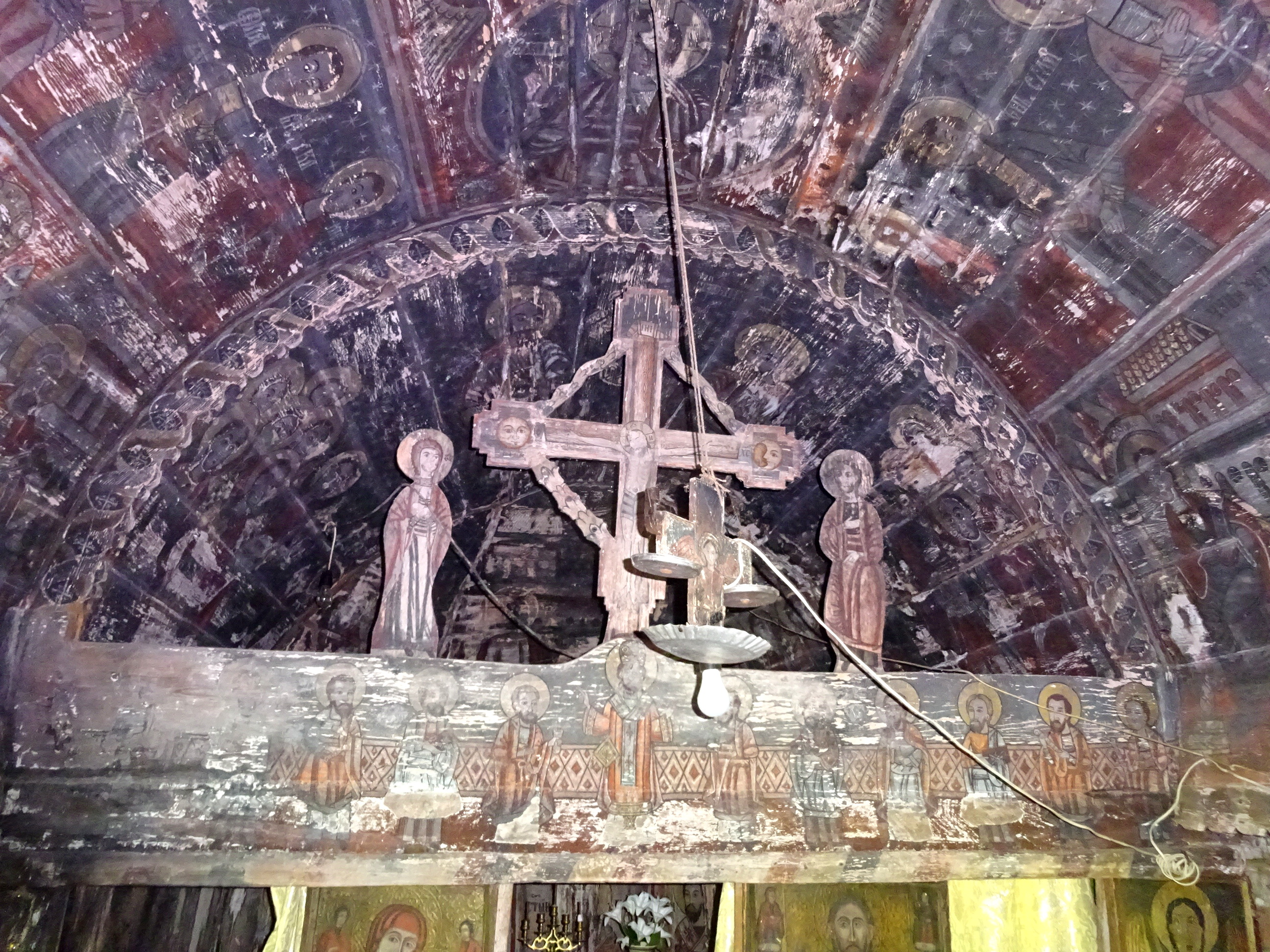
Registrul superior al iconostasului: friza apostolilor, Crucea și moleniile

Biserica de lemn din Mura Mică, din localitatea cu același nume, comuna Gornești, județul Mureș a fost construită în secolul XVII. Biserica se află pe noua listă a monumentelor istorice înregistrată sub codul  MS-II-m-B-15731 și are atât hramul "Sfinții Arhangheli Mihail și Gavriil" cât și hramul "Sfântul Nicolae".

## Localitatea
Mura Mică este un sat în comuna Gornești din județul Mureș, Transilvania, România. Prima atestare documentară este din anul 1439.

## Istoric și trăsături
Biserica este construită din lemn de stejar și are un plan arhaic: o navă dreptunghiulară, cu capetele poligonale. Naosul și altarul sunt acoperite de bolți semicilindrice, în timp ce pronaosul este tăvănit; tavanul a apărut atunci când s-a renunțat la clopotnița separată și a fost înălțat un turnuleț, cu acoperiș poligonal și coif. Probabil că tot atunci s-a adăugat și prispa de pe latura sudică. Este posibil ca la acest șantier să se refere anul 1796, incizat în dreapta intrării. Cadrul intrării a fost înlocuit și odată cu el s-a pierdut o valoroasă piesă sculptată. 
Pisania referitoare la decorația pictată a dispărut odată cu partea superioară a fruntariului, pe care era așternută. Ea consemna realizarea acesteia de Toader zugravul, în timpul păstoririi preotului Constantin Vecian (între 1802 și 1815). Din tâmplă s-a păstrat numai friza Apostolilor, realizată de autorul picturii murale. Pe bolta naosului, pe un fond înstelat, sunt redate medalioane cu: Emanoil, Sfântul Ioan, Porumbelul și friza mucenicilor din Sevastia. În registrul de la nașterea bolții sunt redate scene din viața lui Hristos, remarcându-se, prin valoarea lor artistică, compozițiile „Când au sărutat Iuda pre Hristos” și „Cina cea de taină”. În altar, pe boltă, sunt zugrăvite Sfânta Troiță, Blagoveștenia și cete îngerești. Aceasta nu a fost afectată de intervenții. În schimb „Teoria părinților bisericii” a suferit retușuri. Se distinge mâna unui alt zugrav, fără a fi însă de calitate inferioară. Același lucru este vizibil și în pictura pronaosului: pe latura de sud, închipuirea morții „care mănâncă pre toți oamenii”; pe latura de nord Sfântul Cristofor și mironosițele. De bună calitate este și pictura ușilor împărătești, unde sunt reprezentați David și Solomon și Blagoveștenia (cu decor arhitectonic).  

## Imagini din exterior

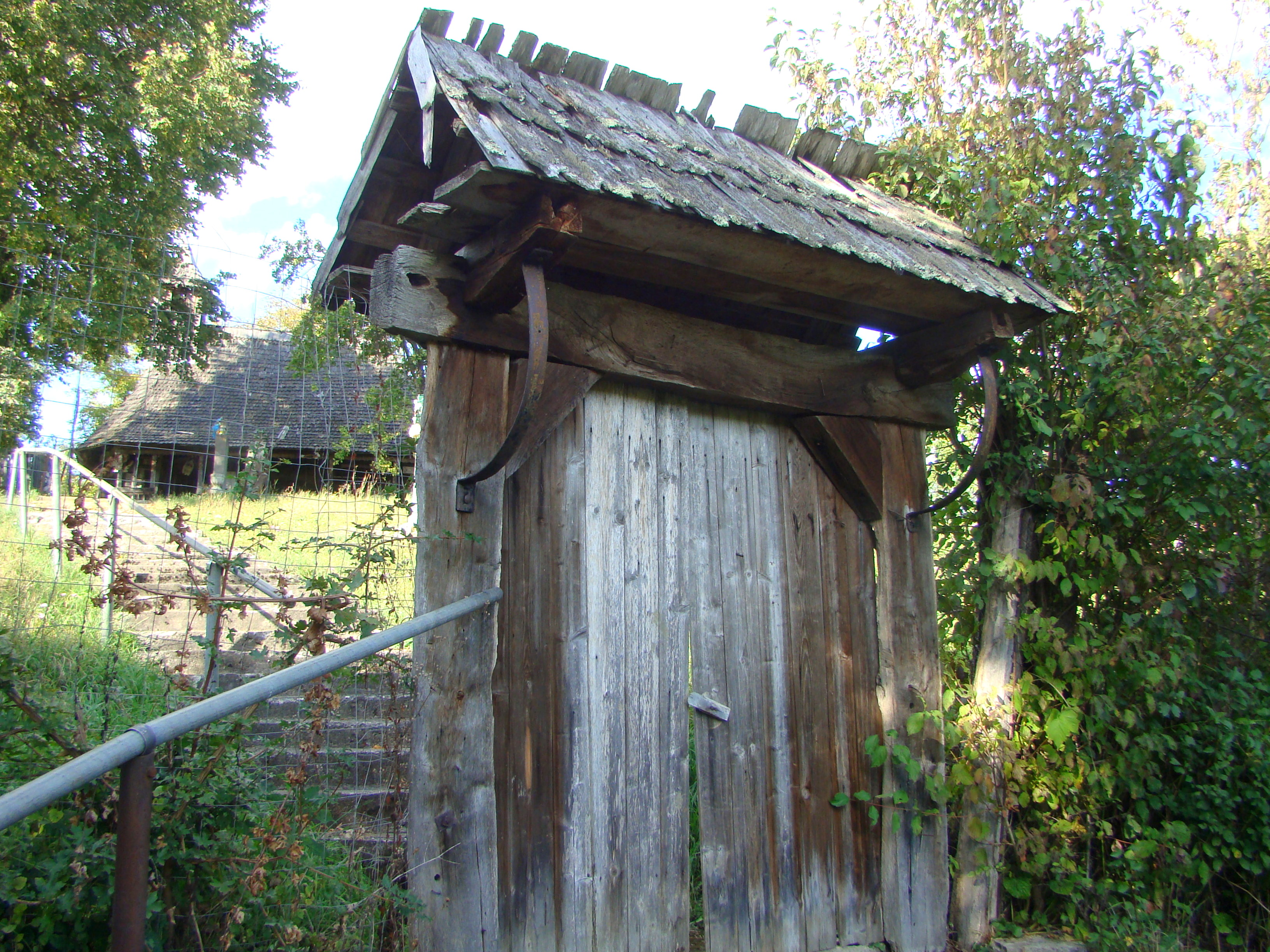
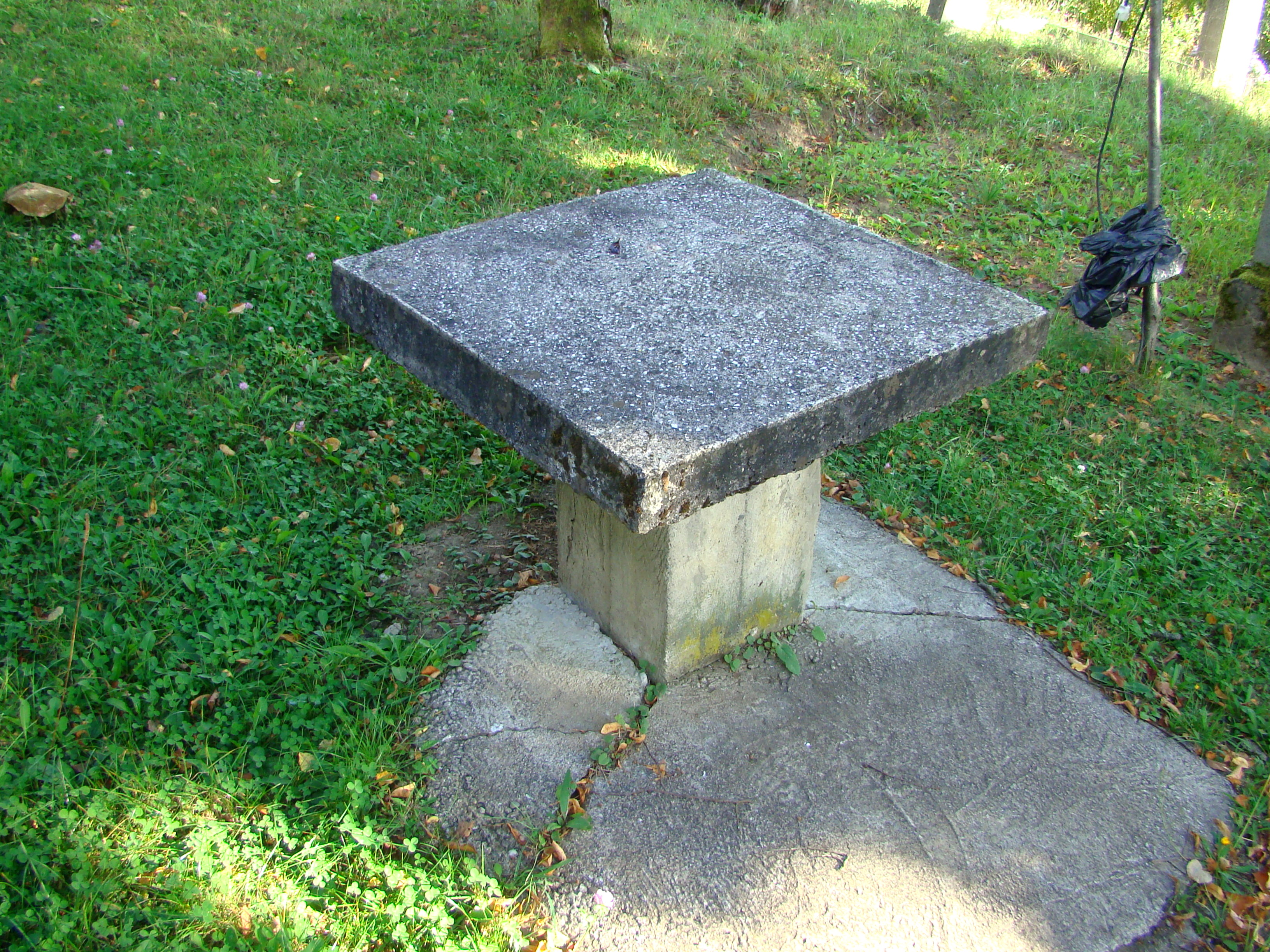
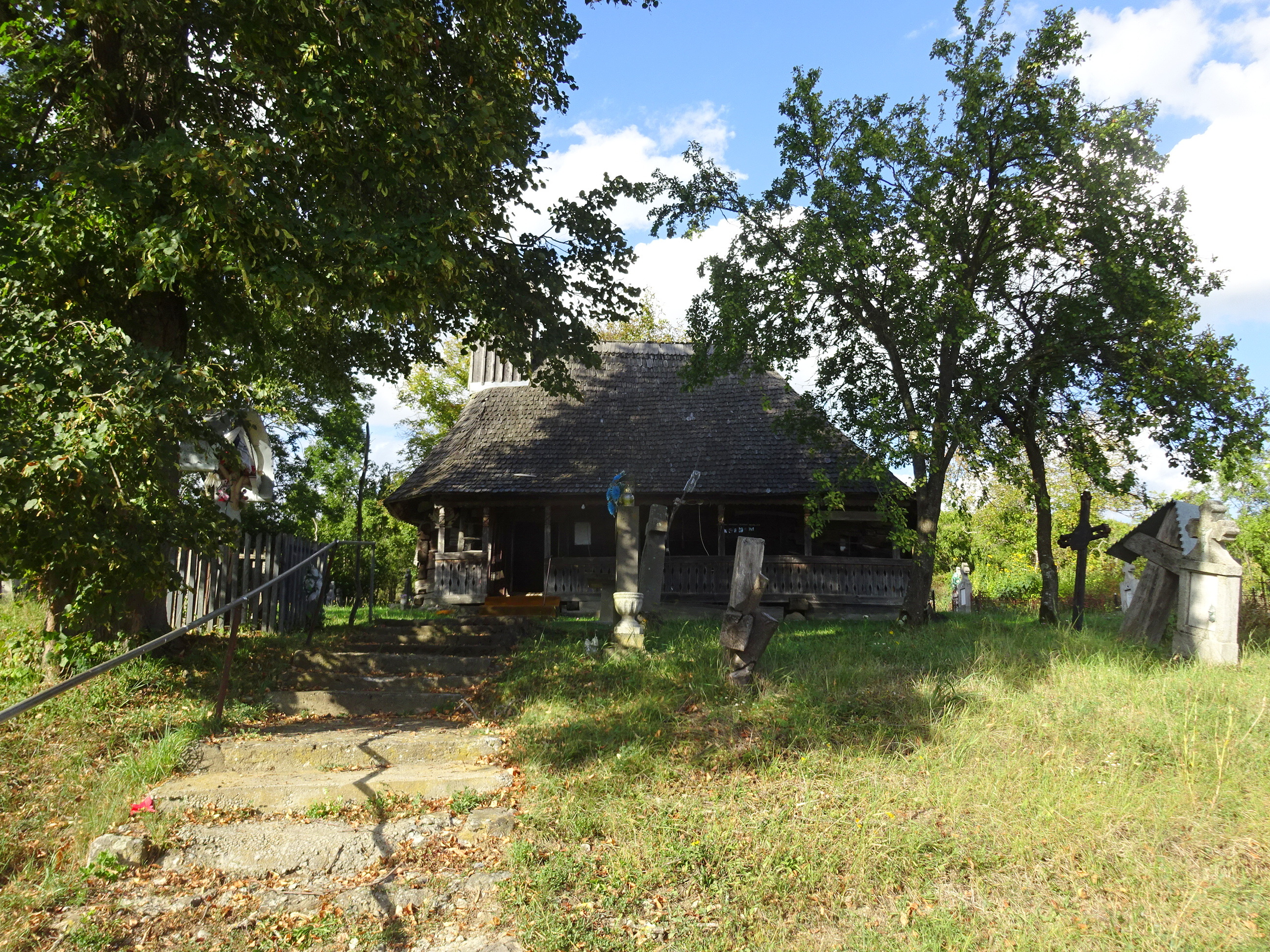
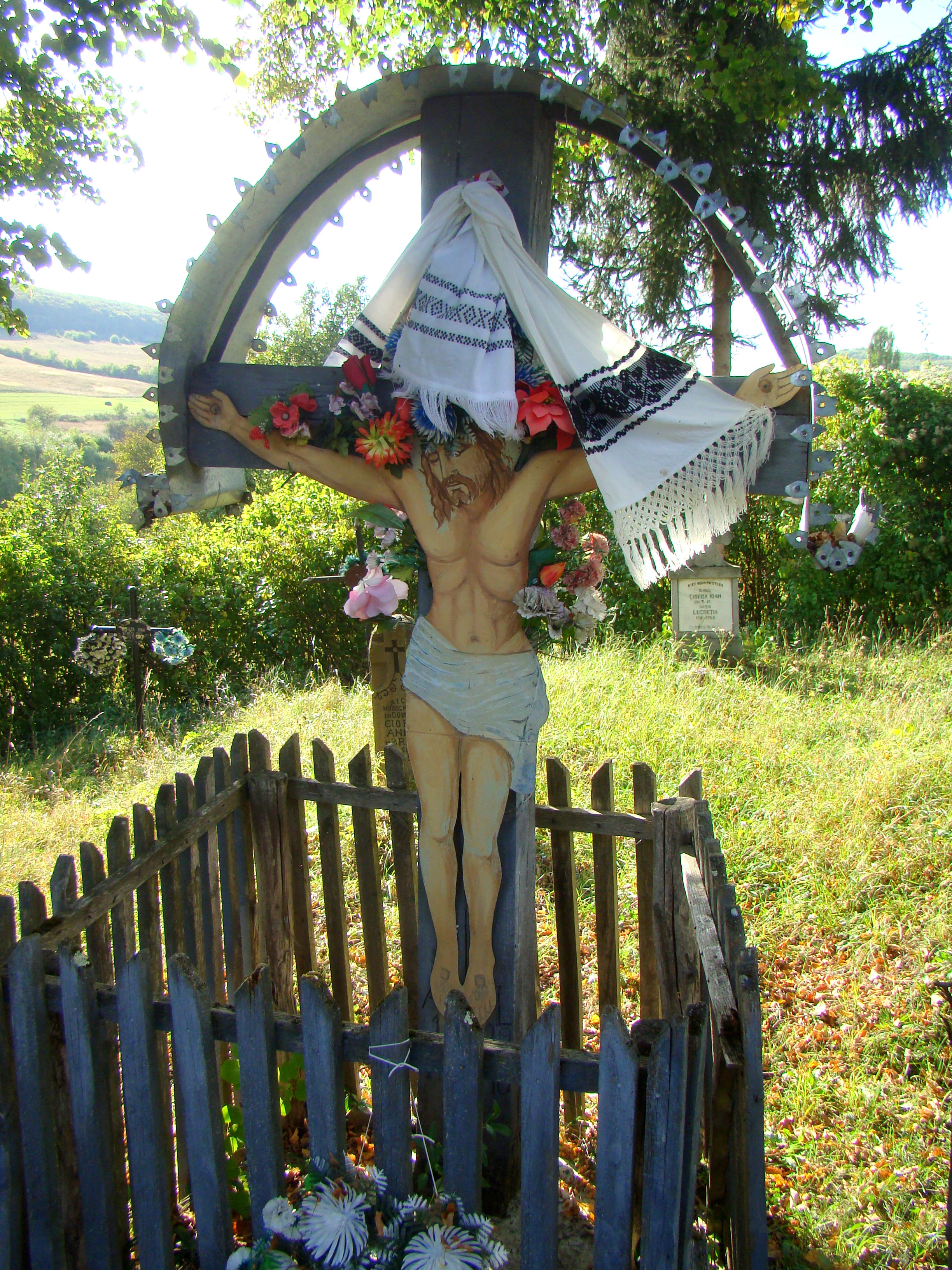
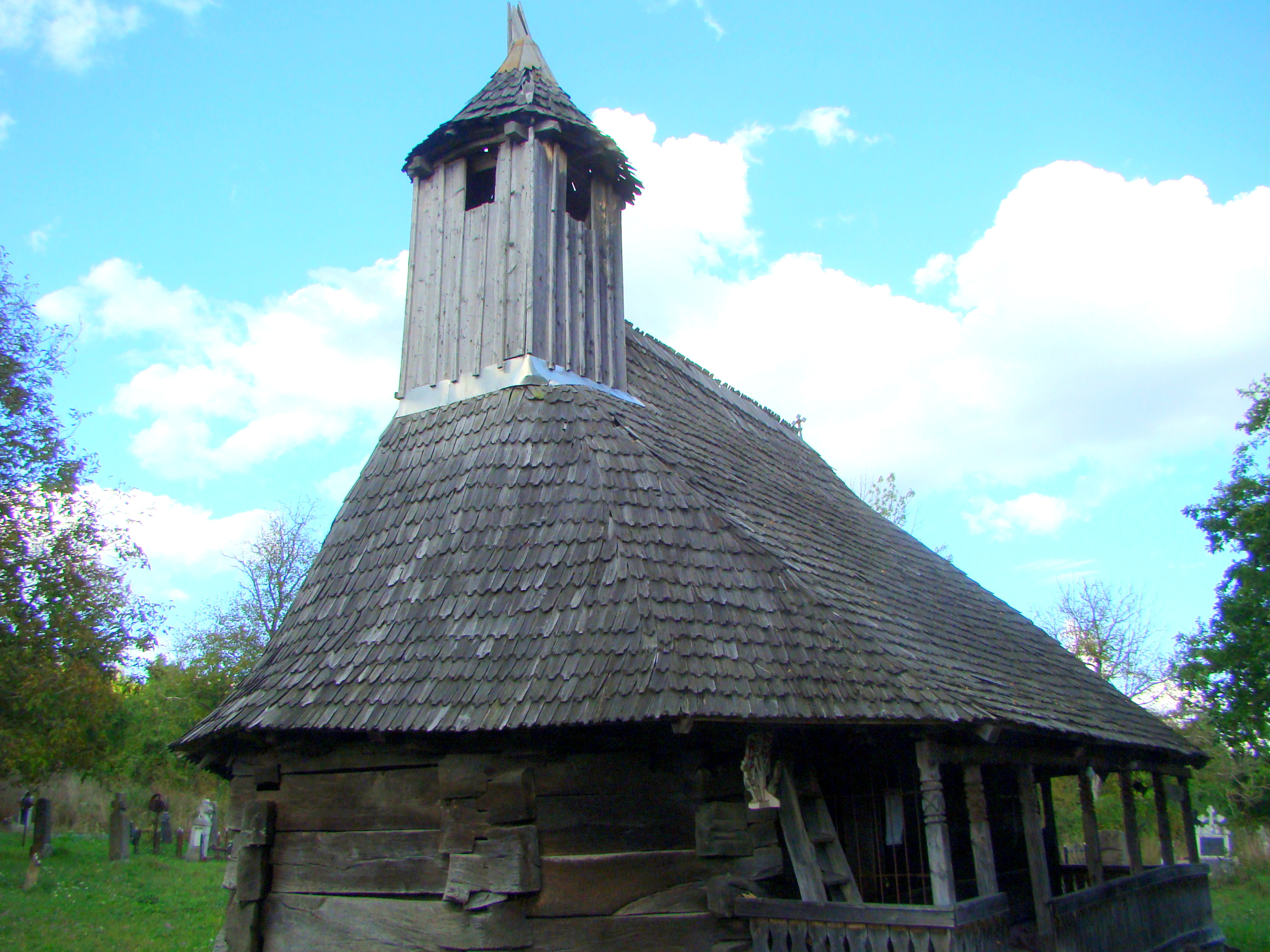
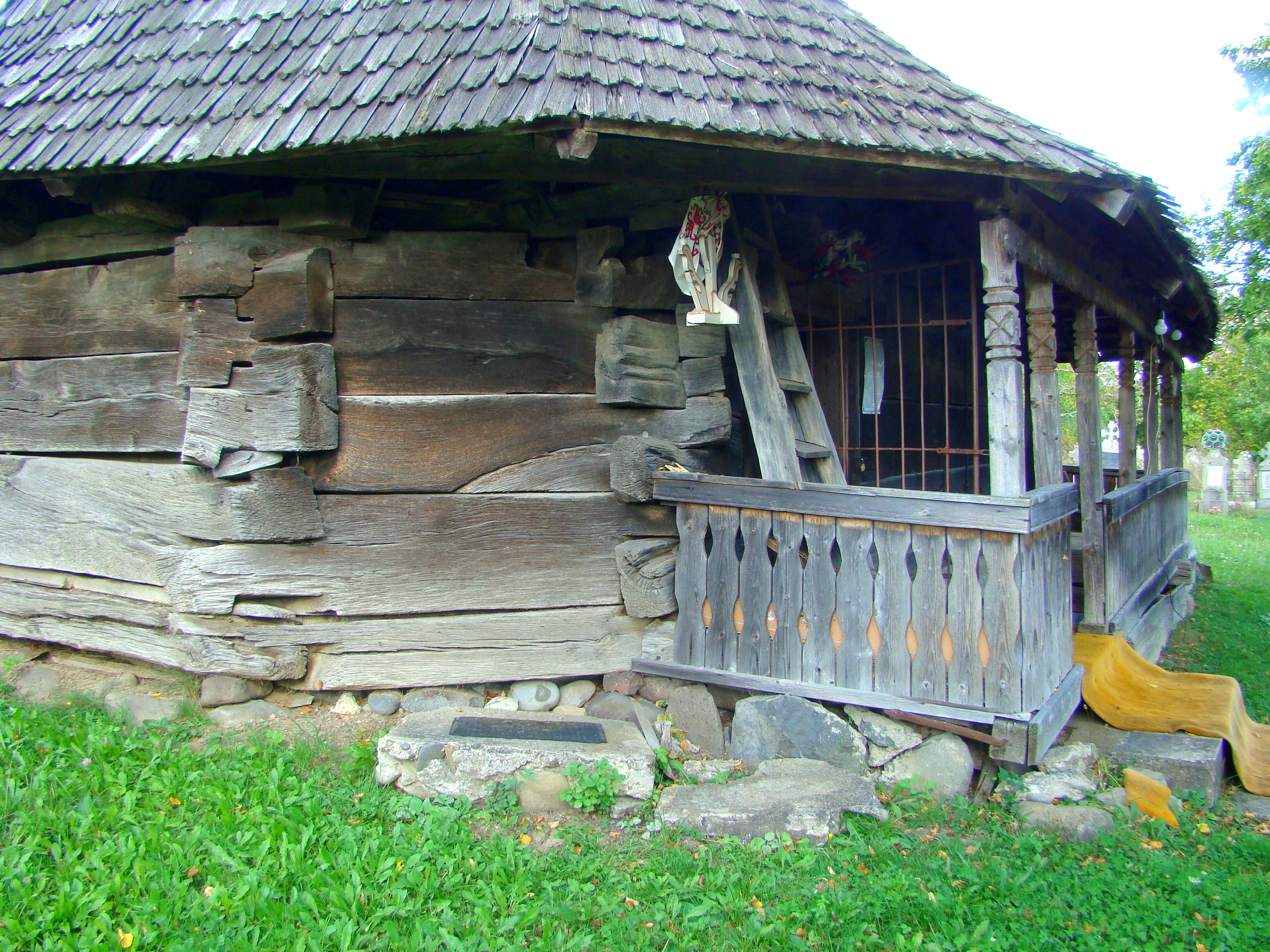
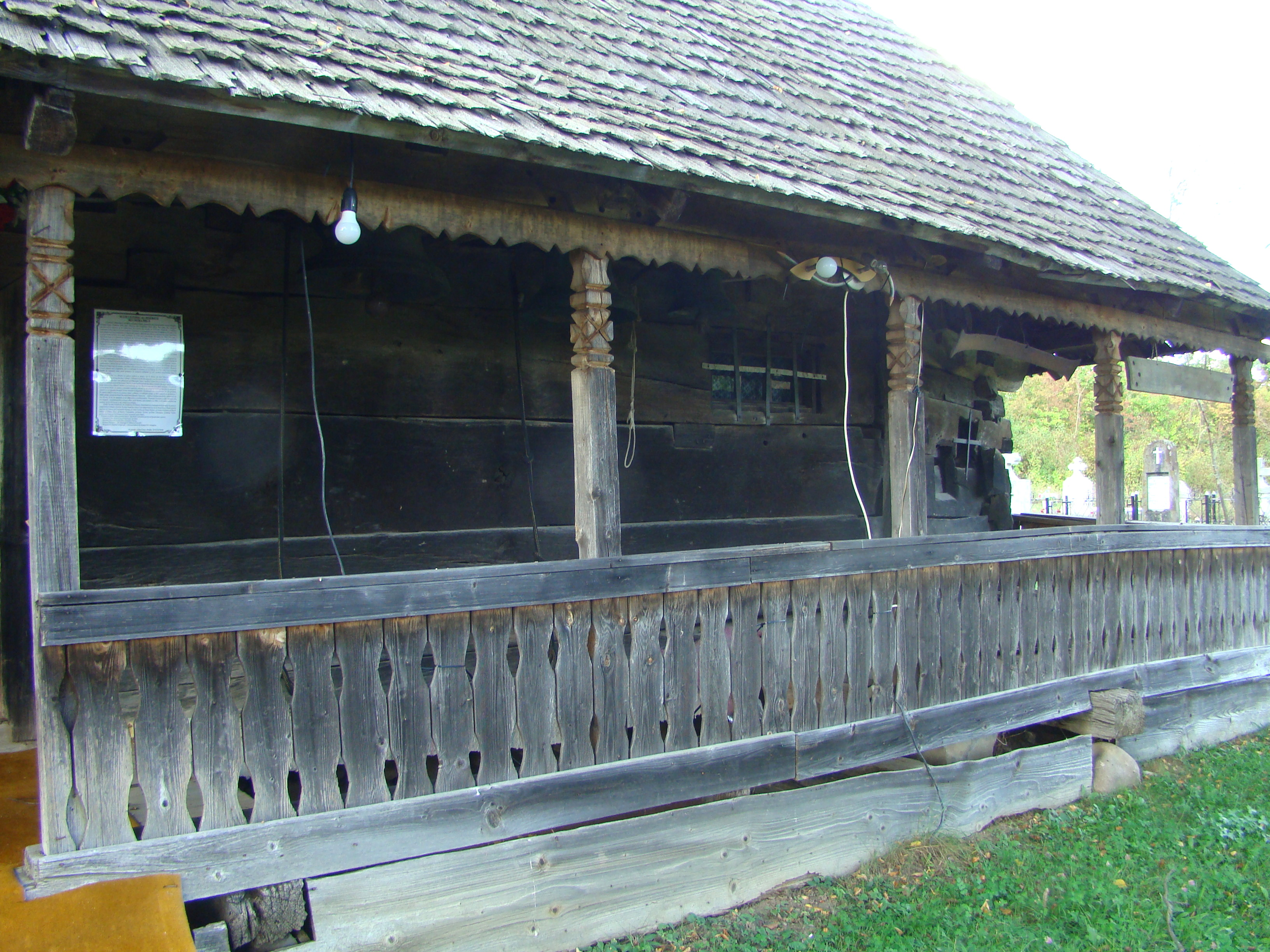
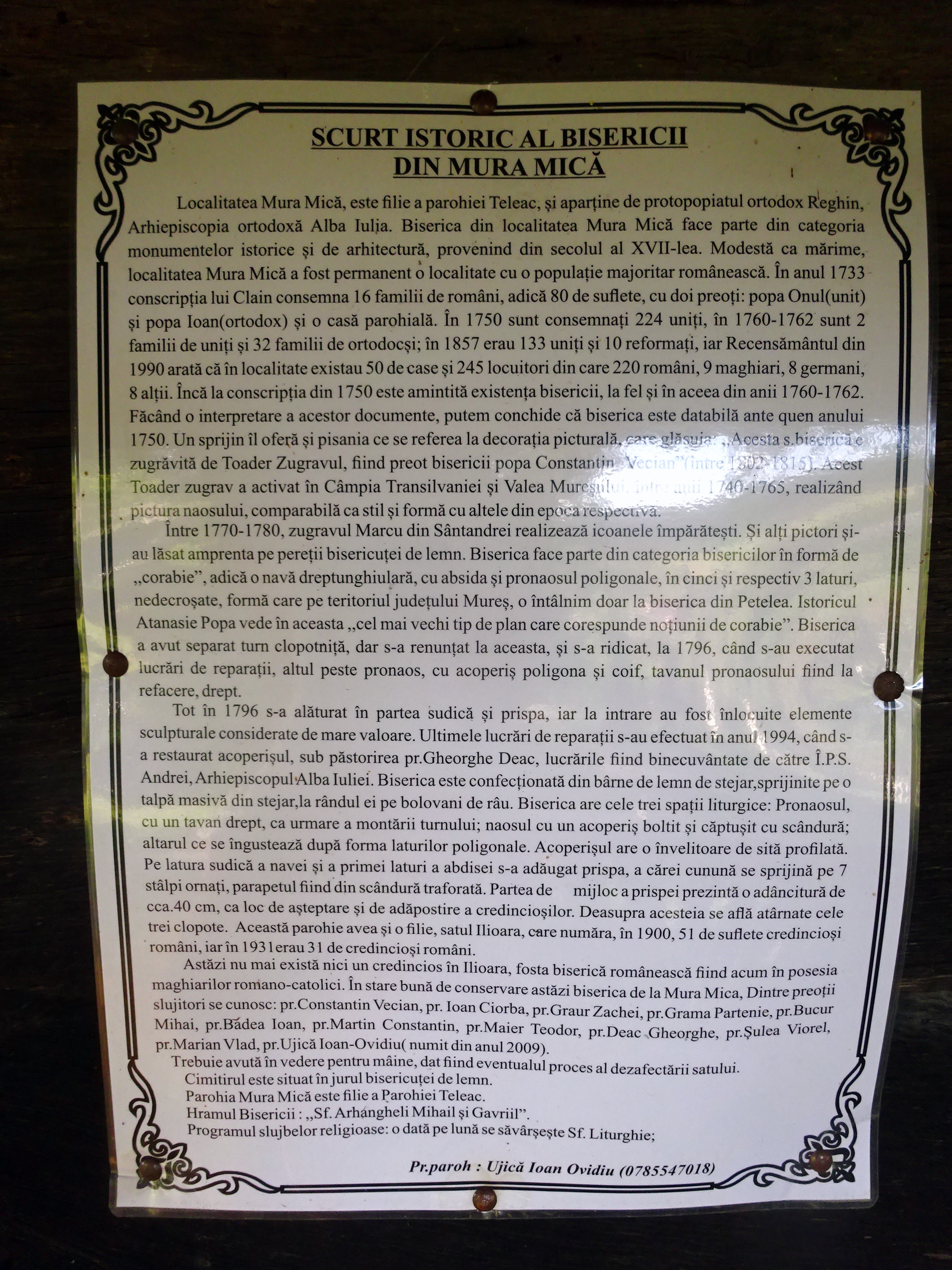
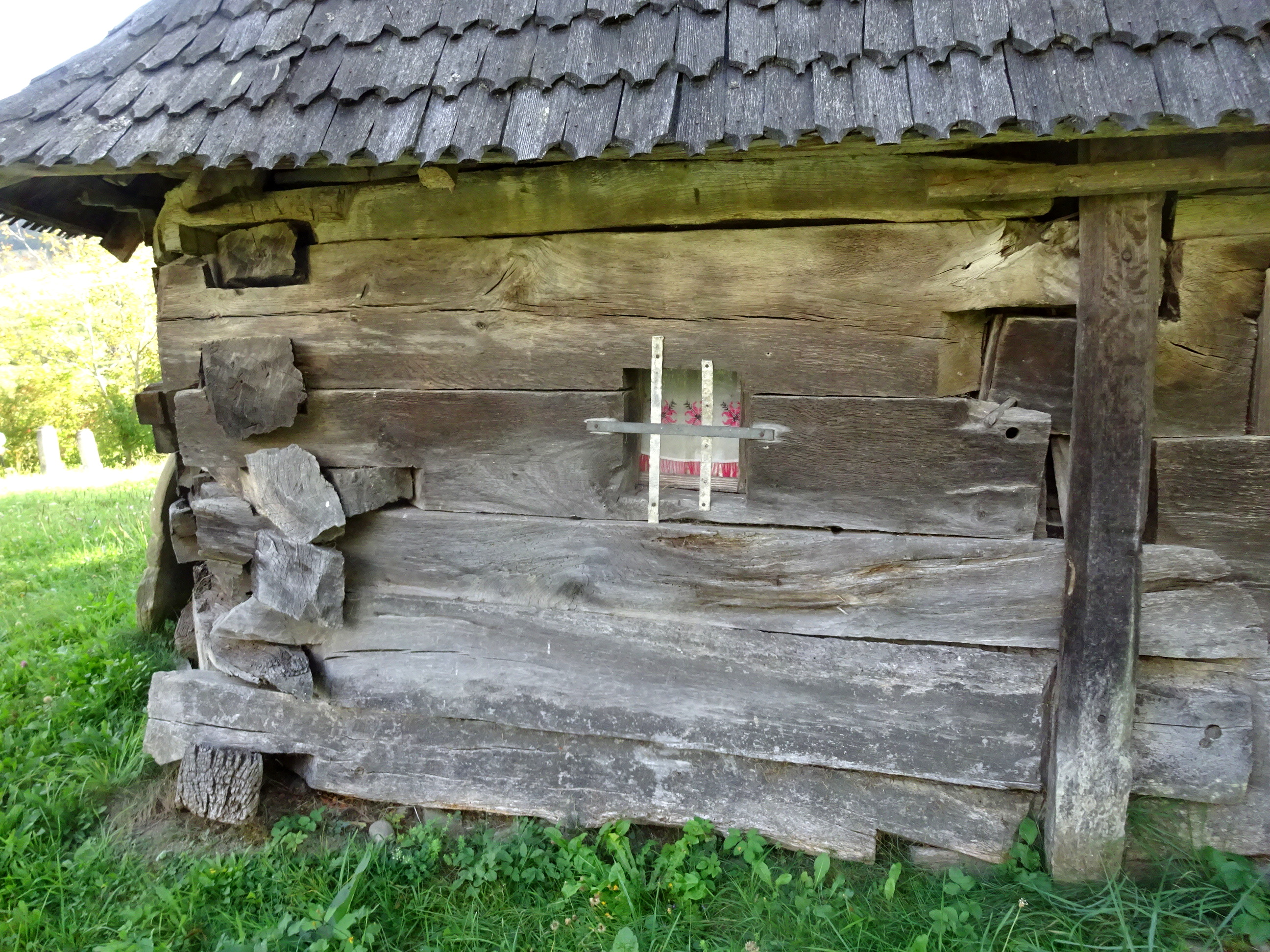
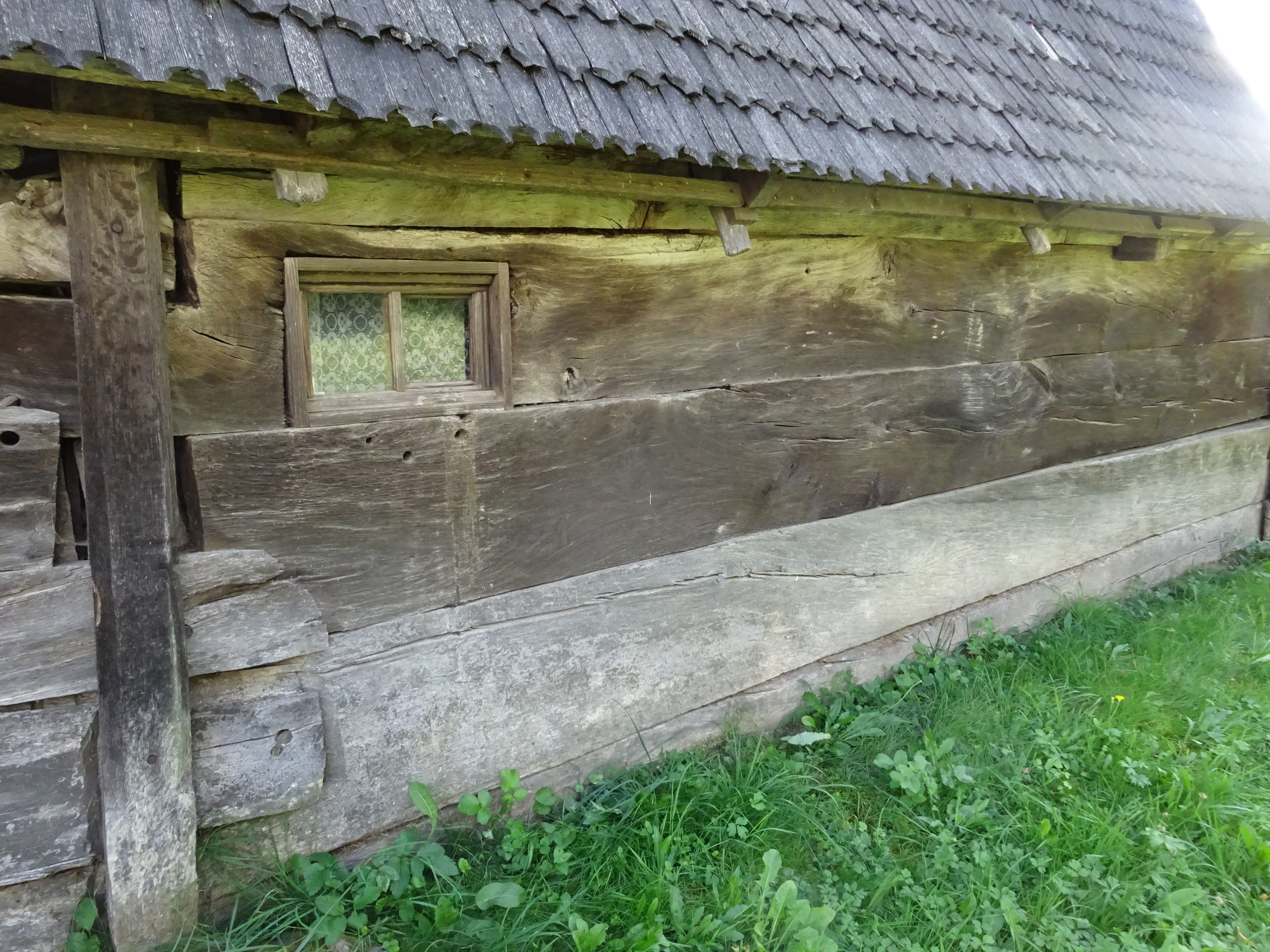
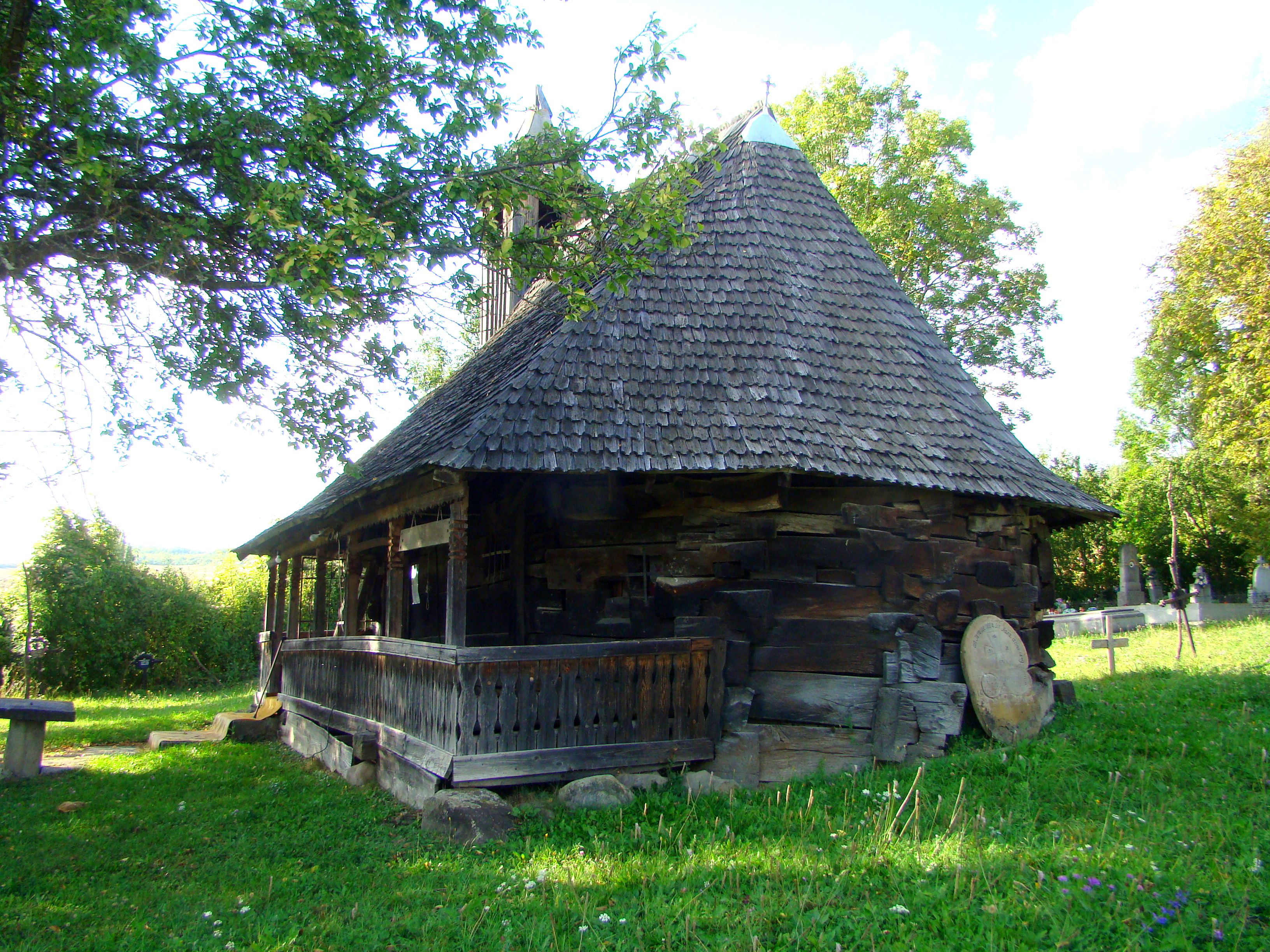
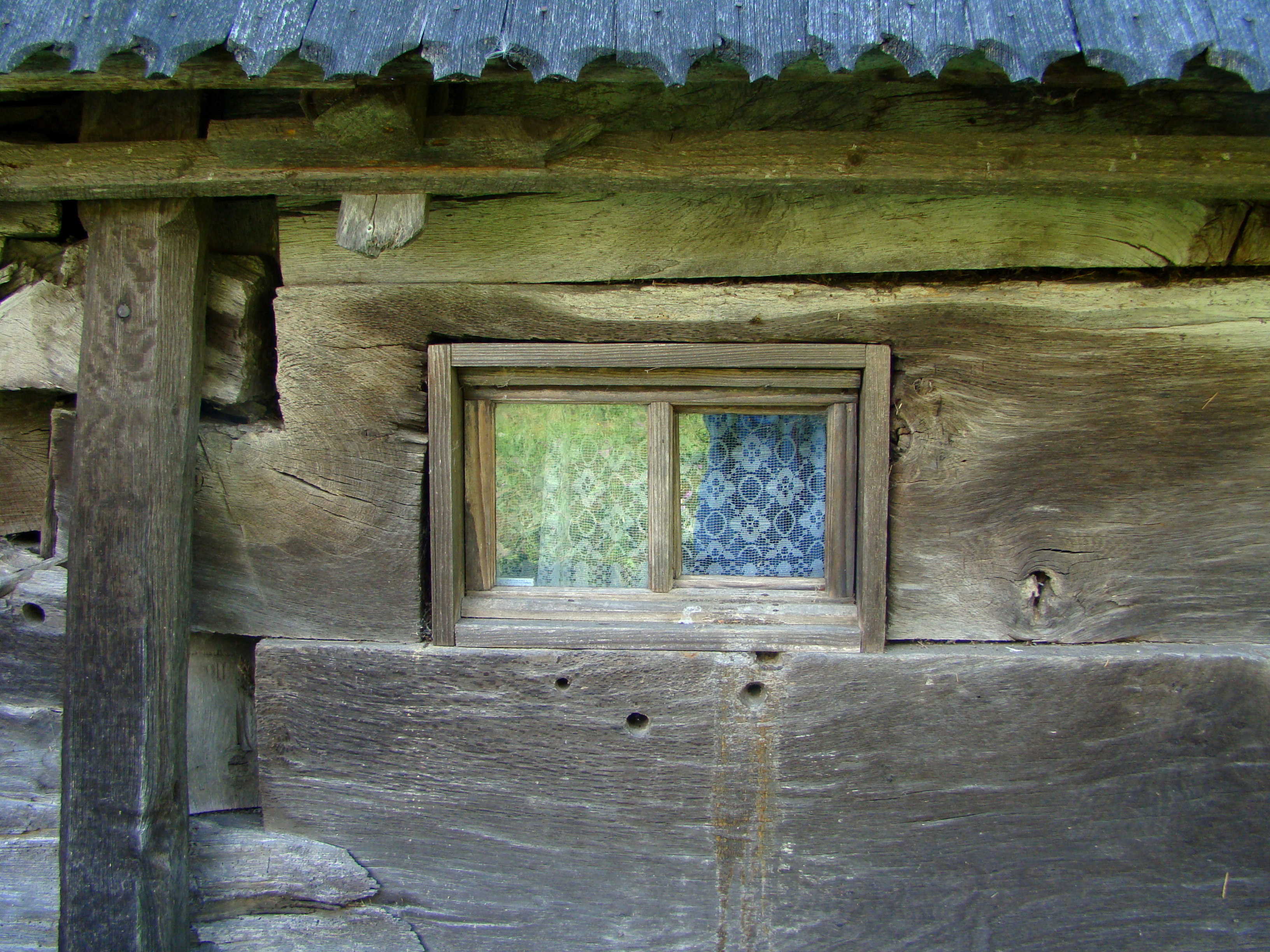
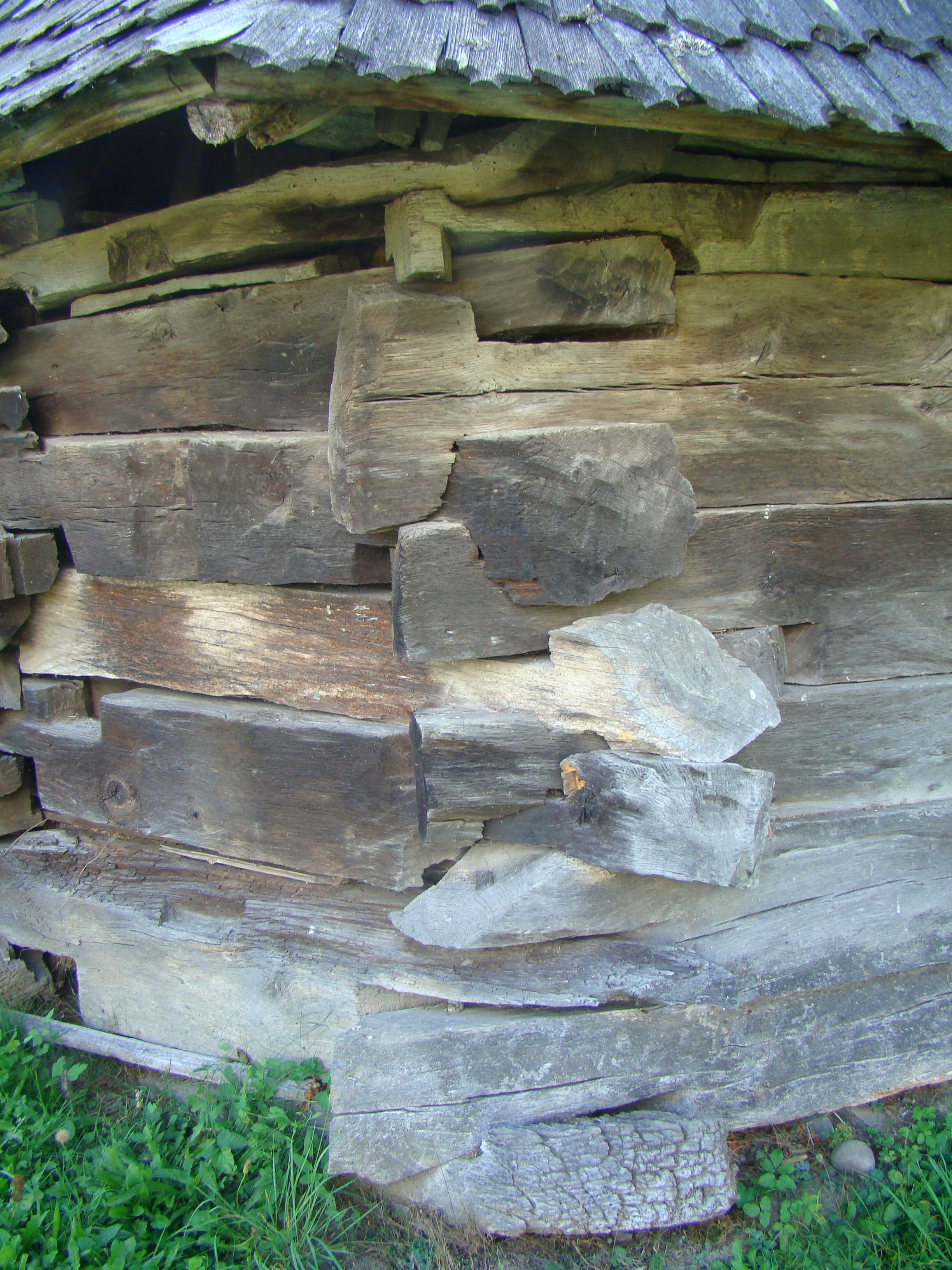
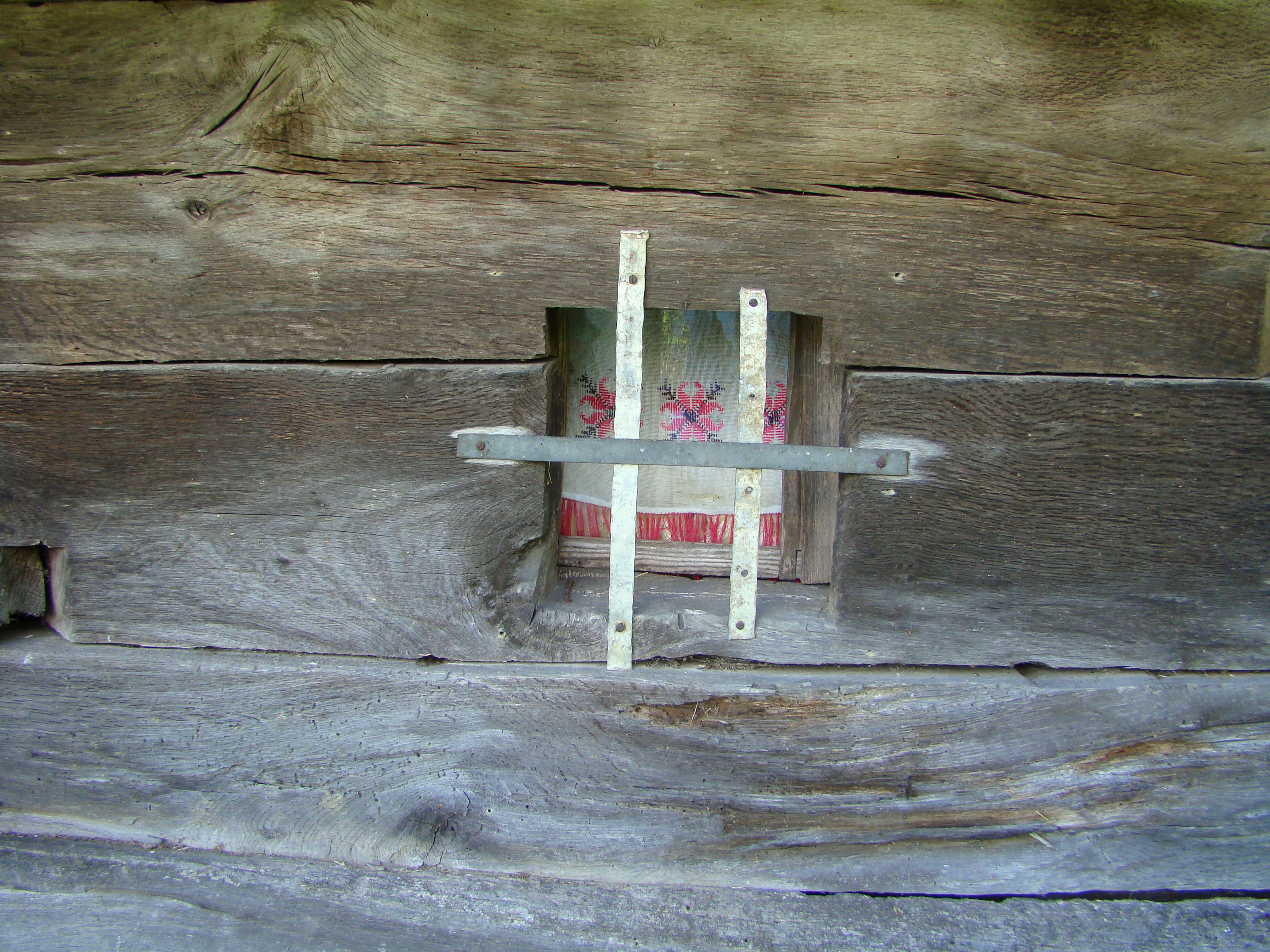
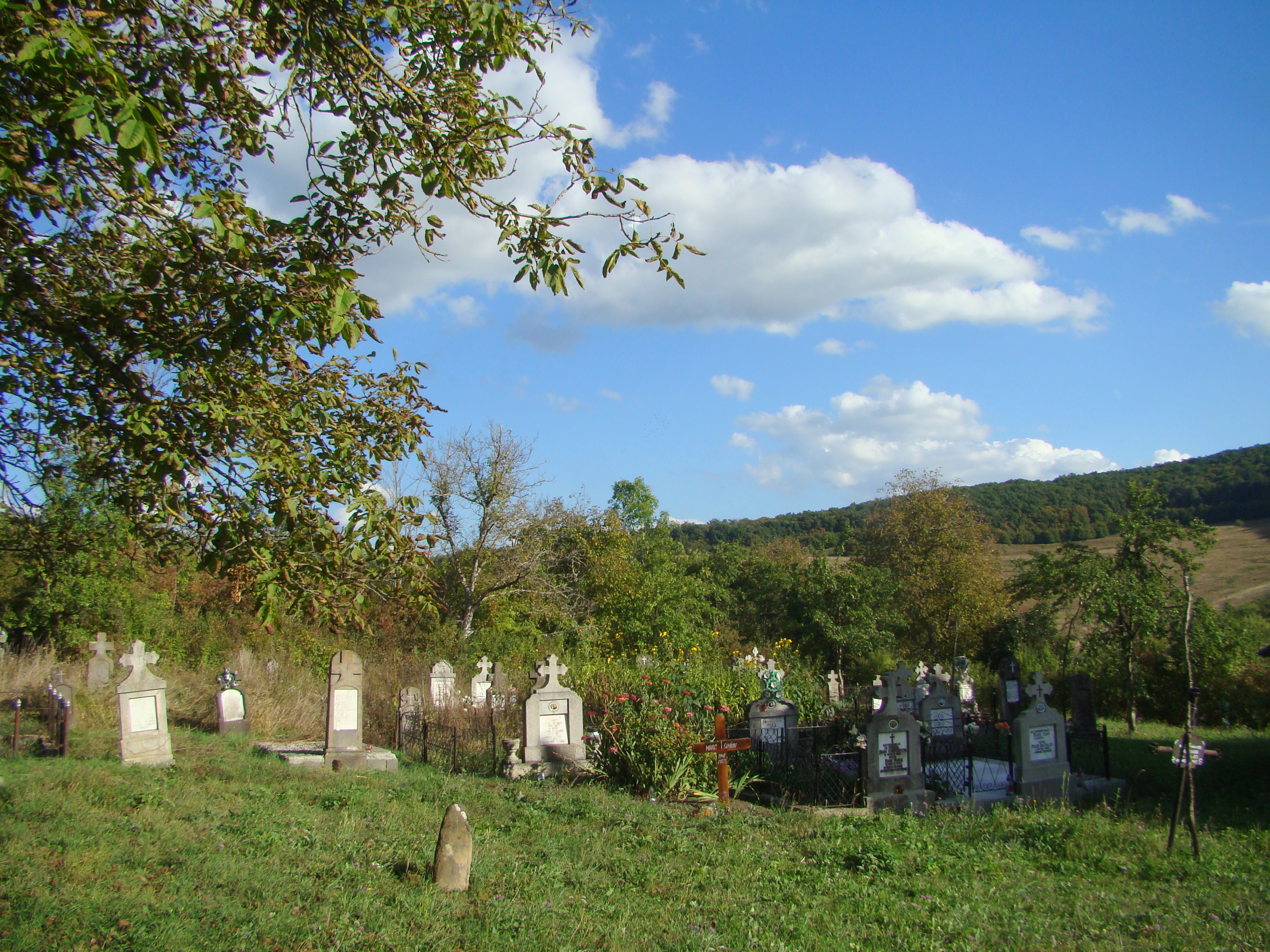
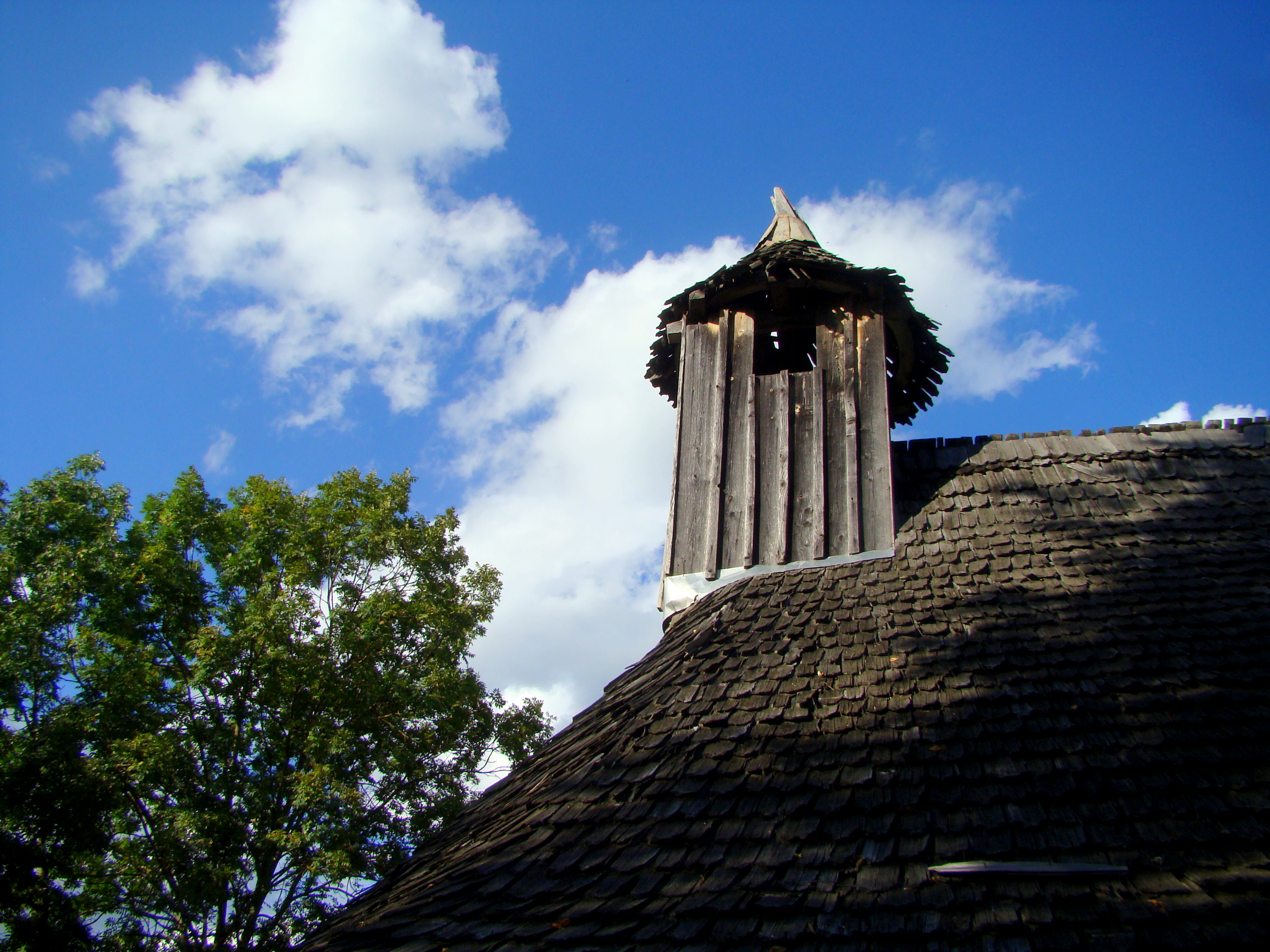
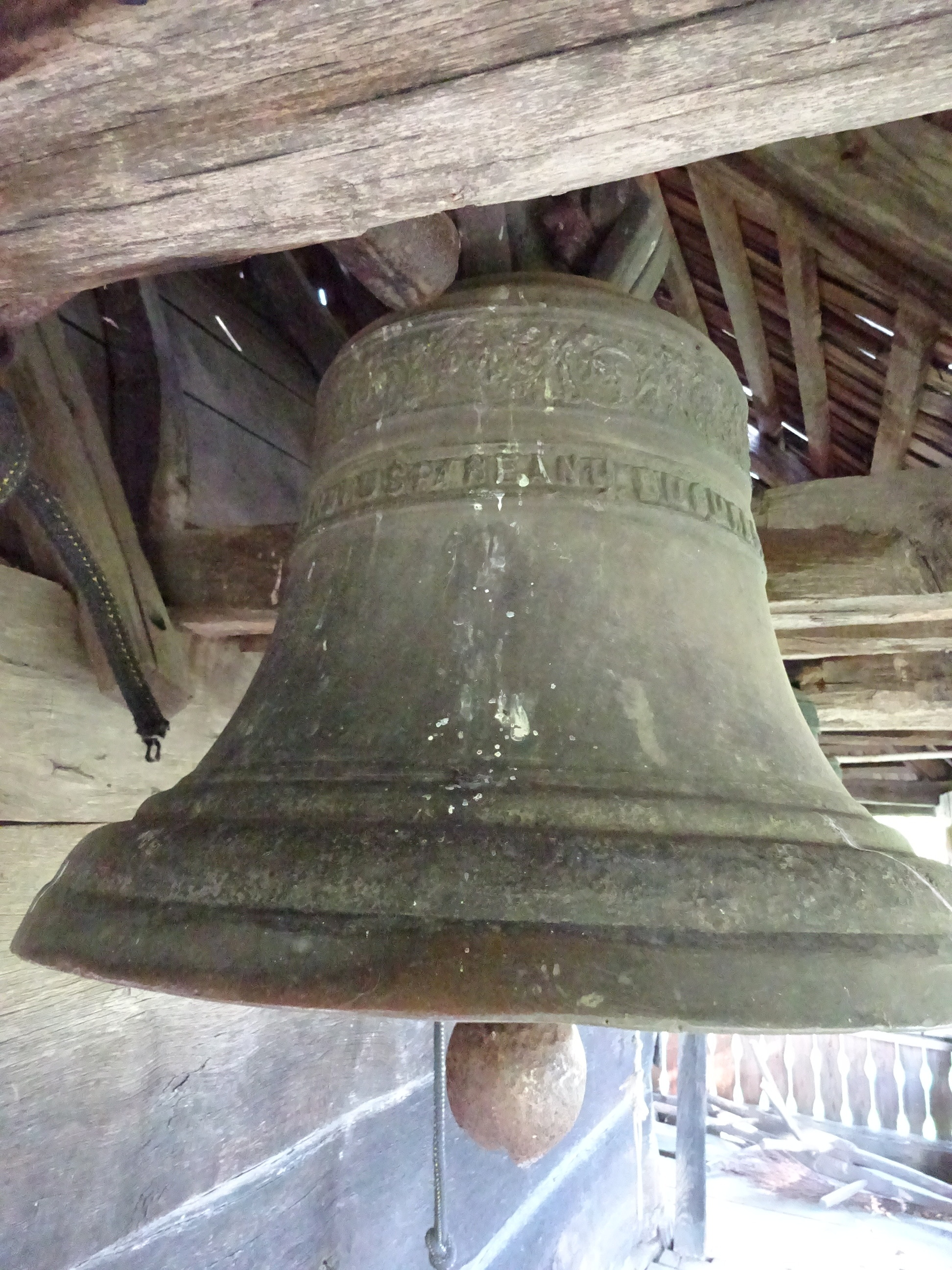
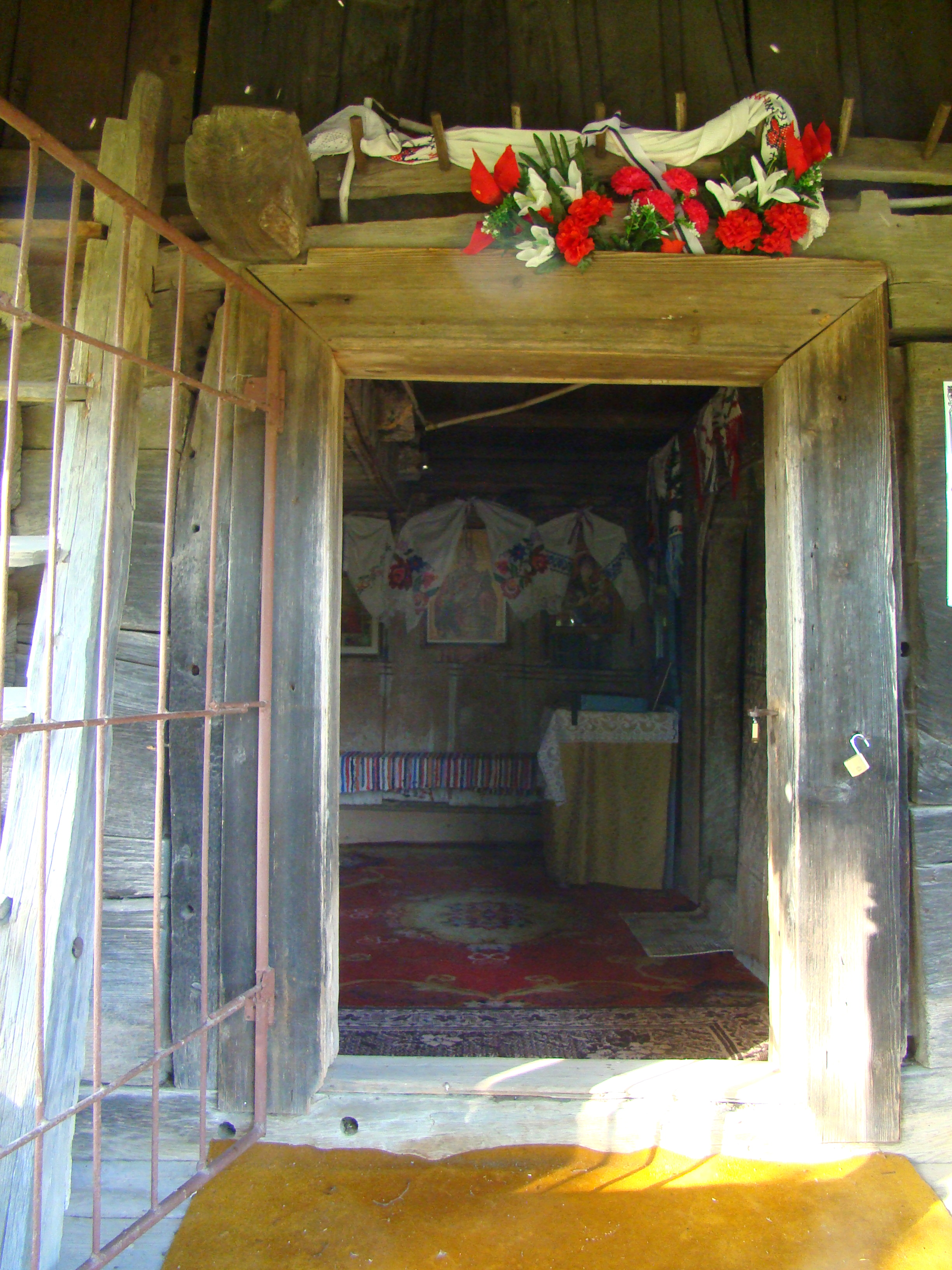
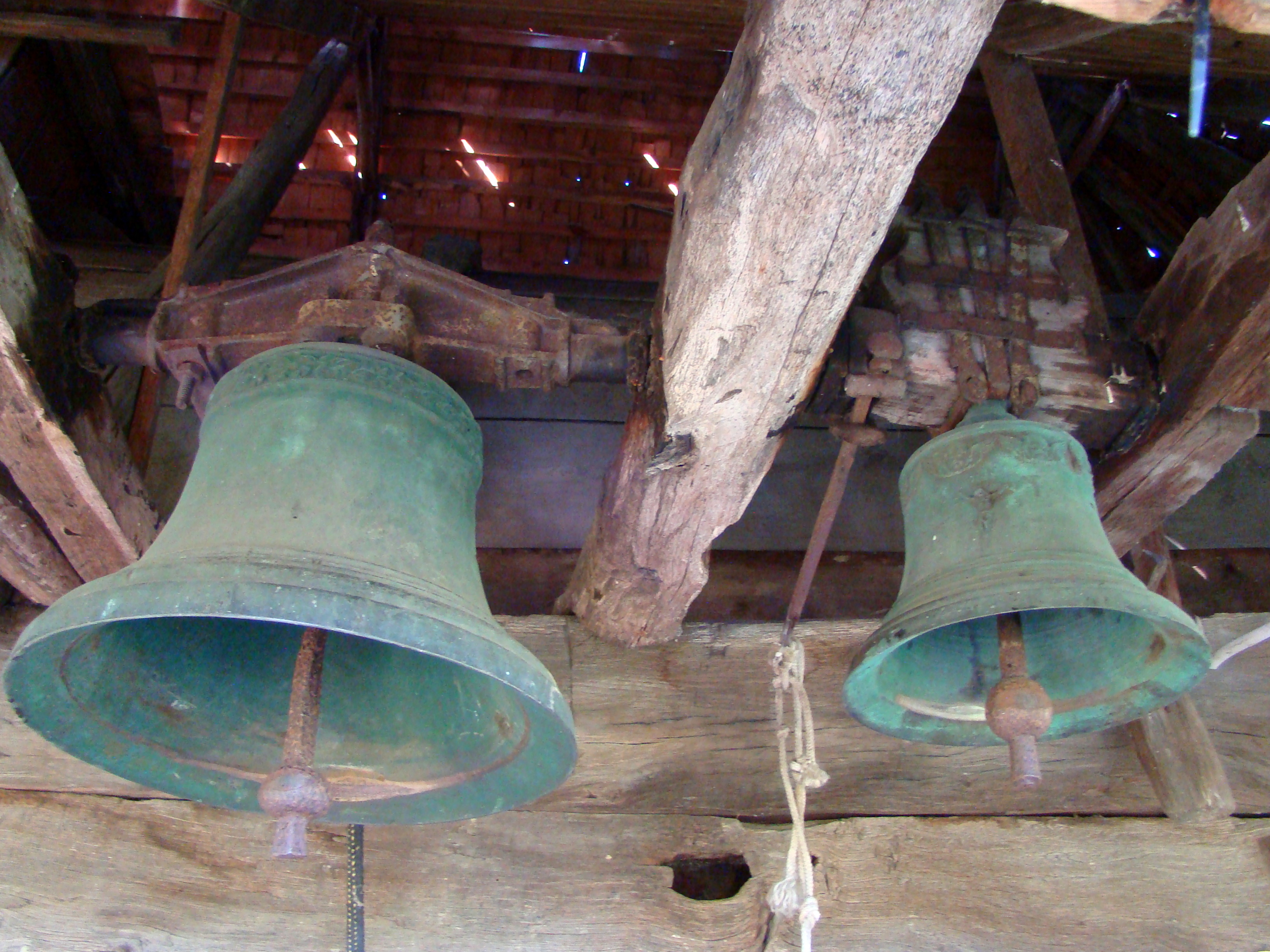
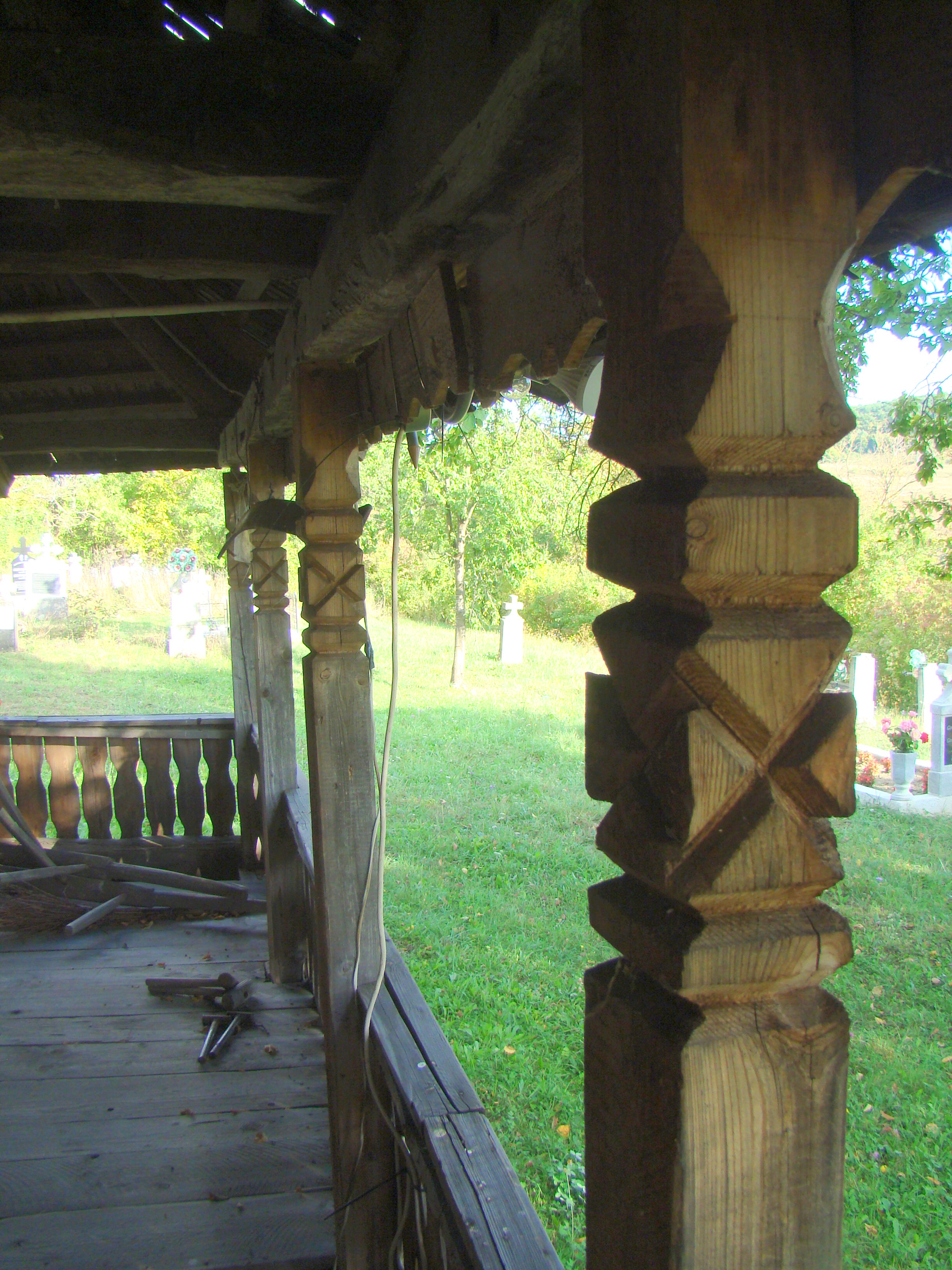
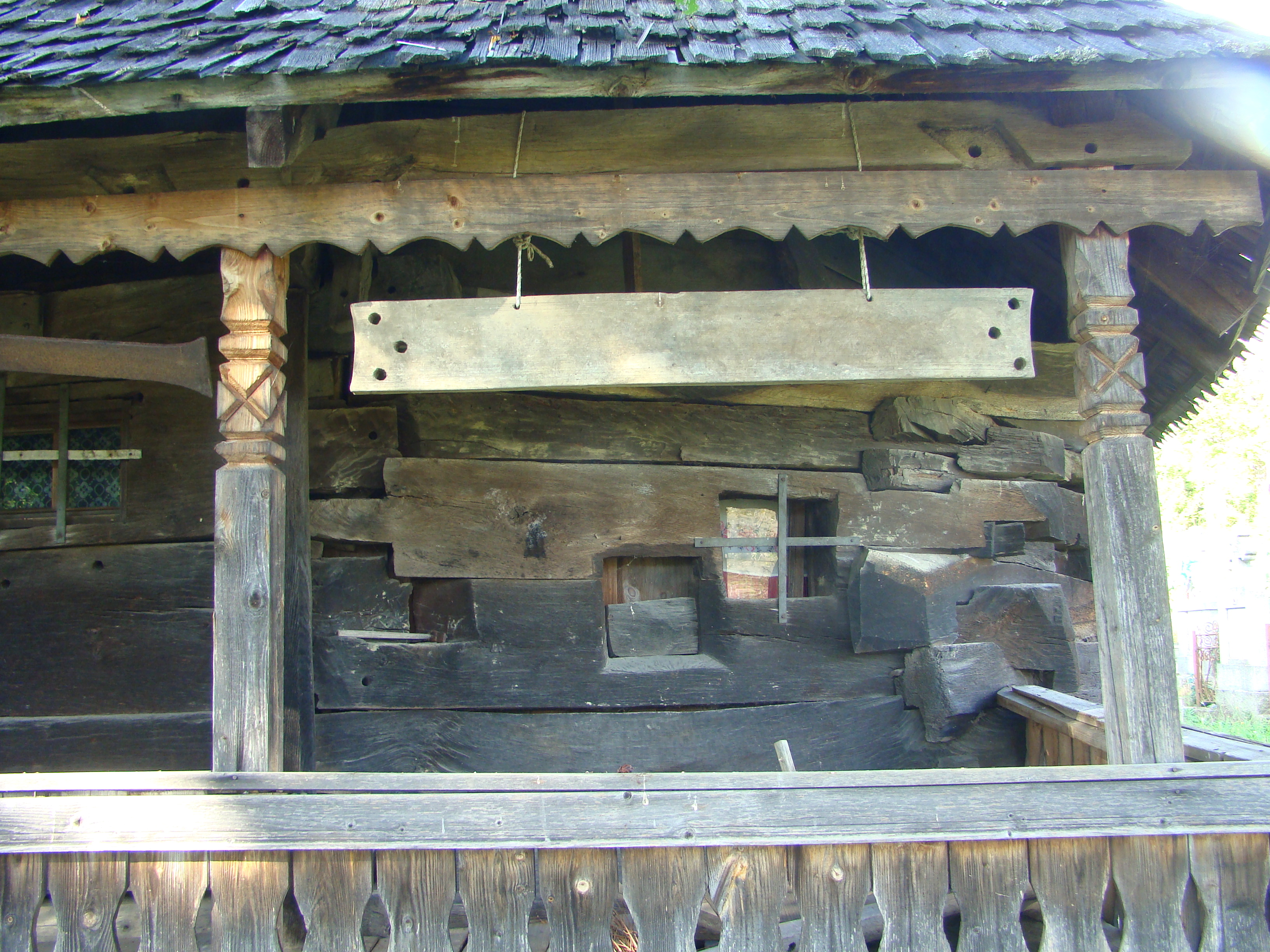
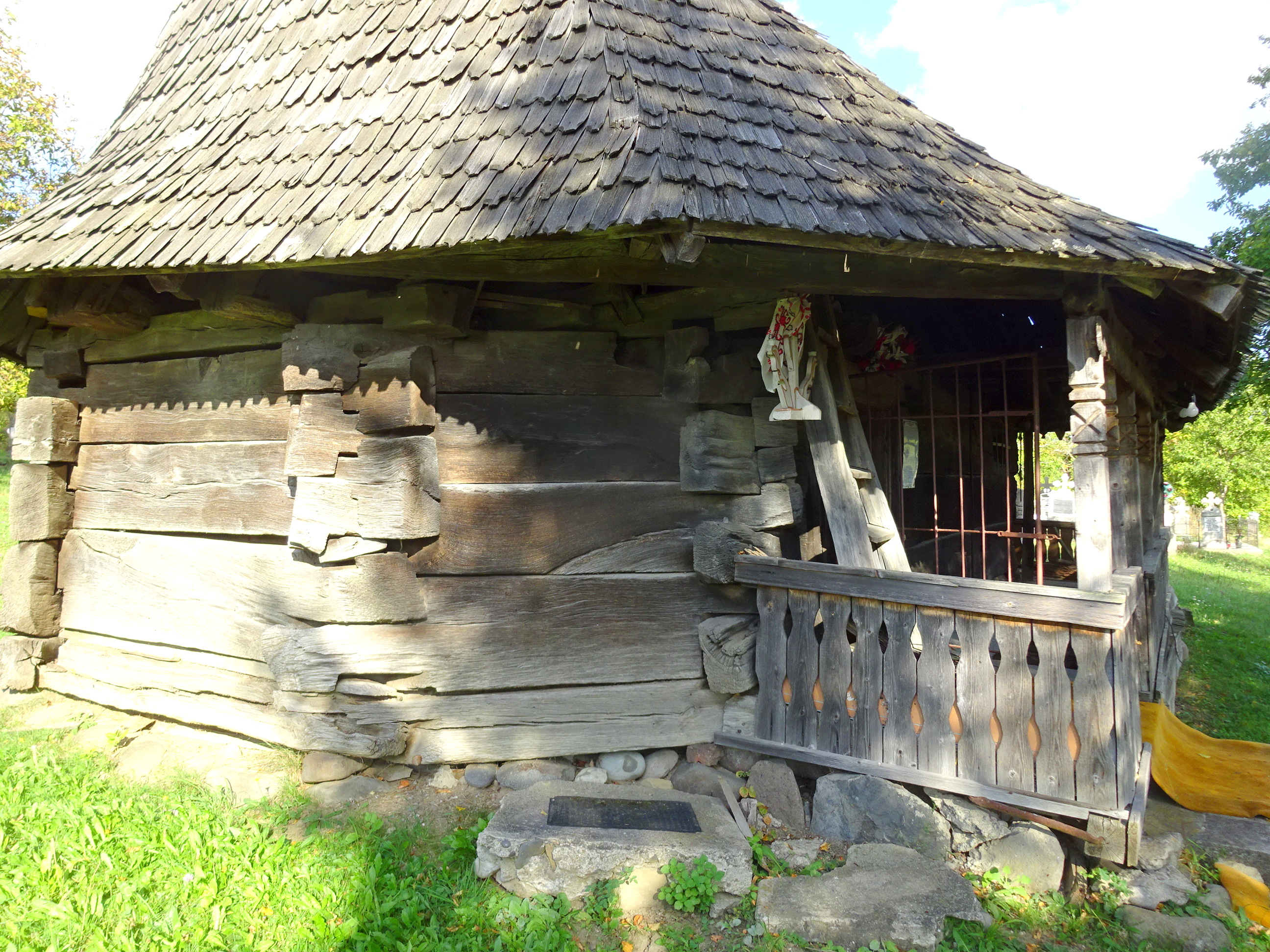
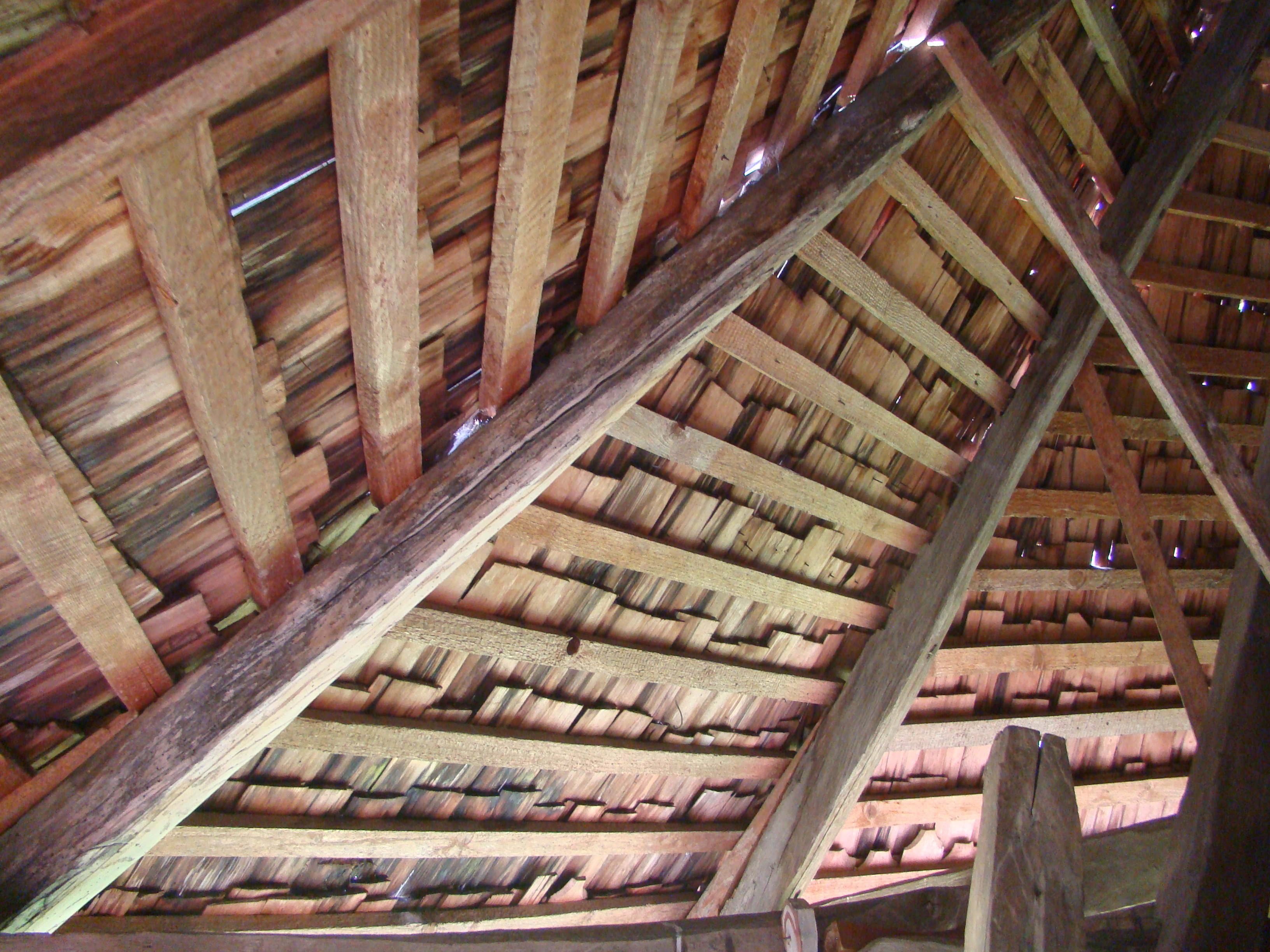
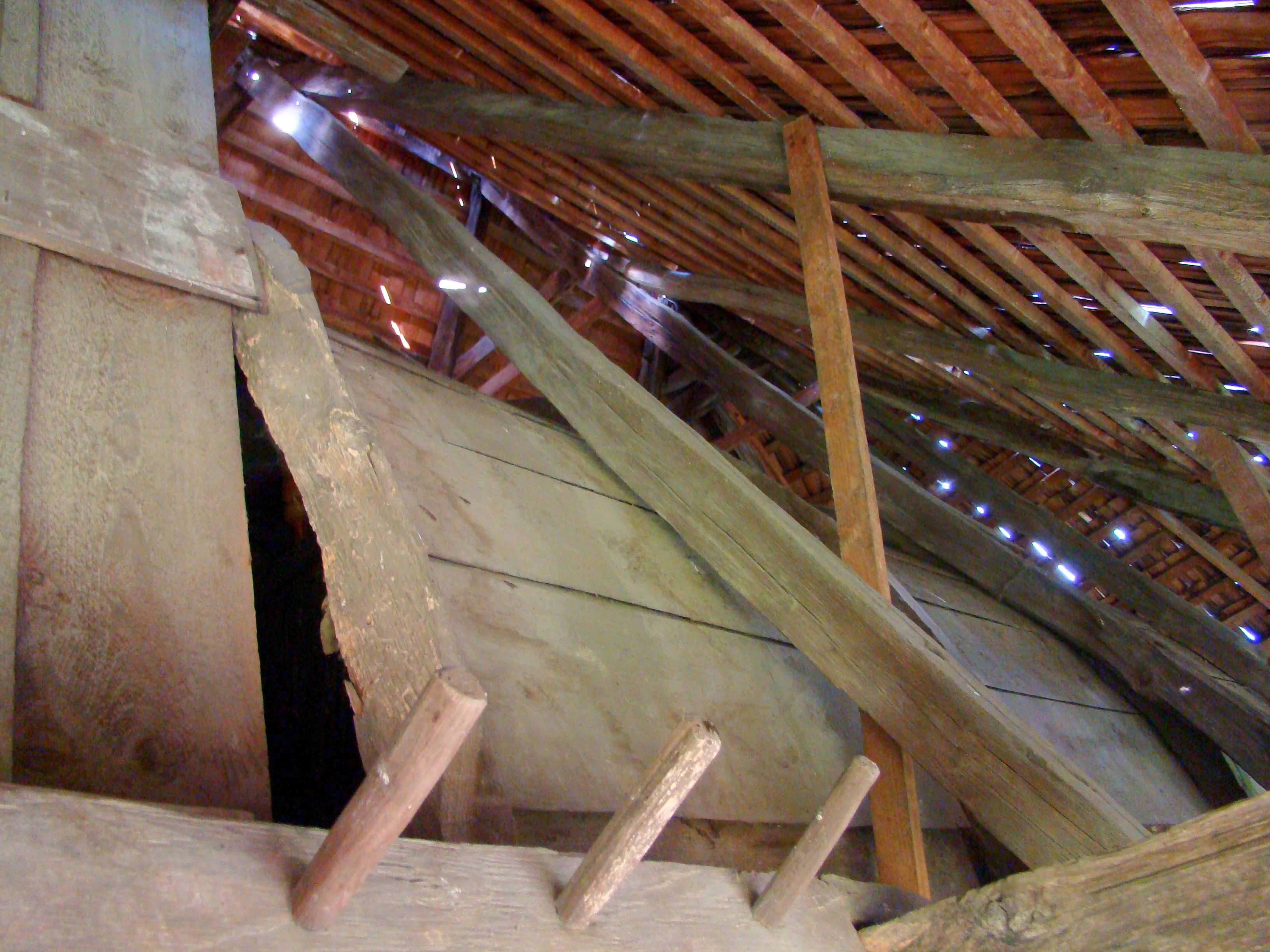
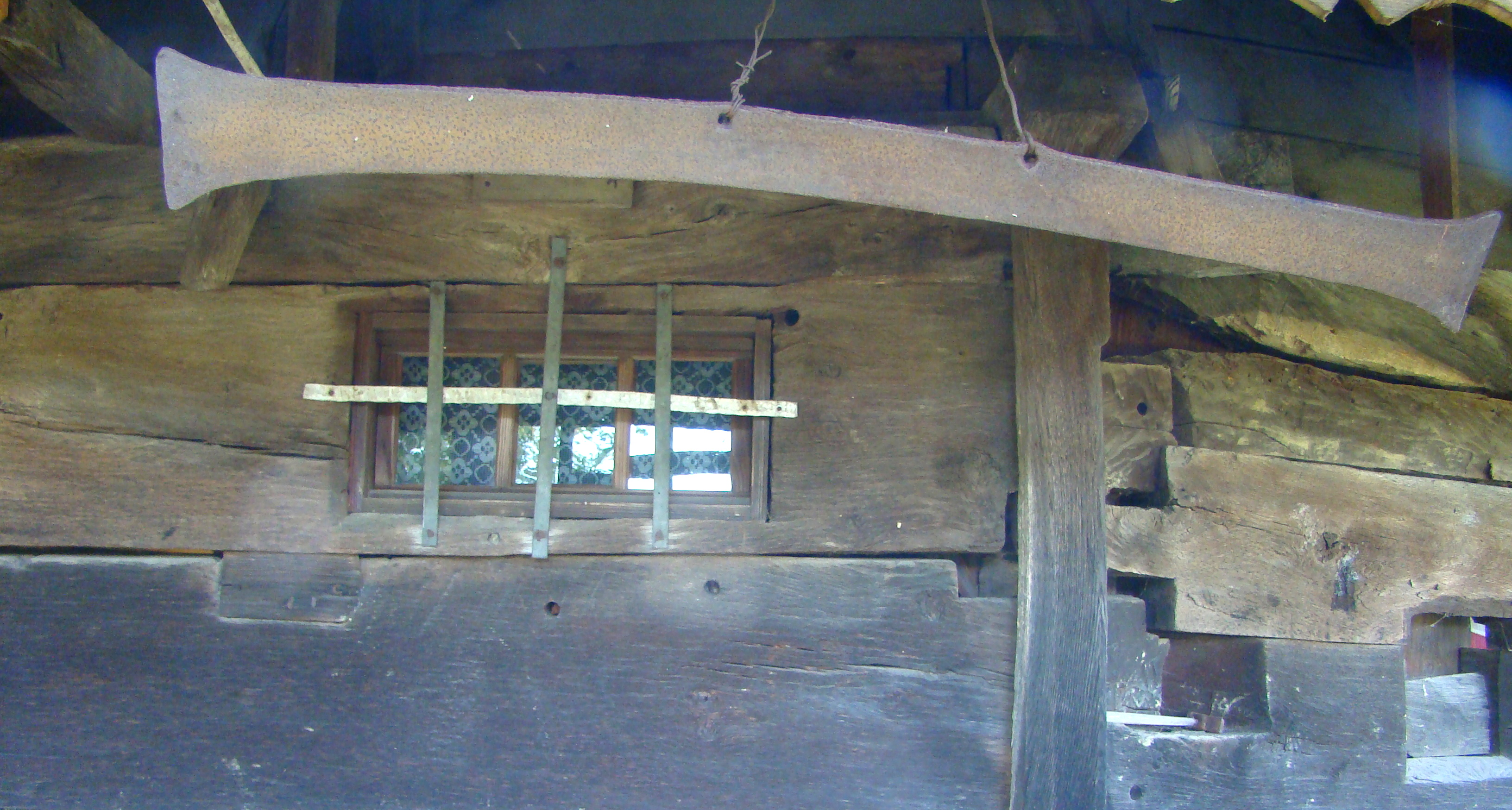
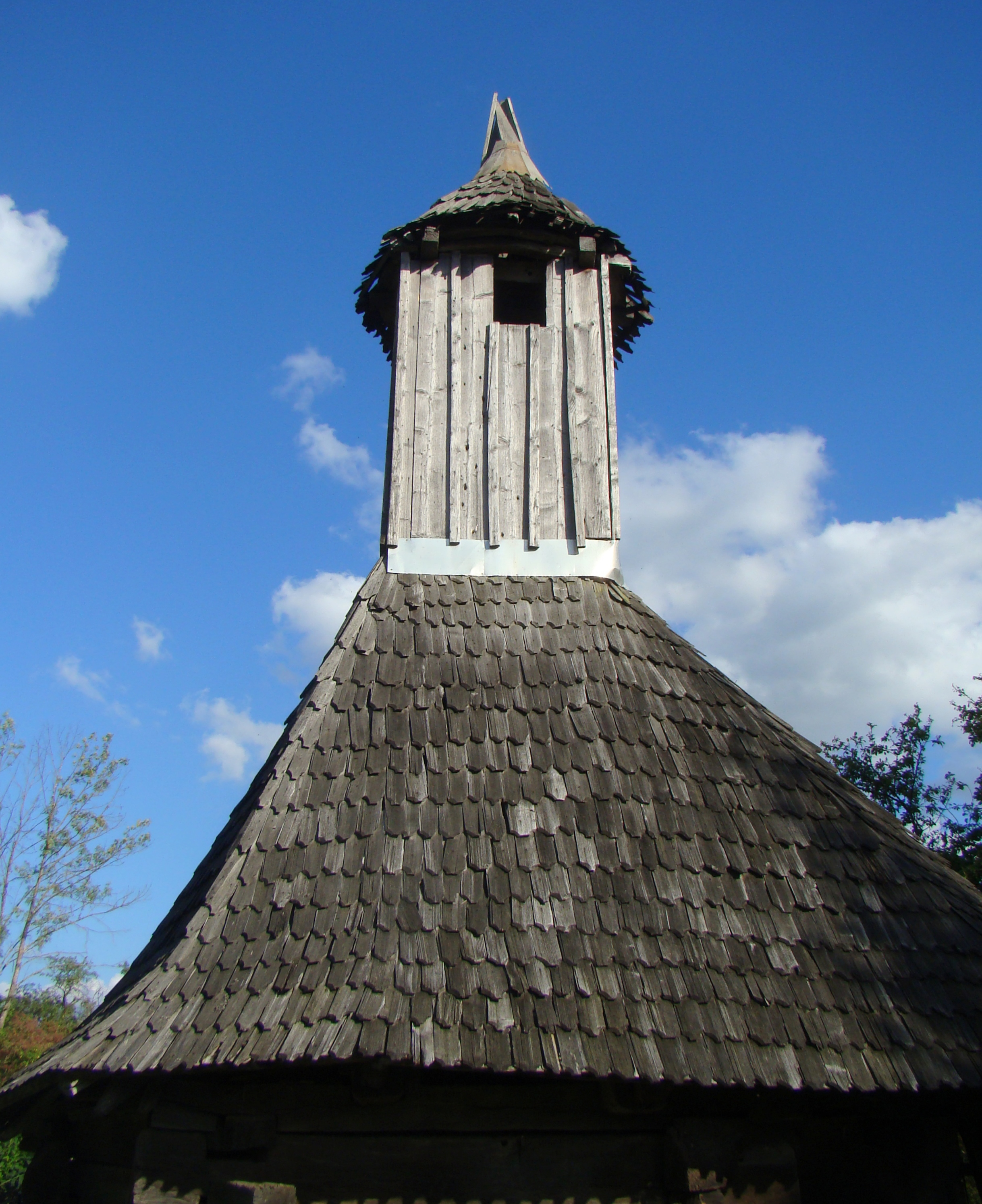
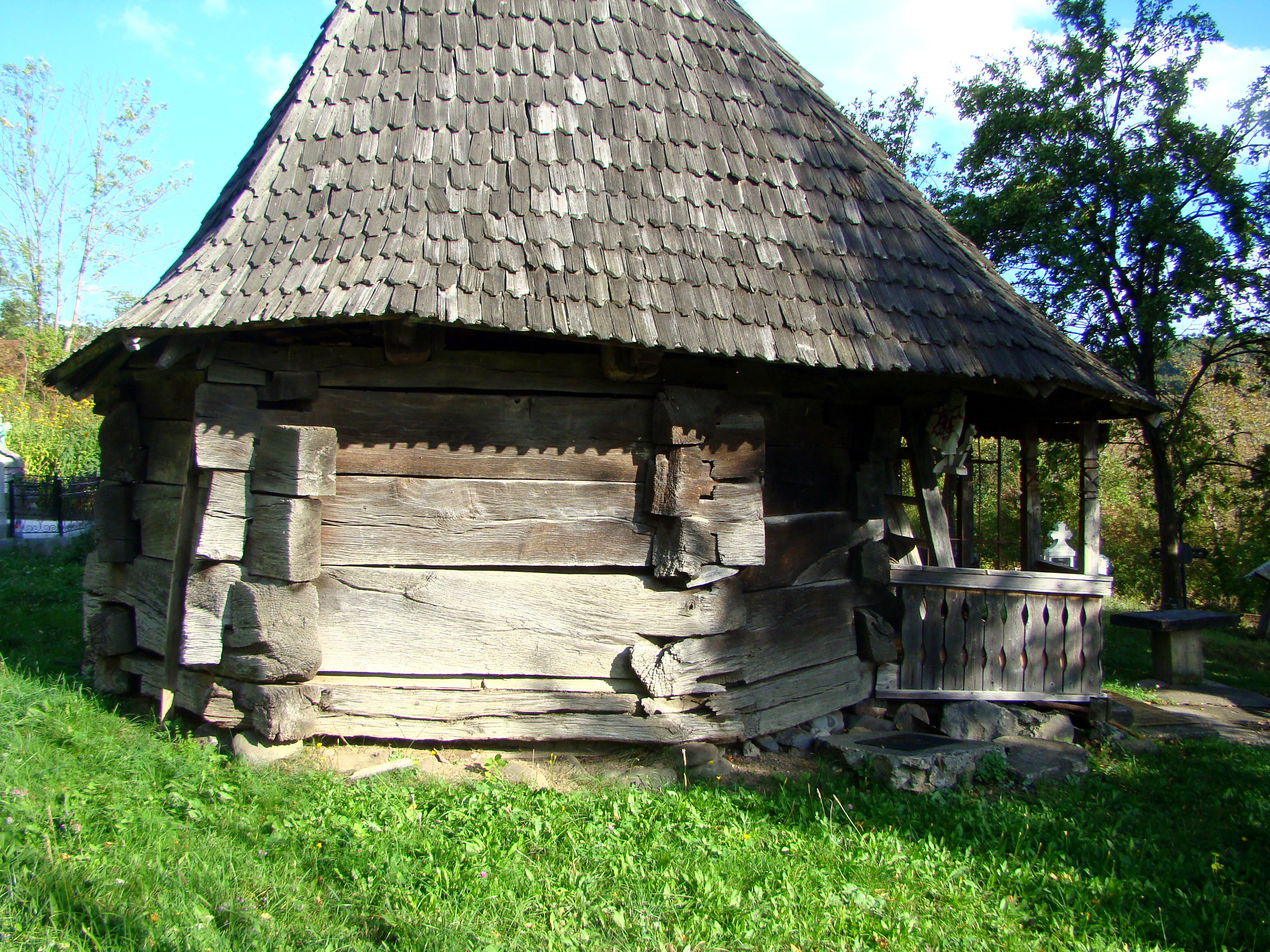
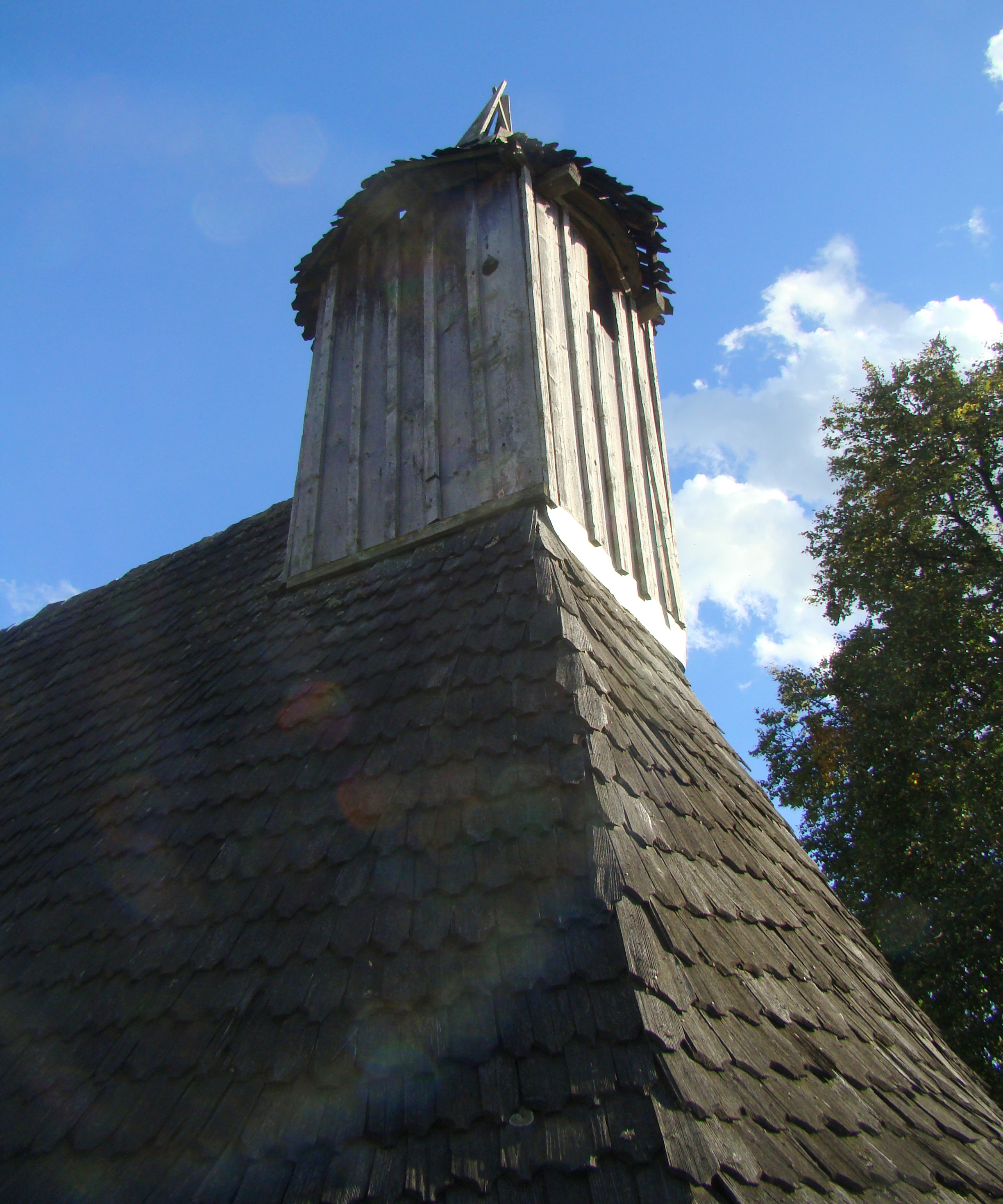
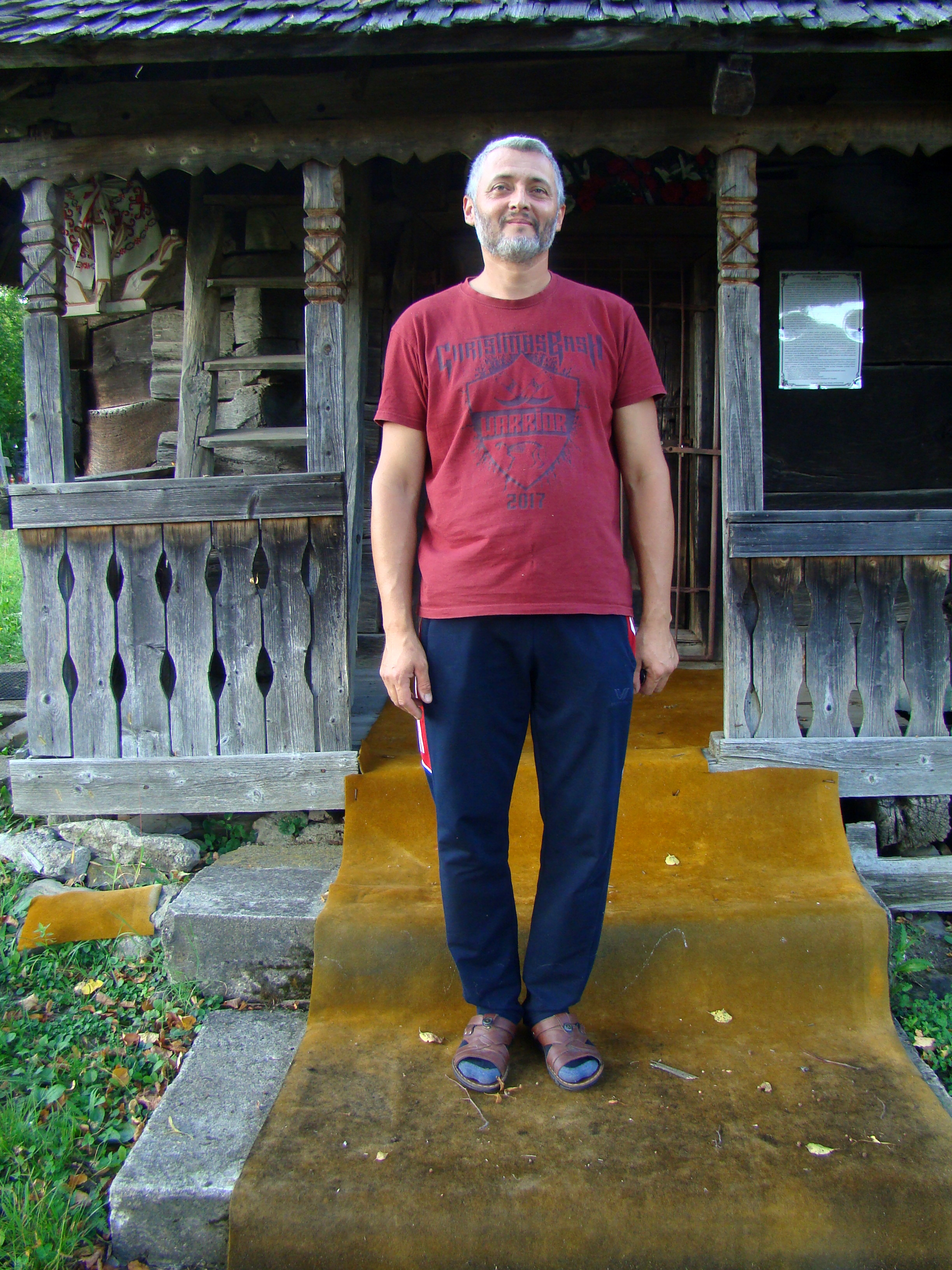
Preotul parohiei Teleac, cu filiile Mura Mare și Mura Mică: Ovidiu Ujică
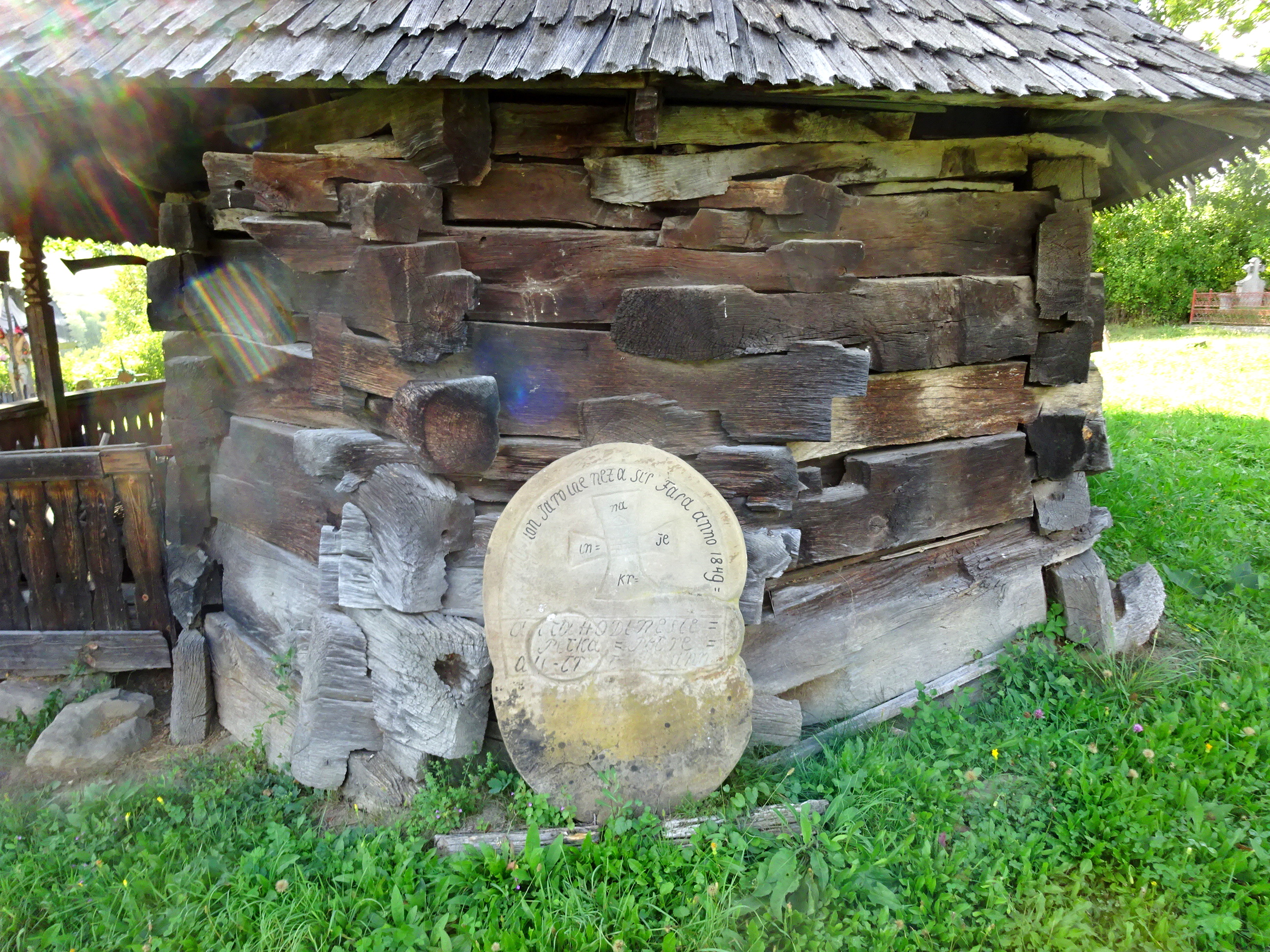
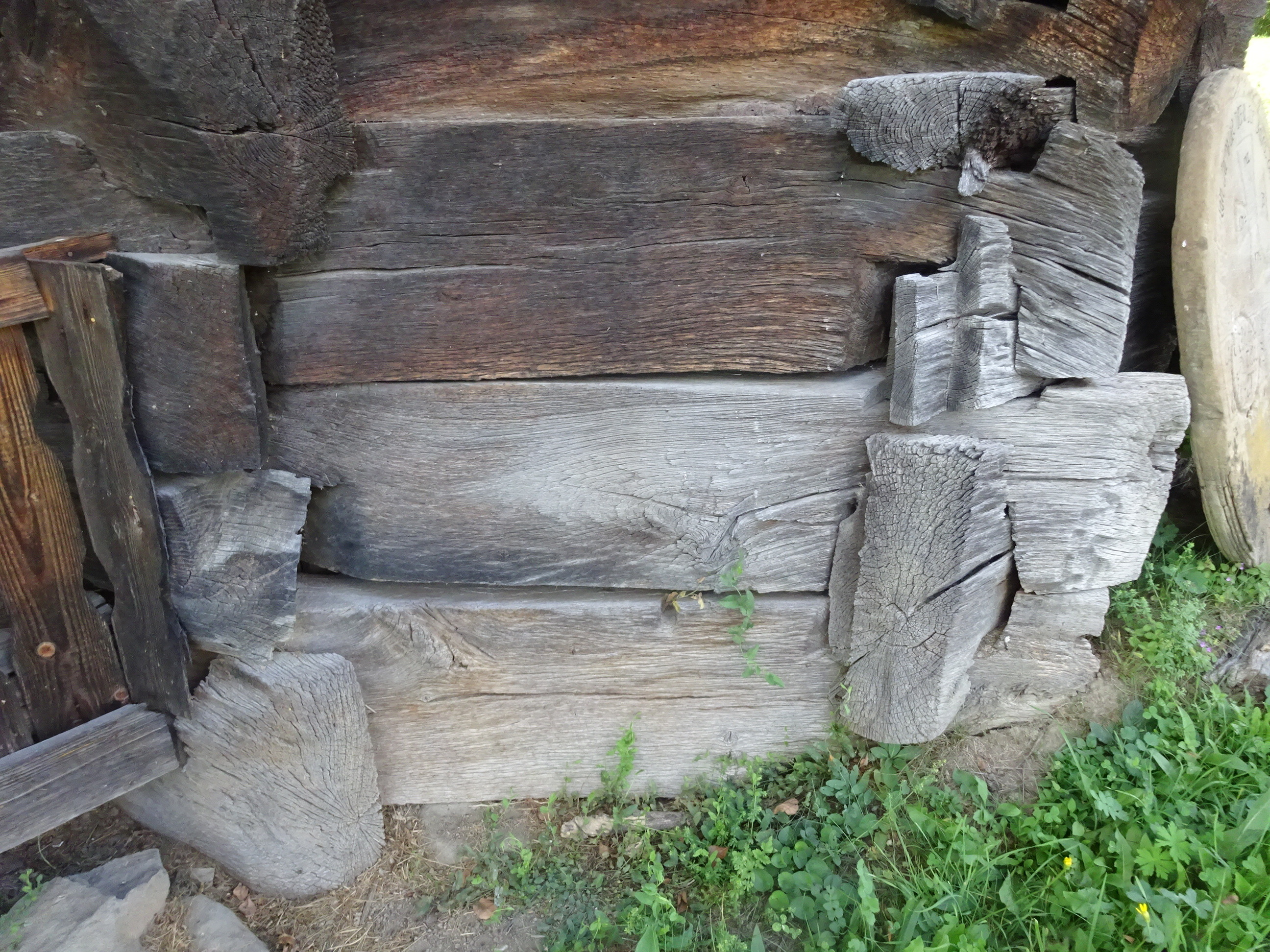
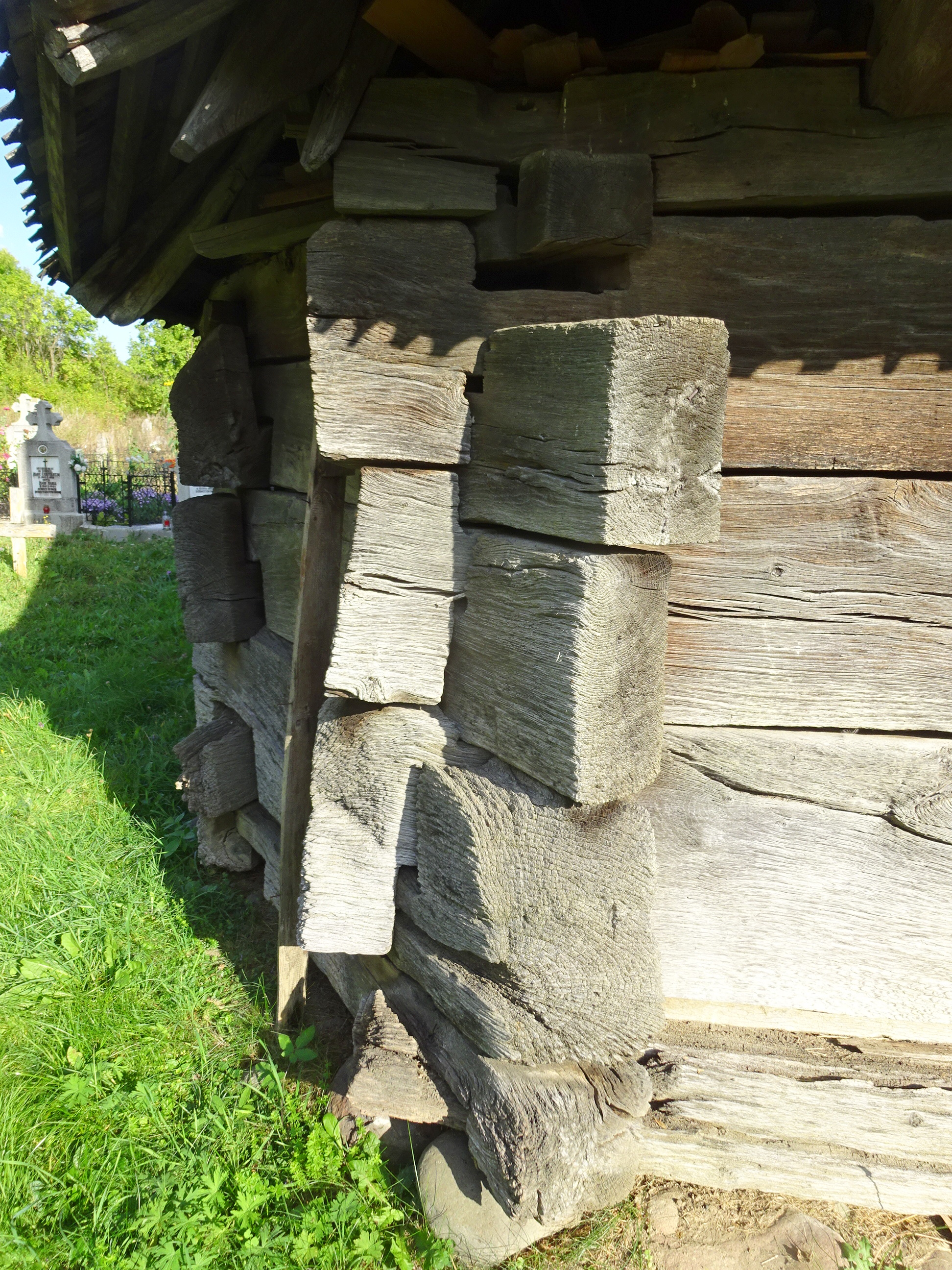
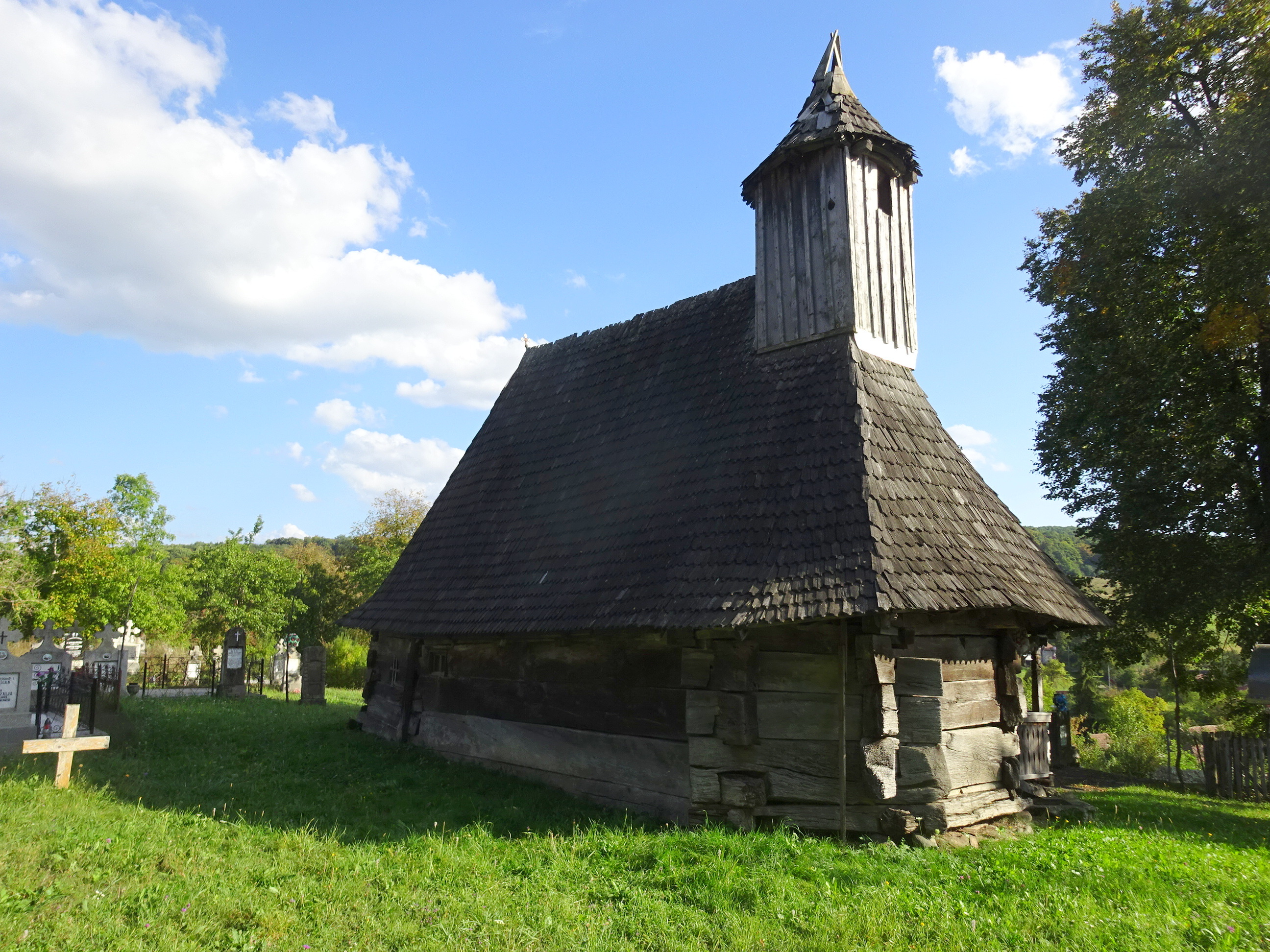
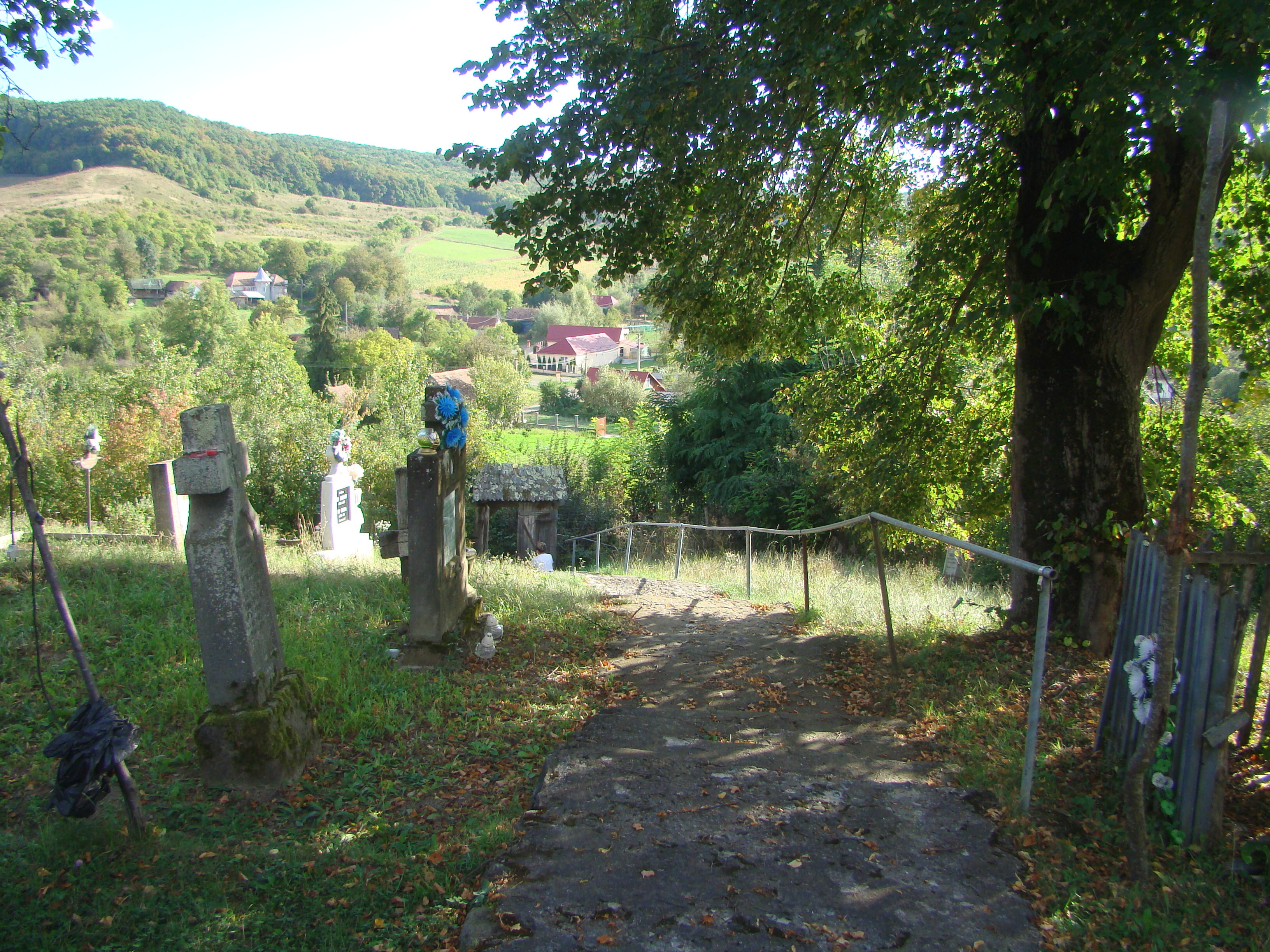
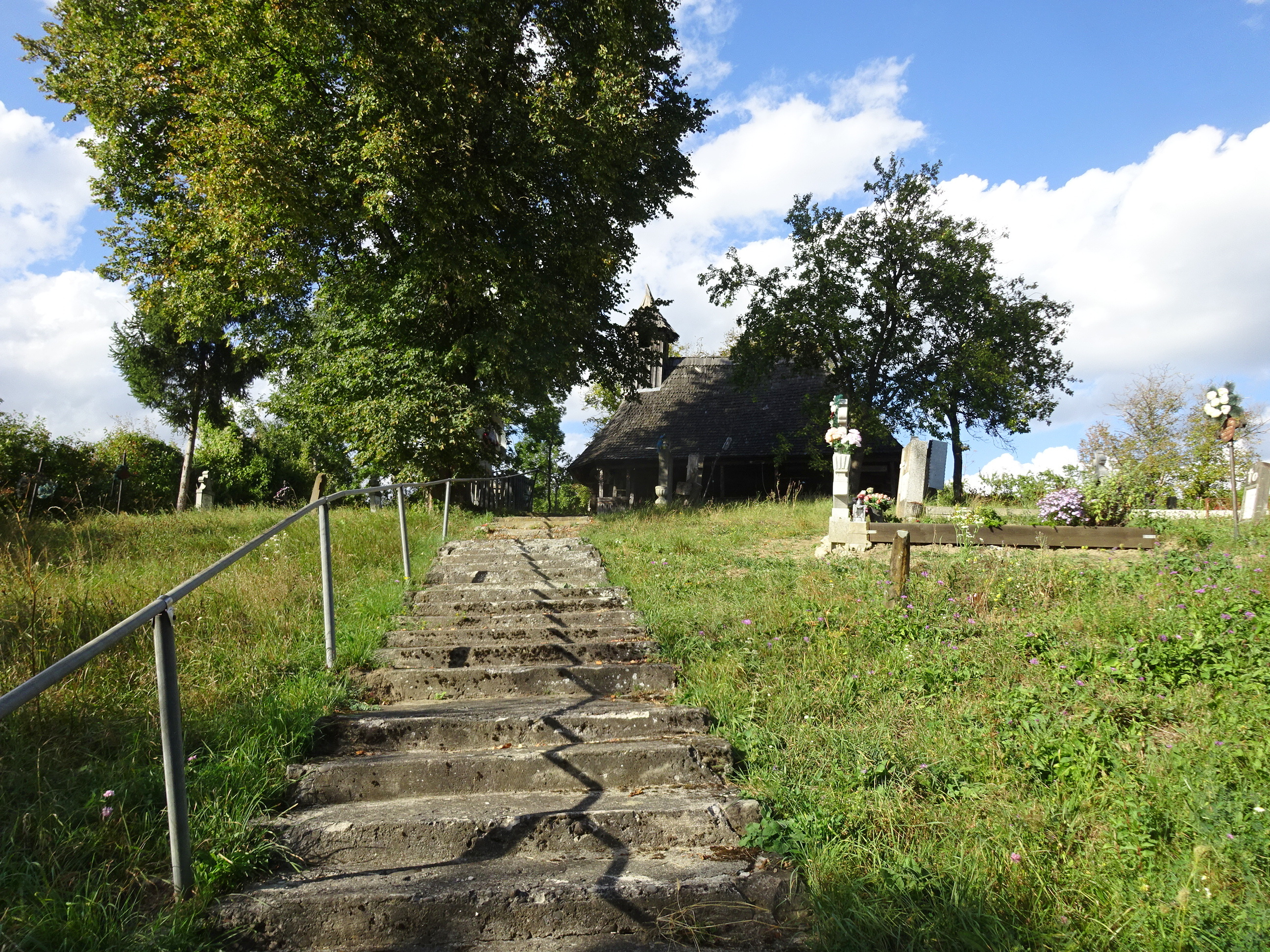

## Imagini din interior
Imaginile sunt făcute în condiții de luminozitate extrem de redusă, biserica nefiind electrificată.

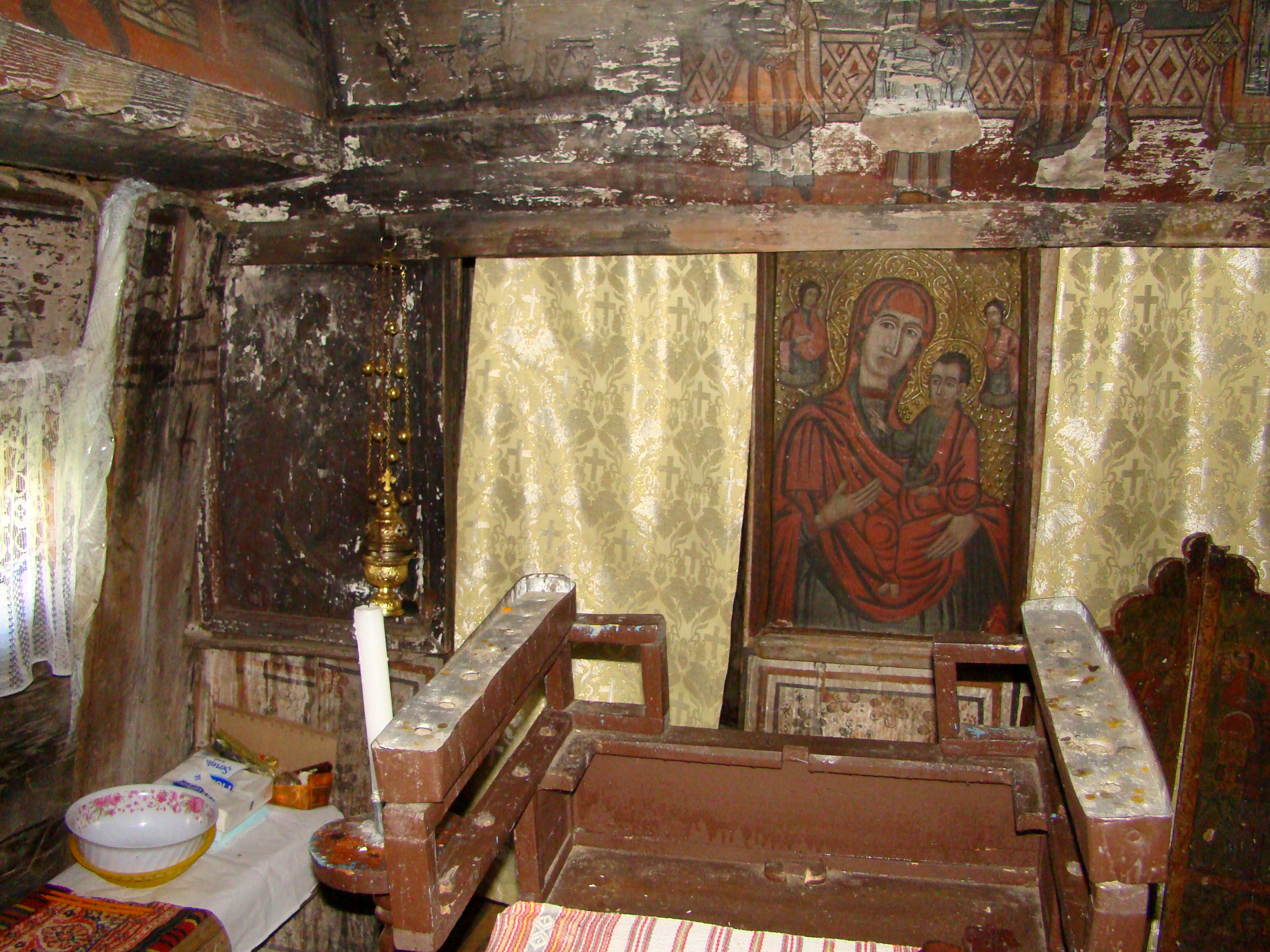
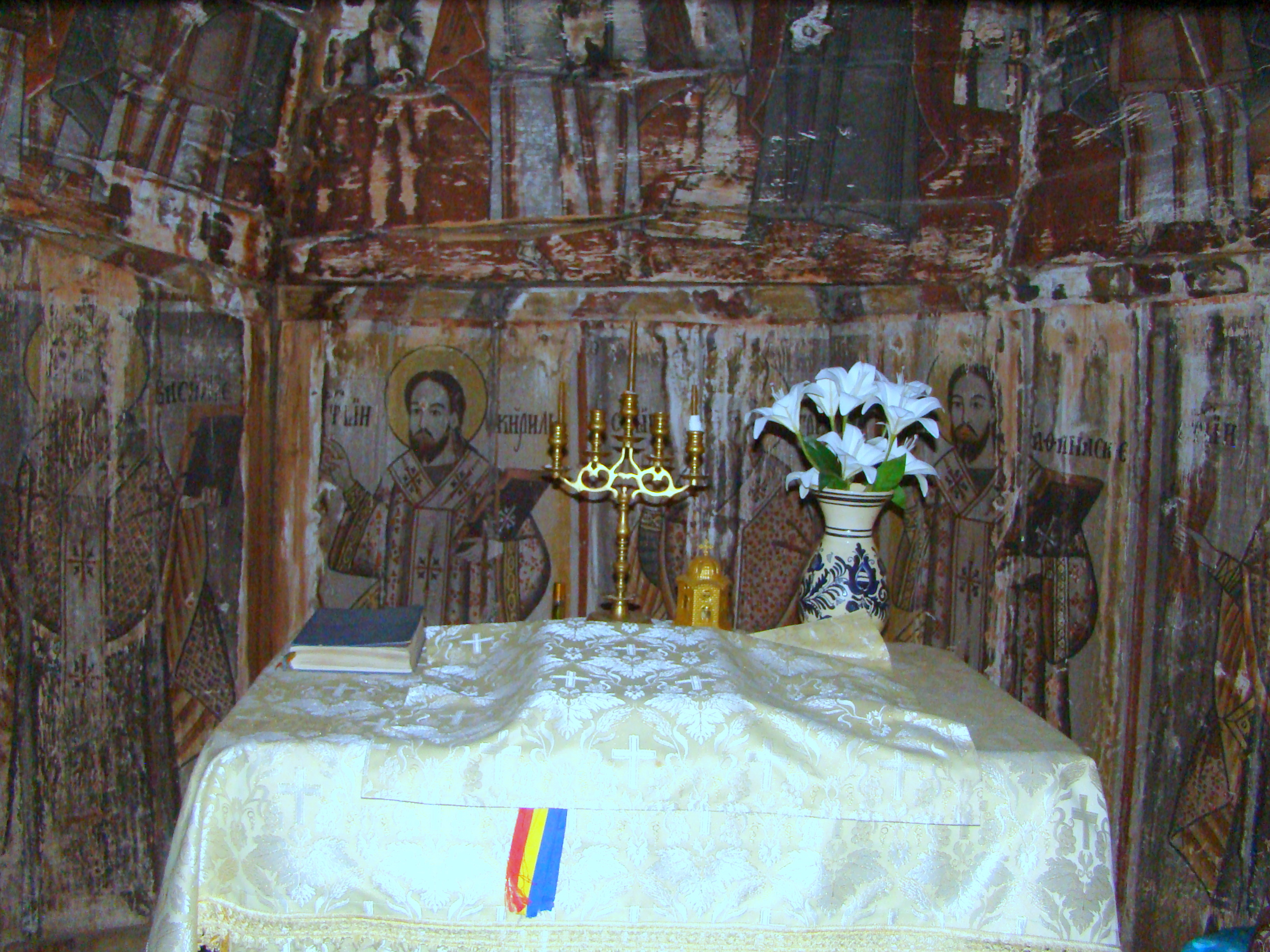
În altar
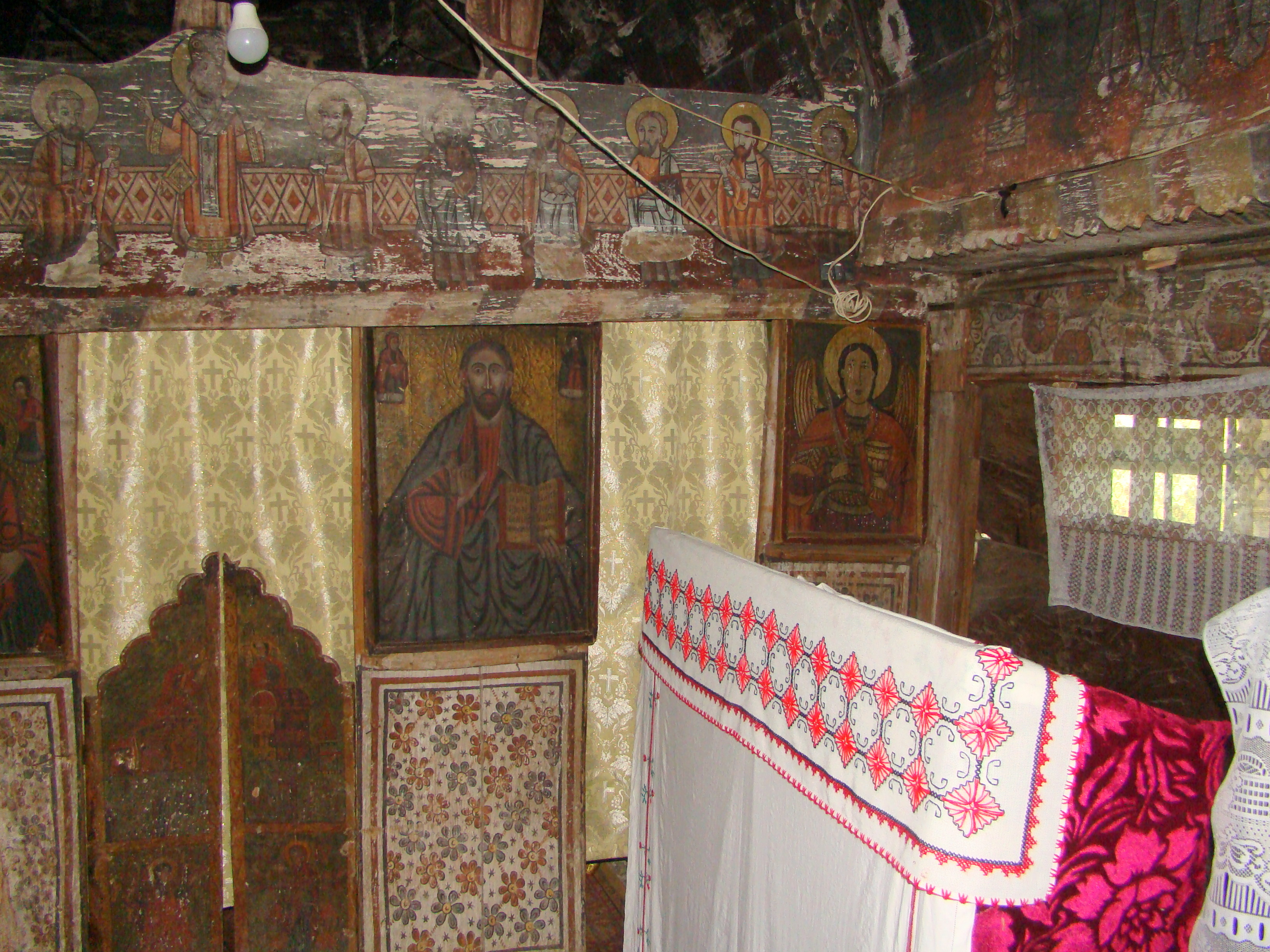
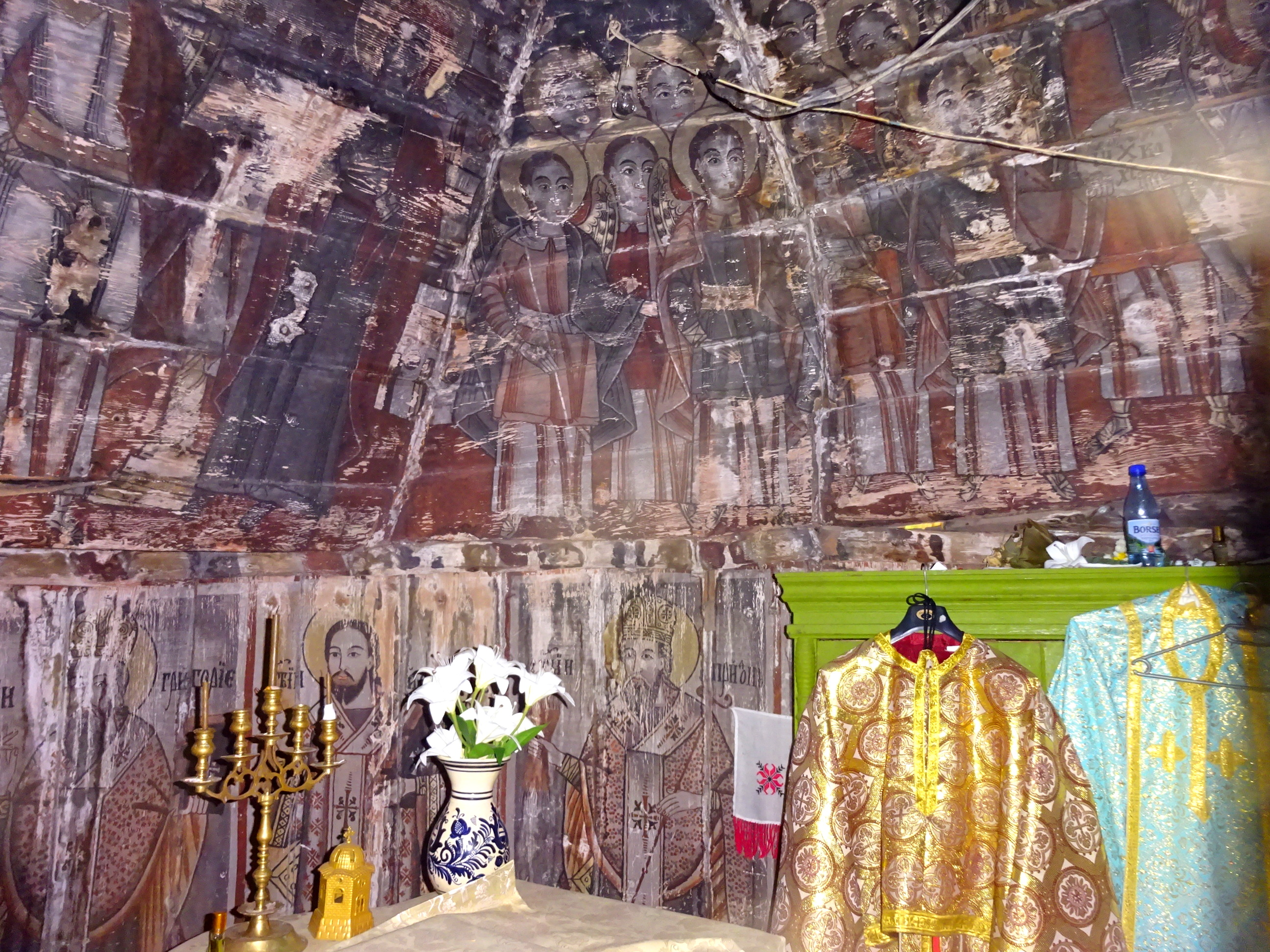
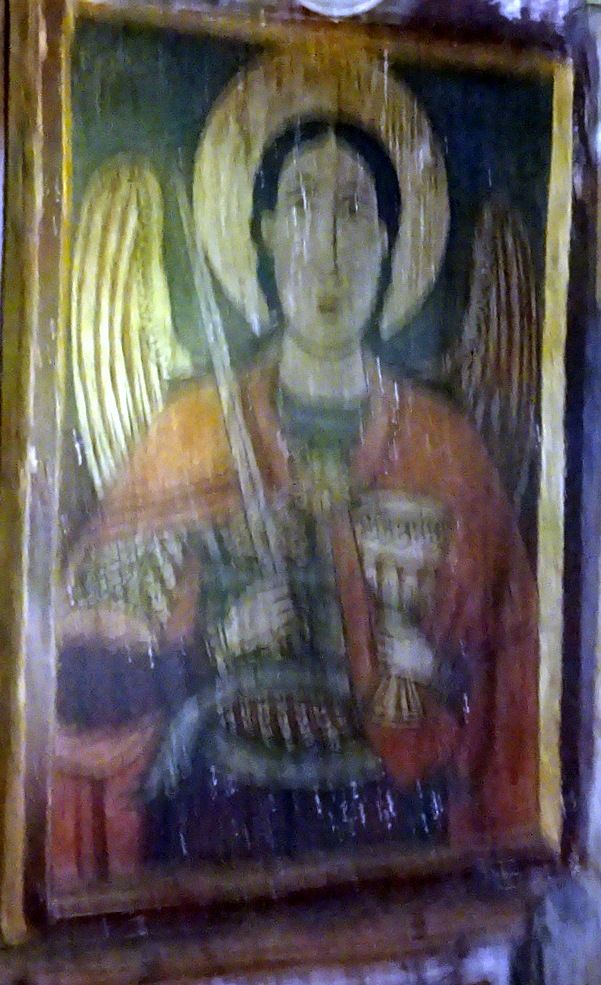
Icoana de hram: Arhanghelul Mihail
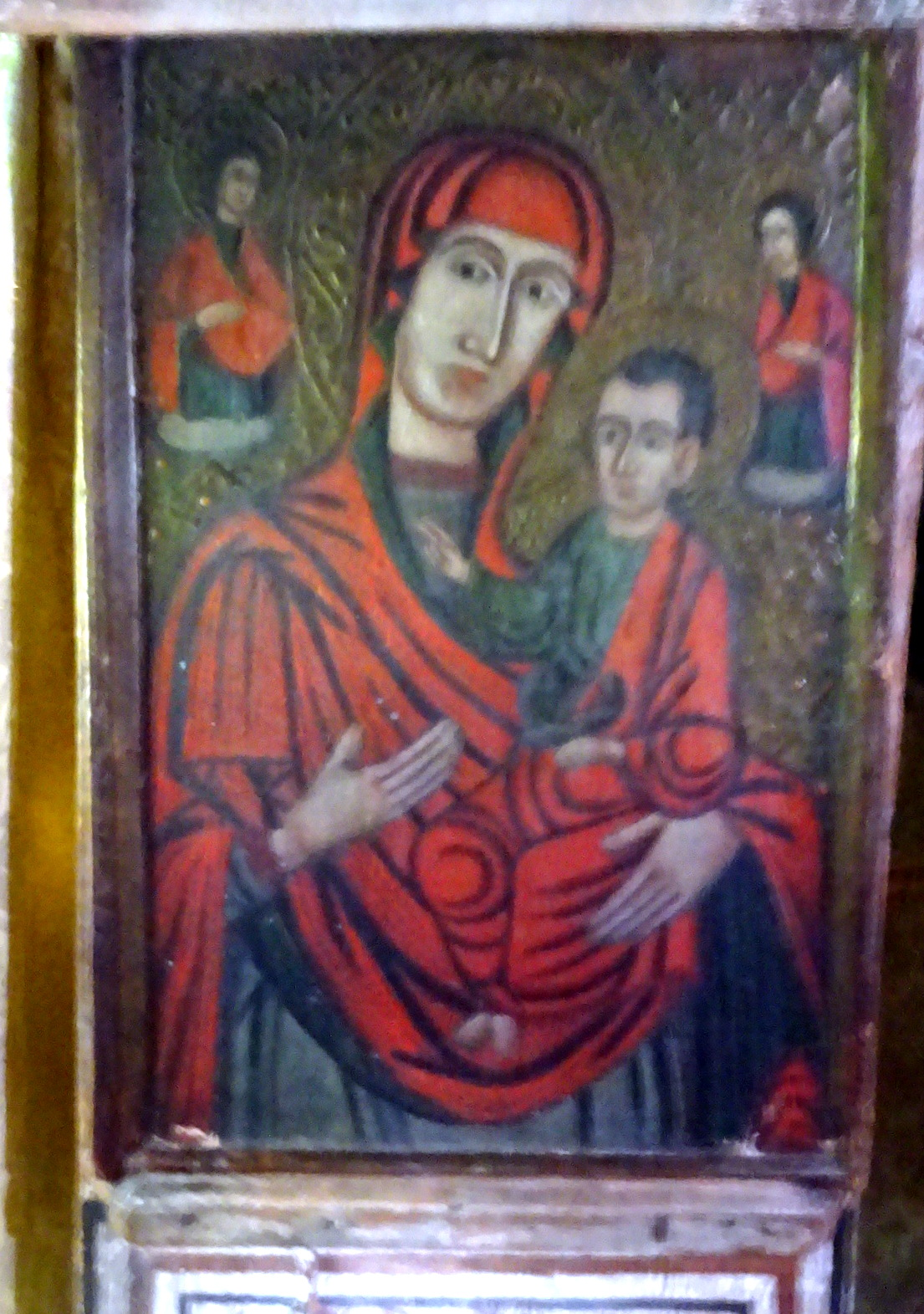
Maica Domnului cu Pruncul
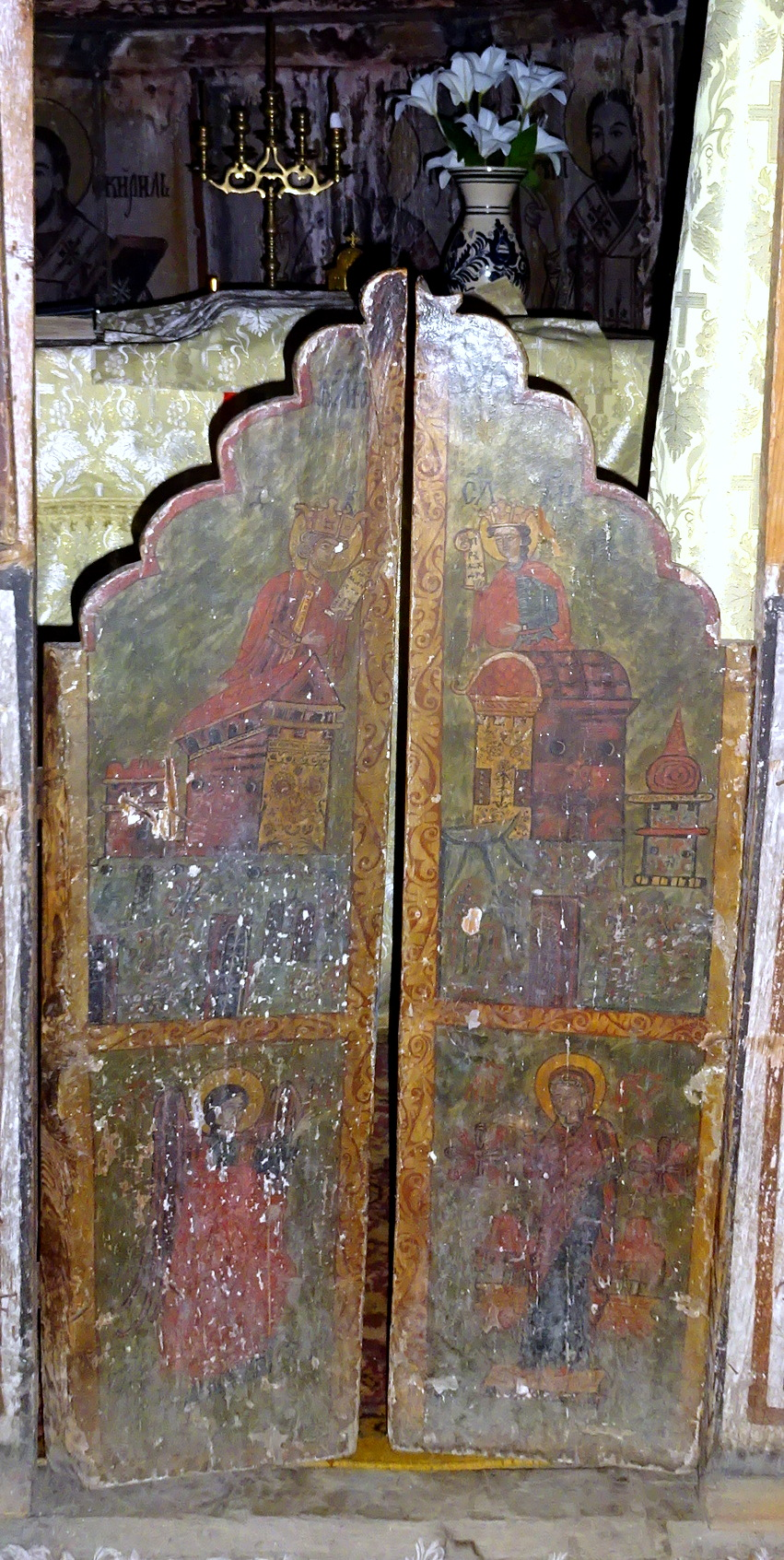
Ușile împărătești: Buna Vestire
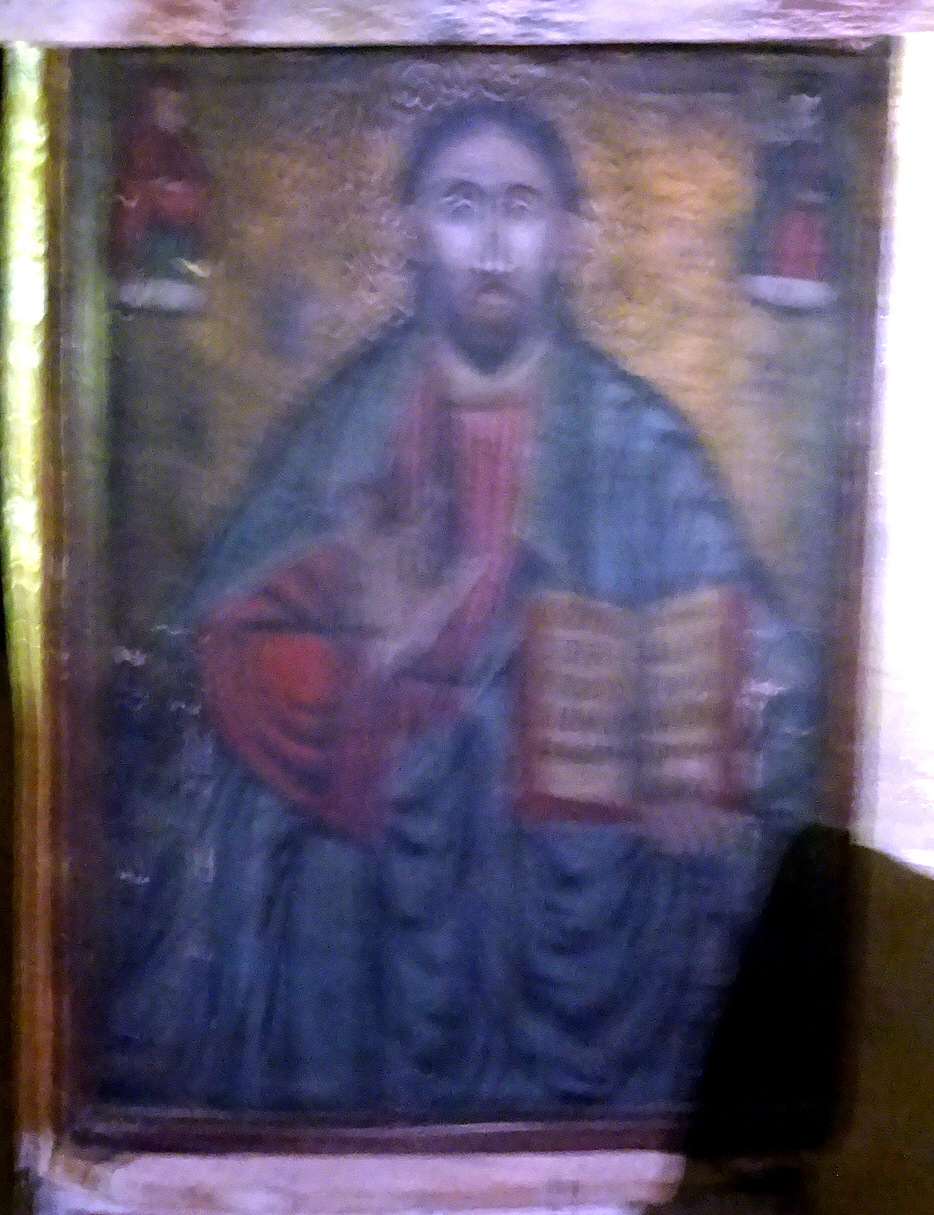
Deisis
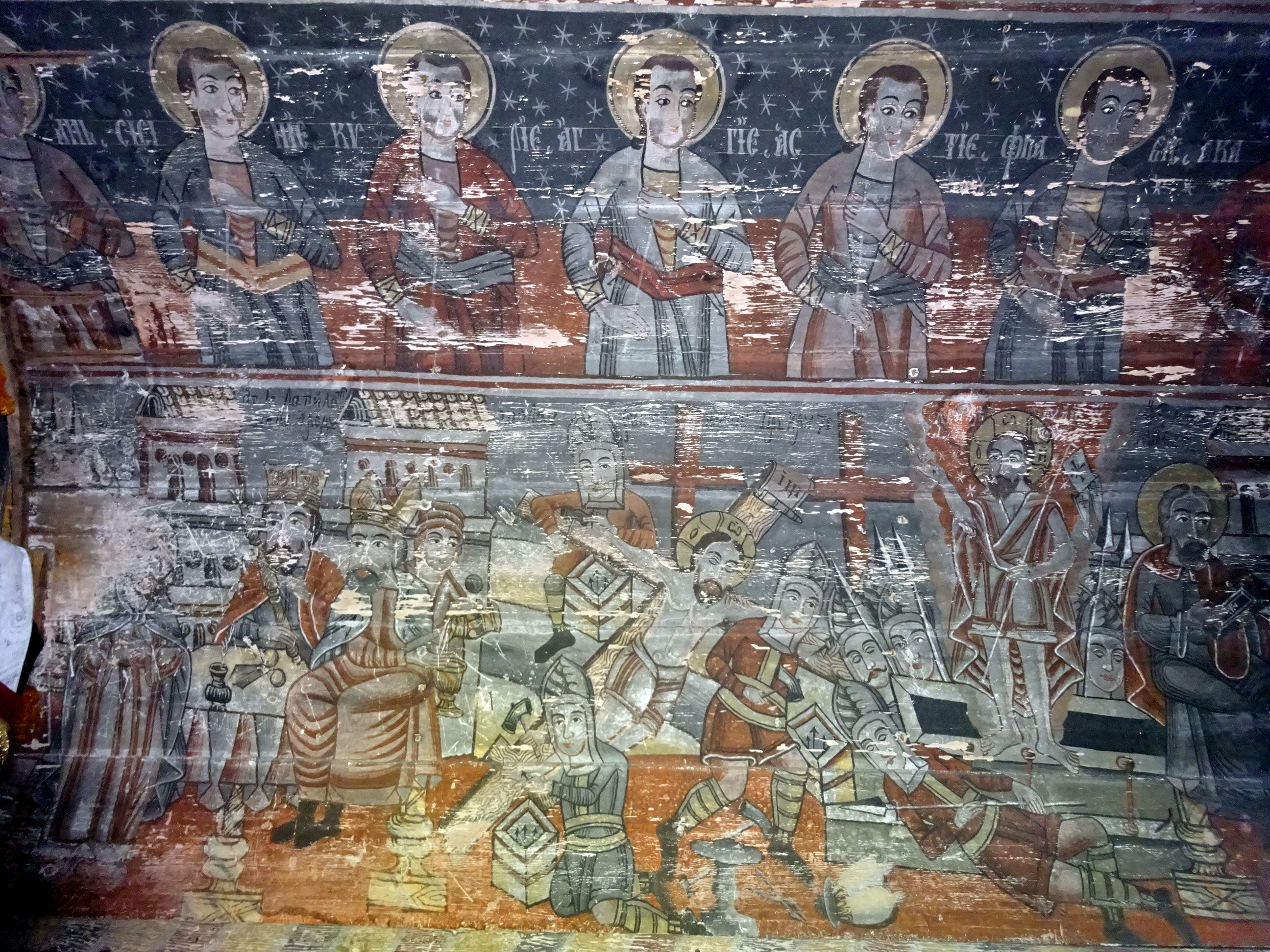
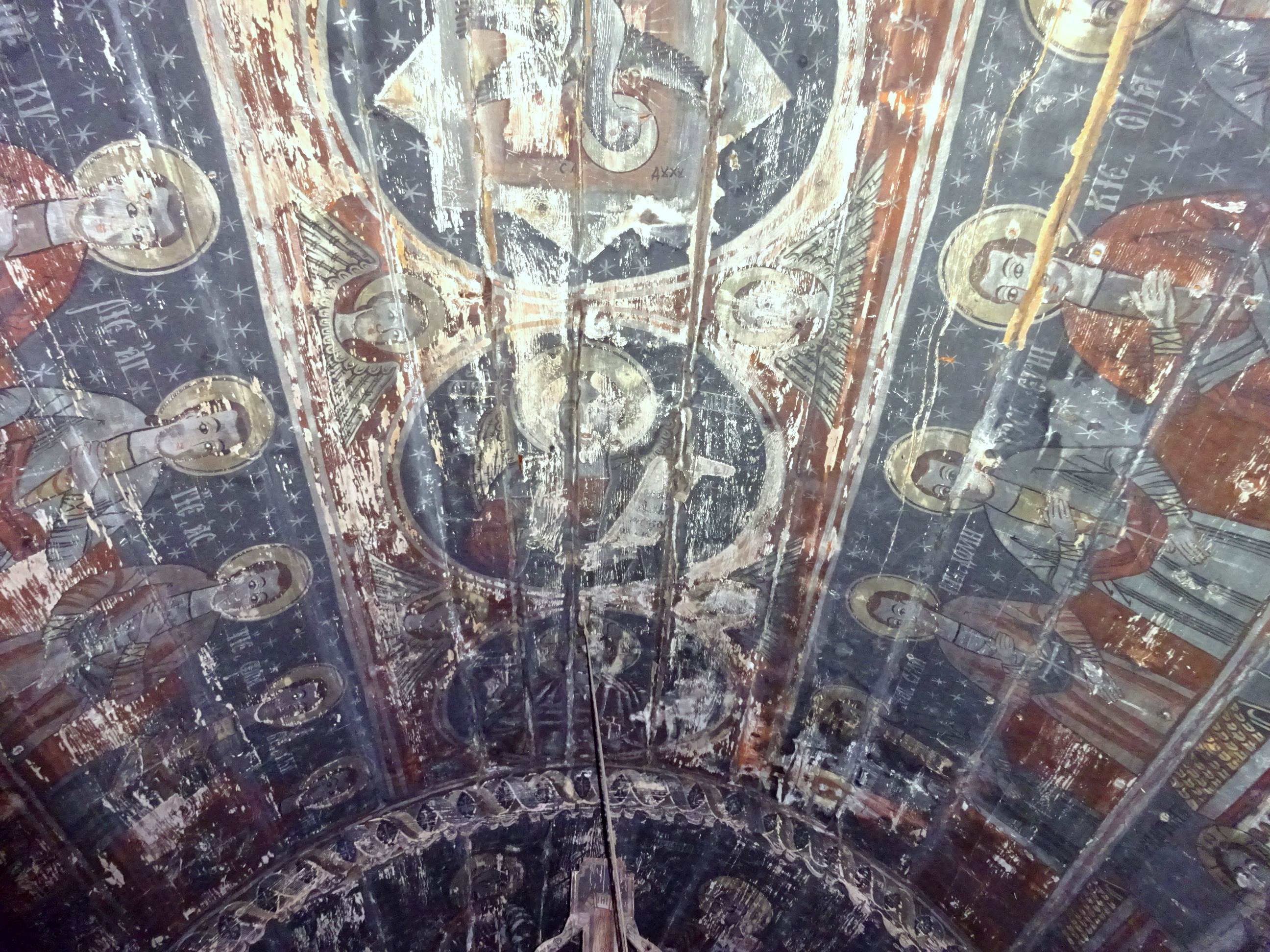
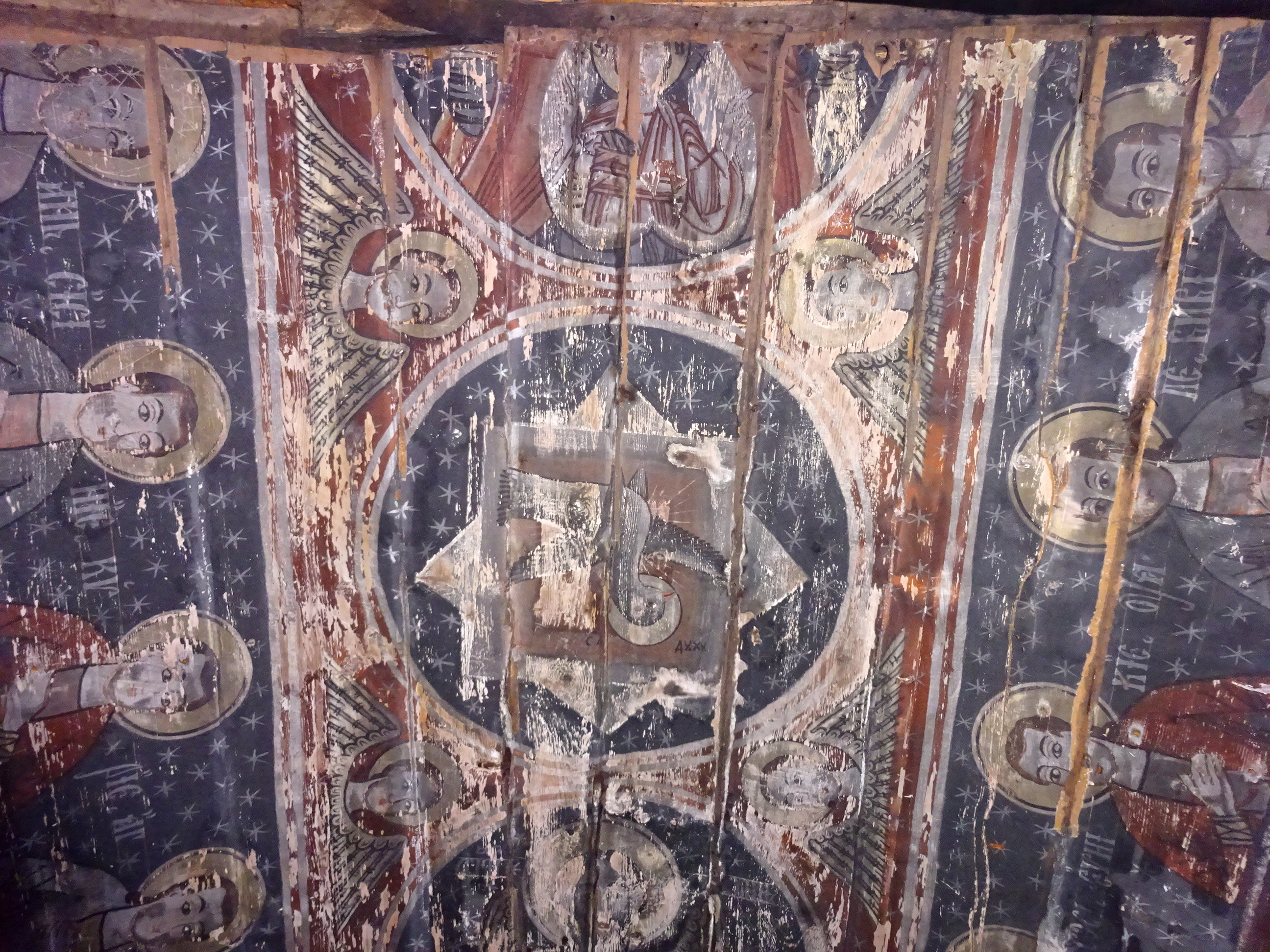
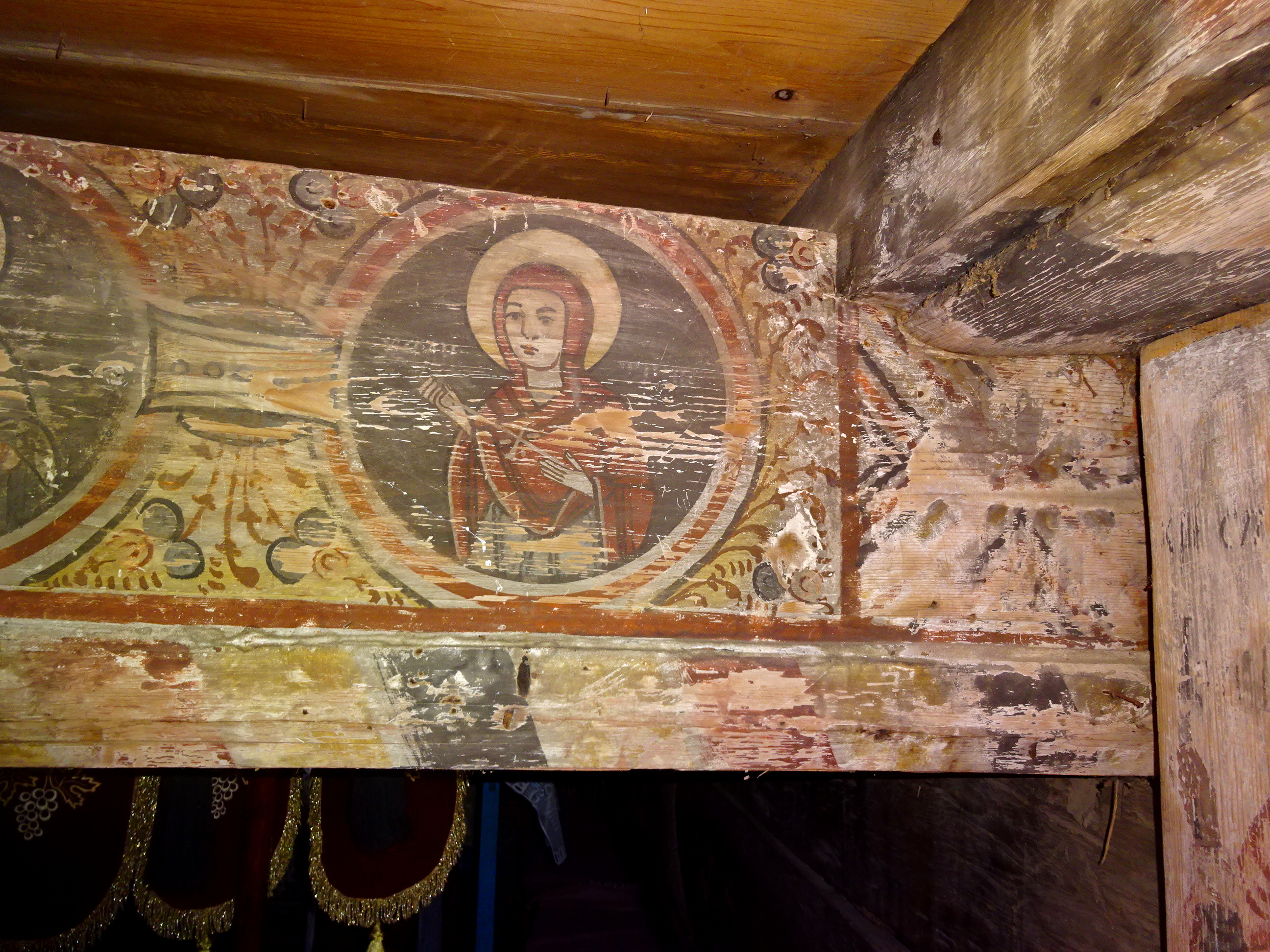
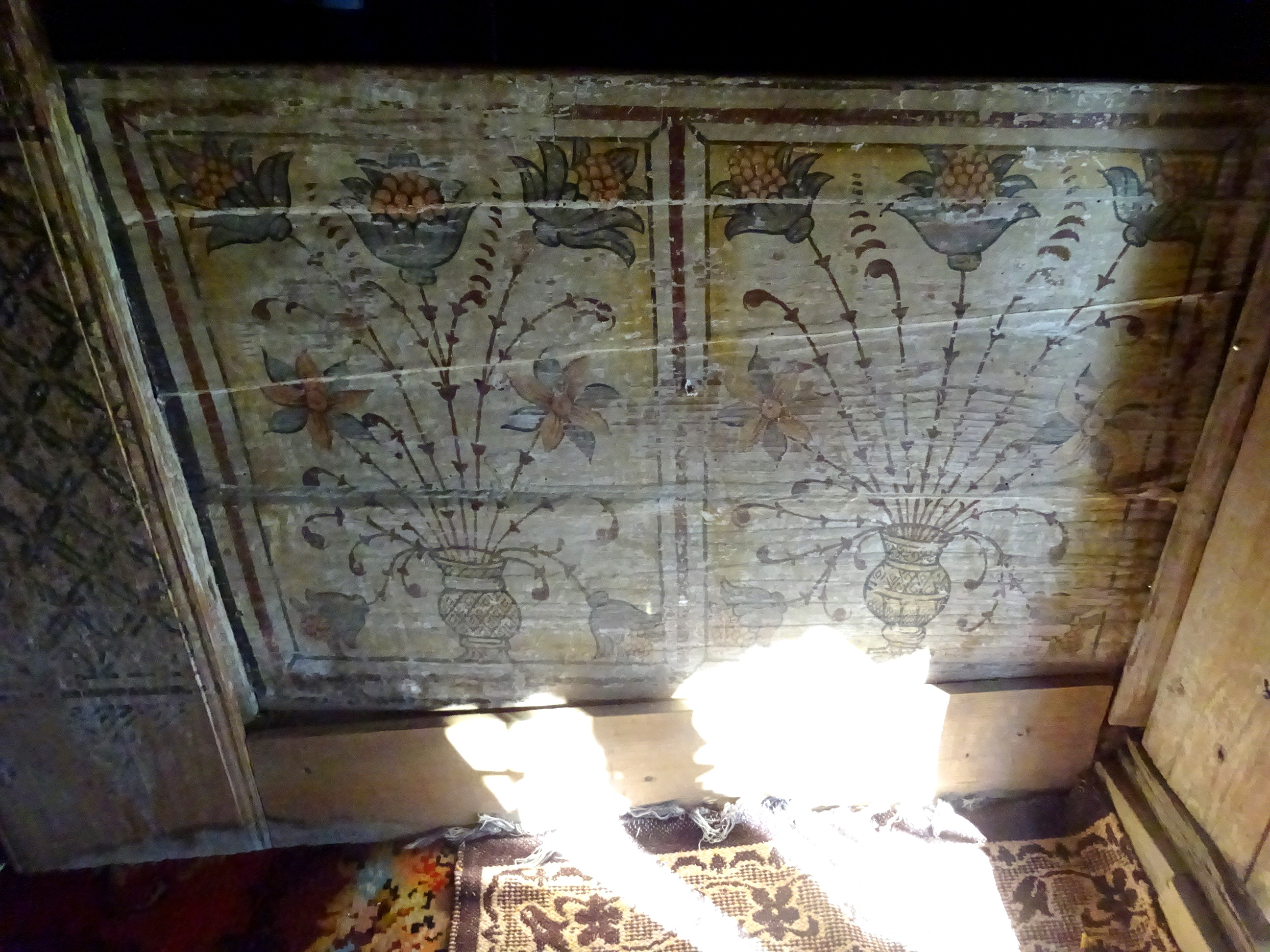
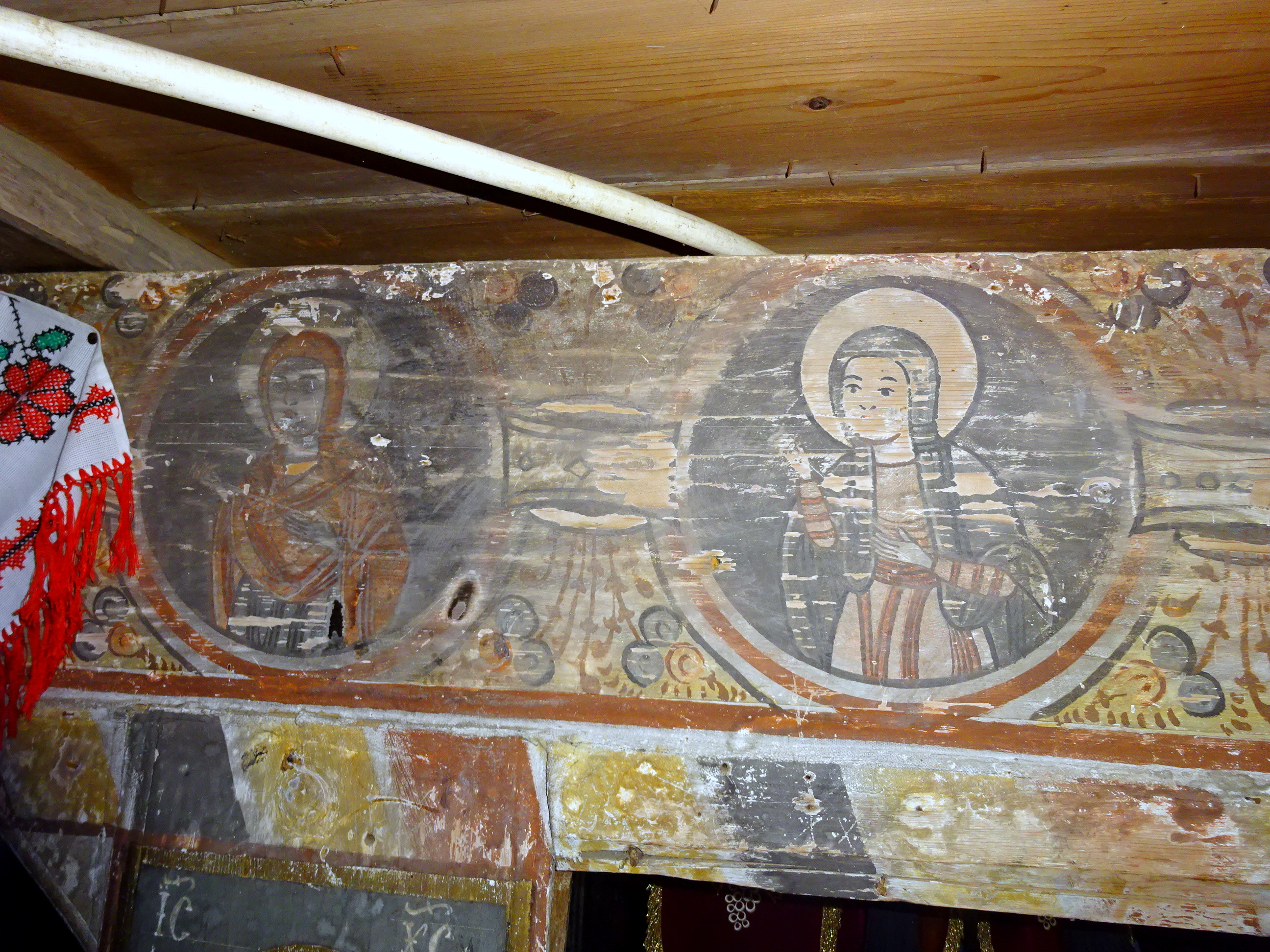
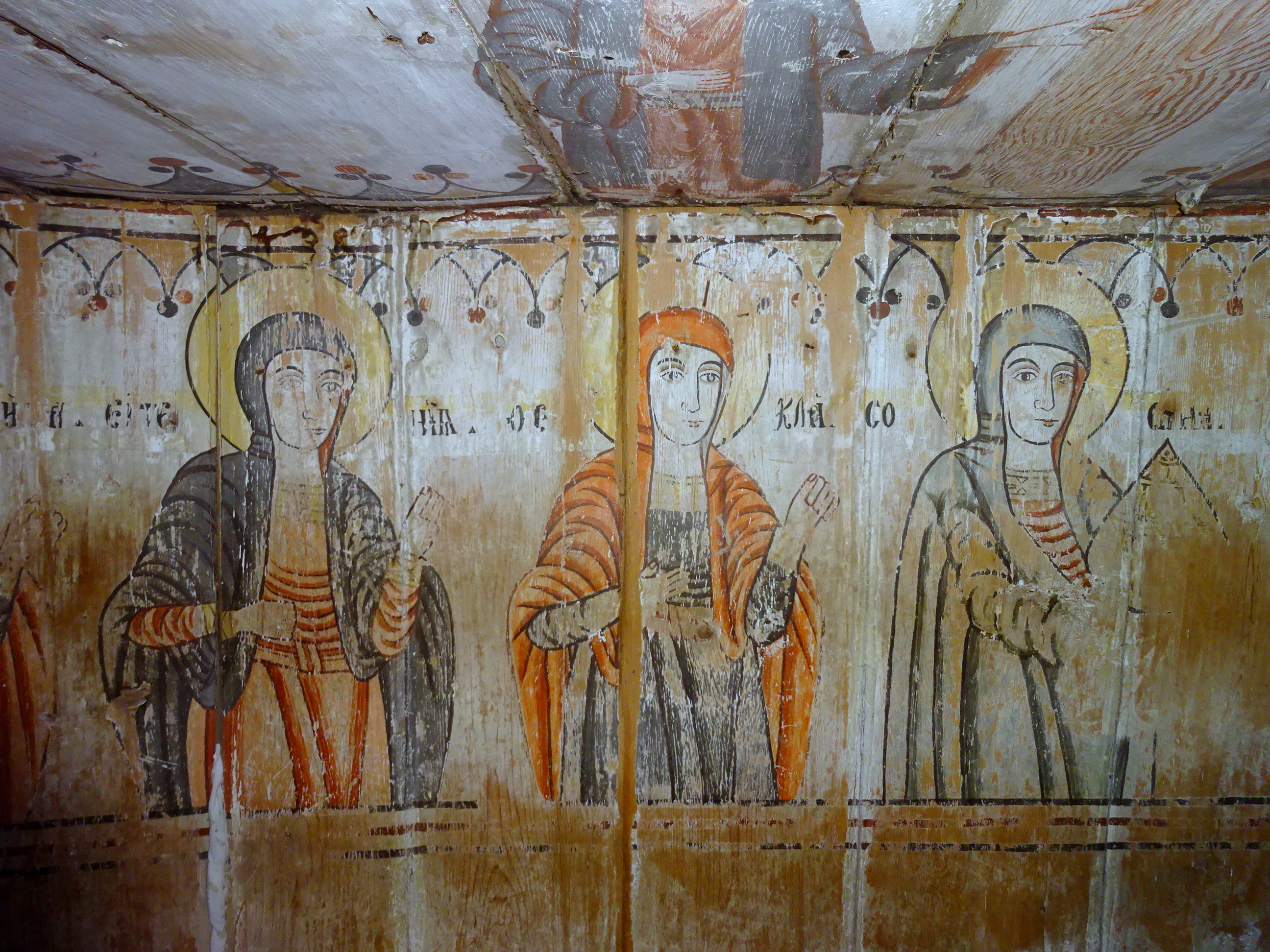
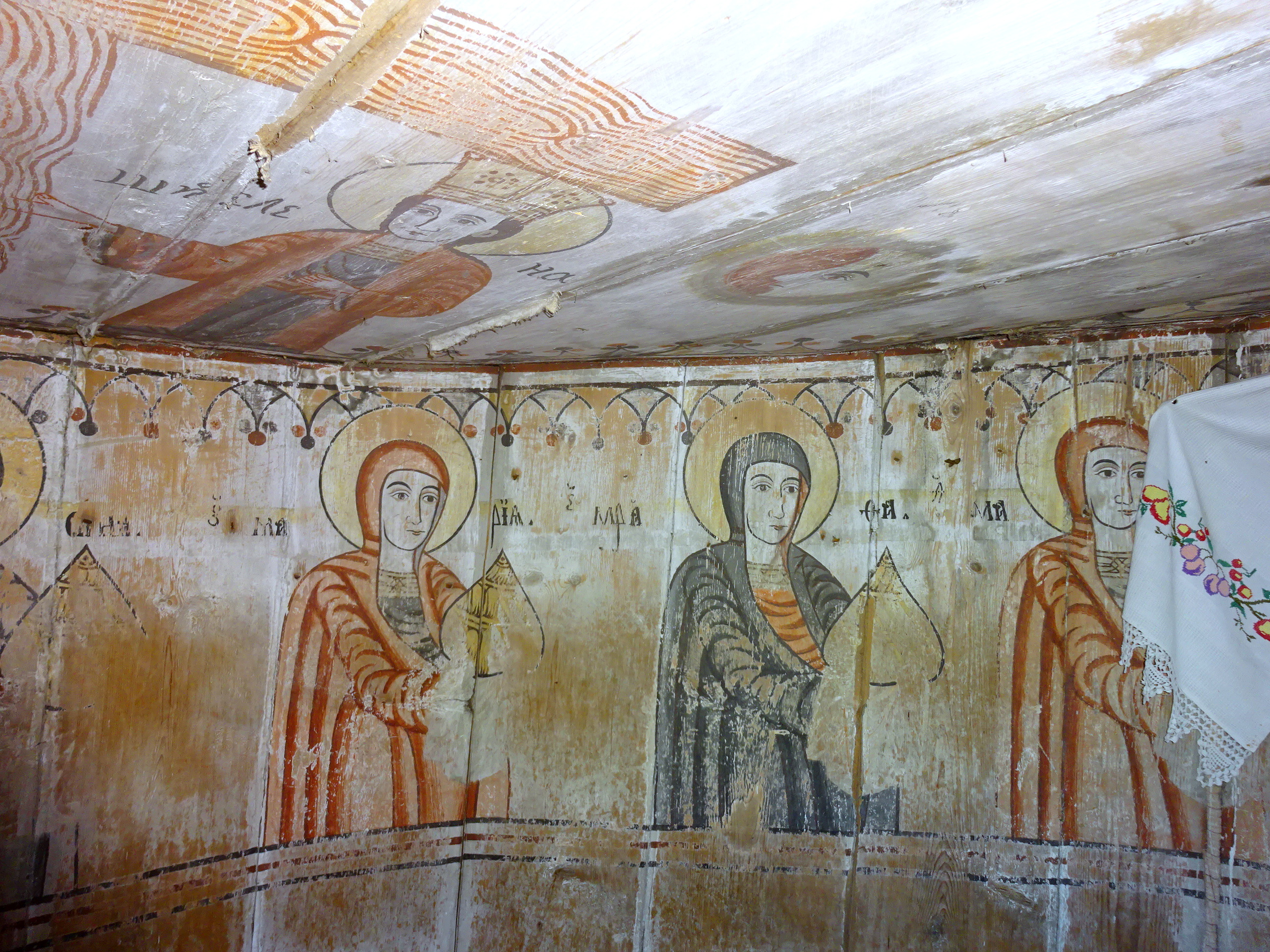
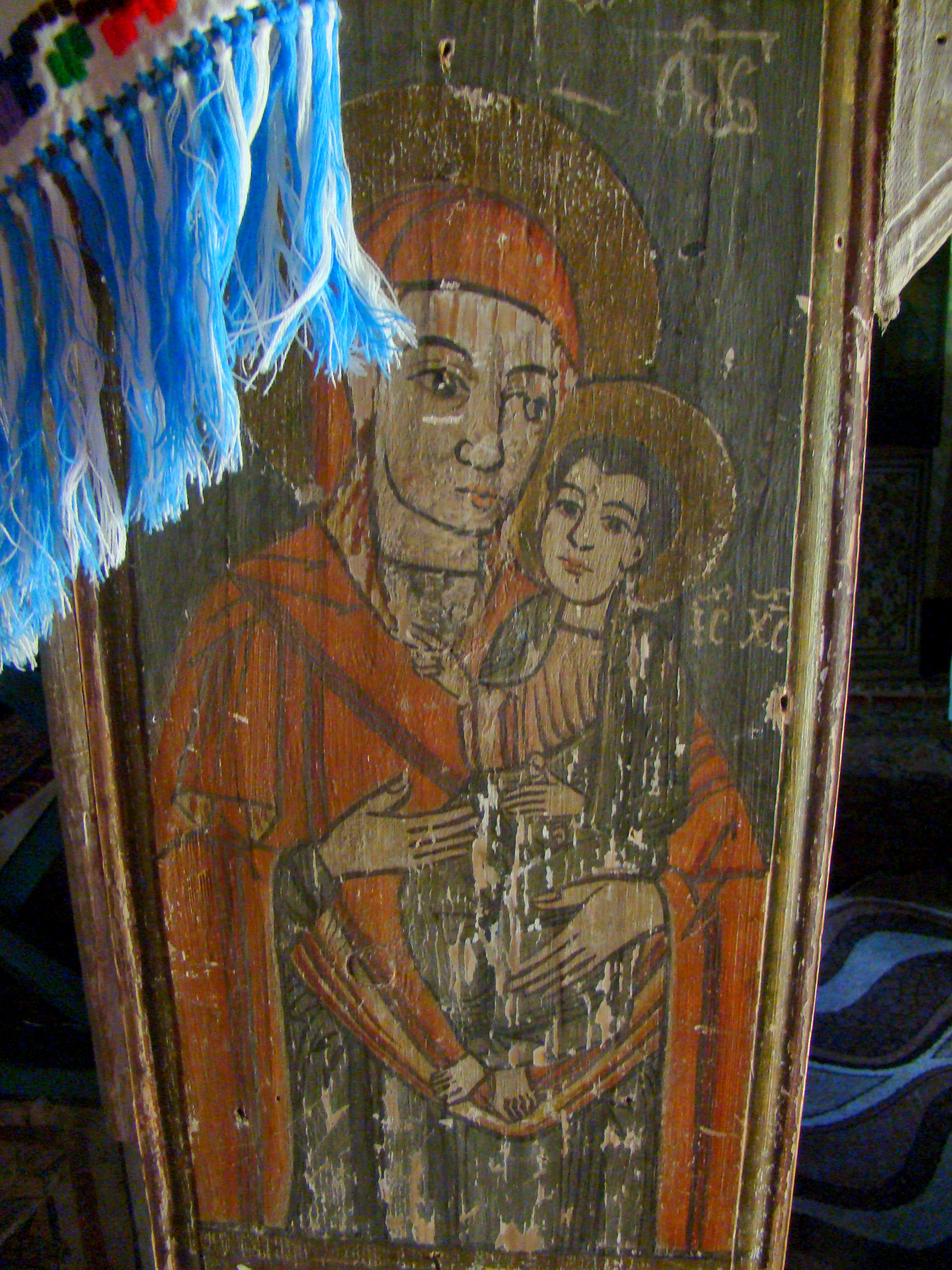
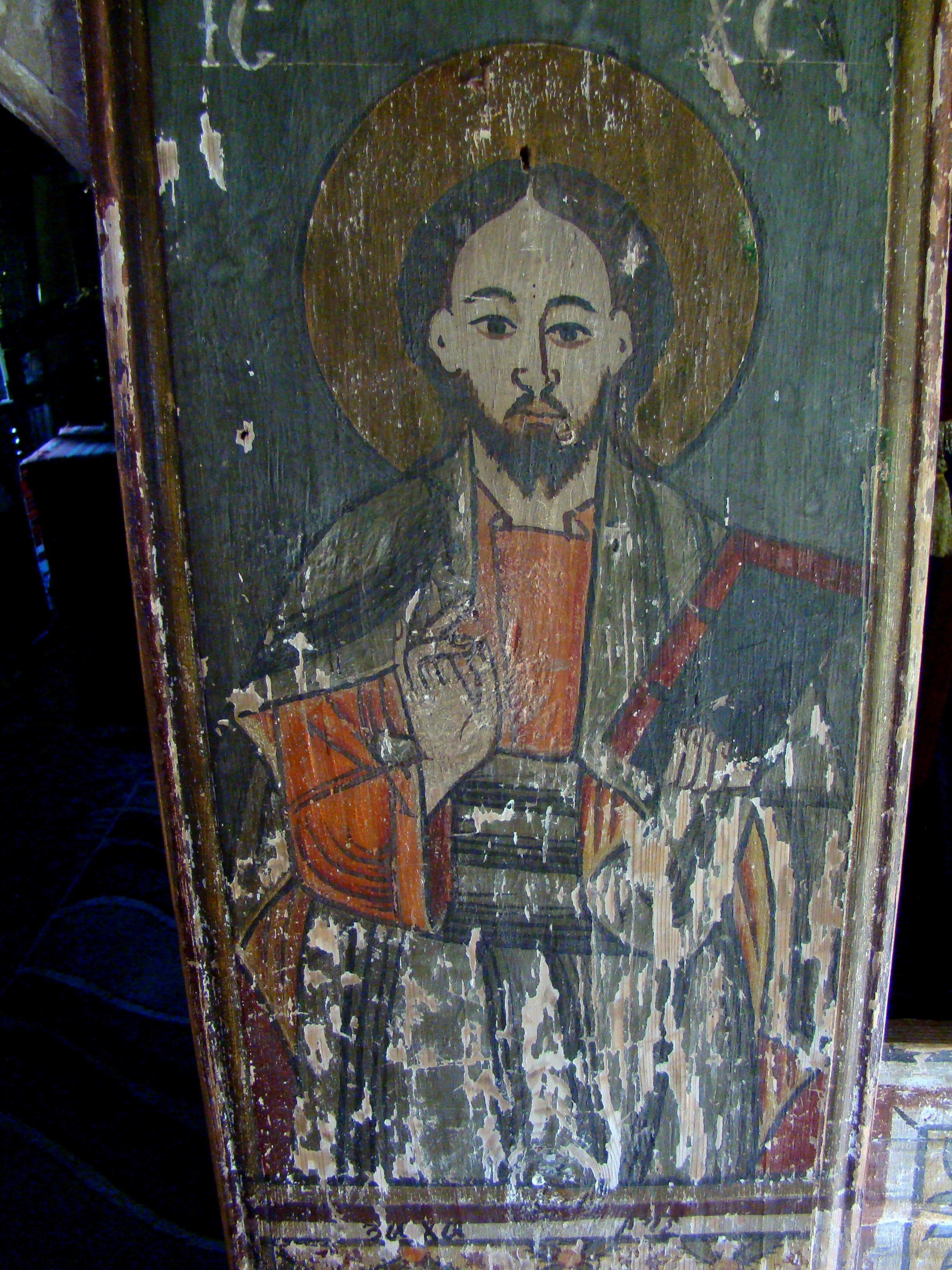
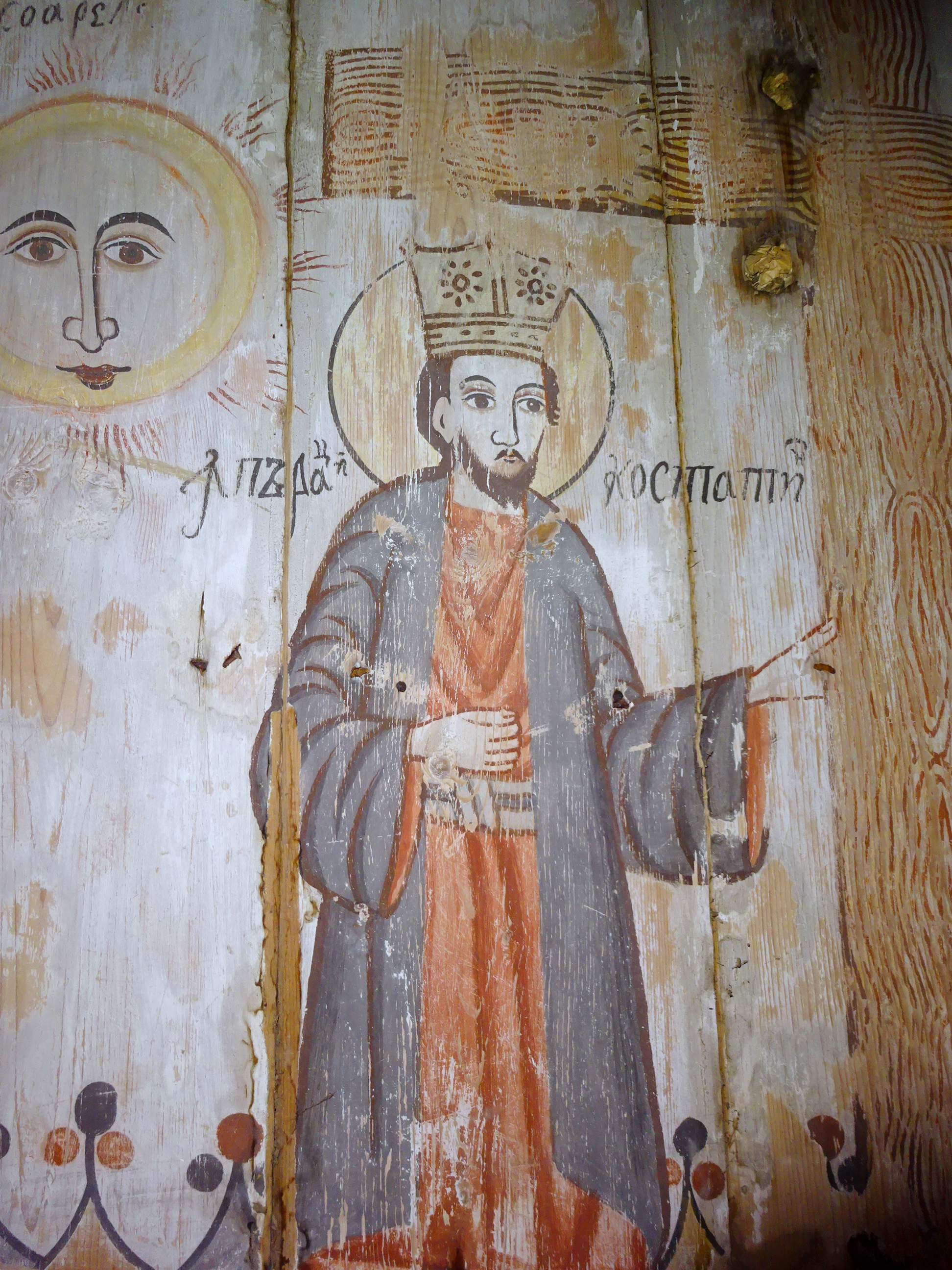
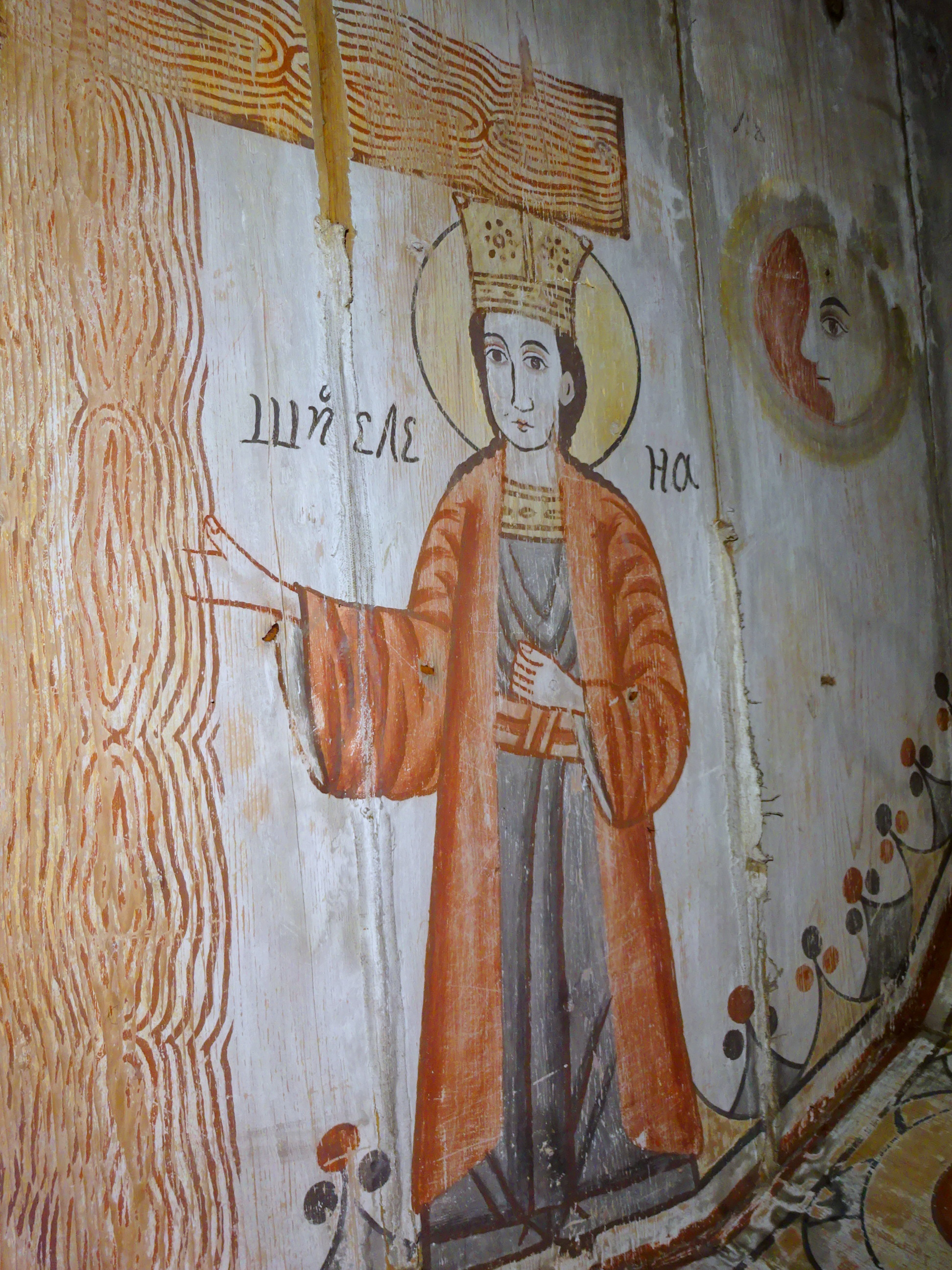
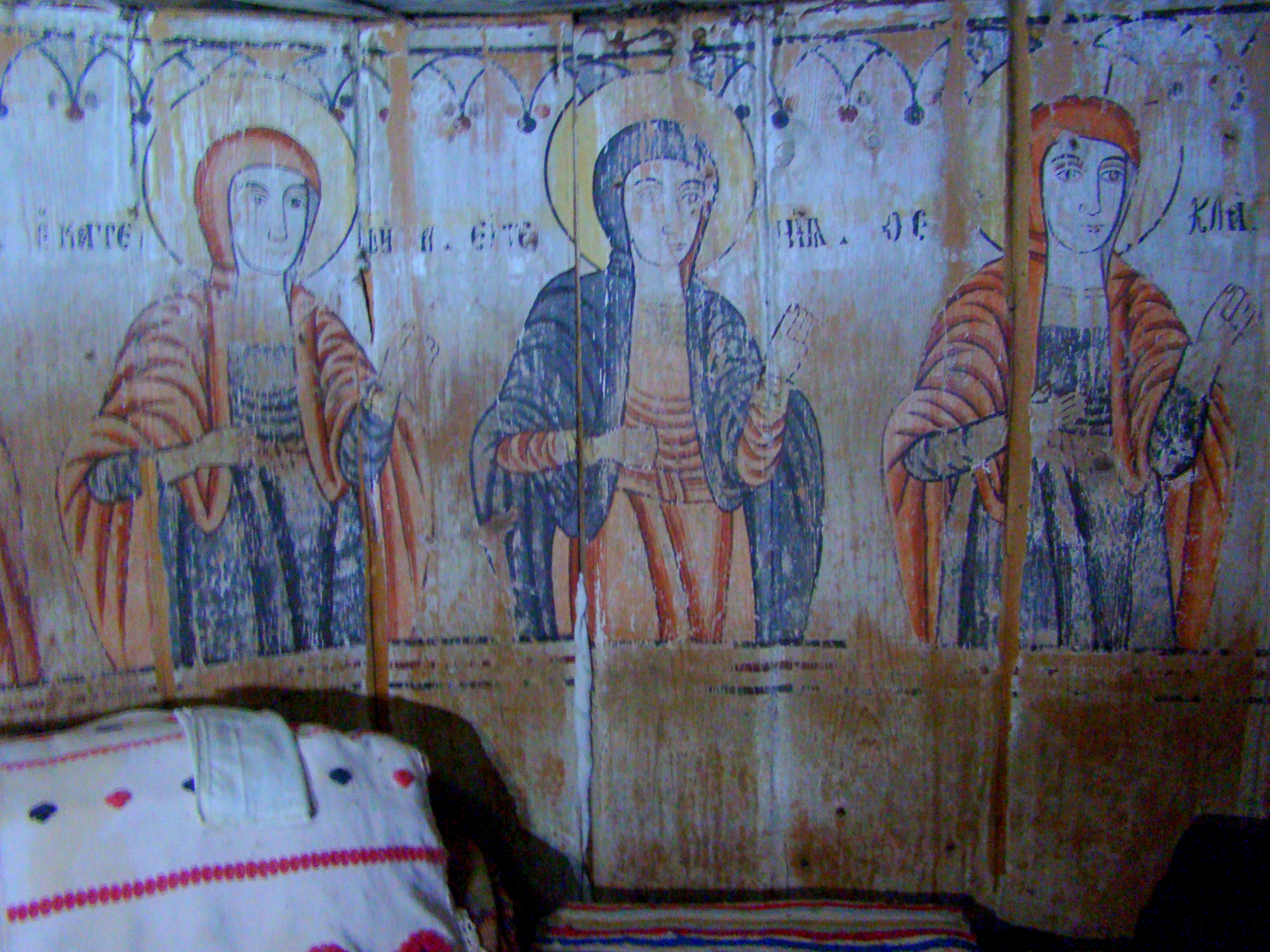
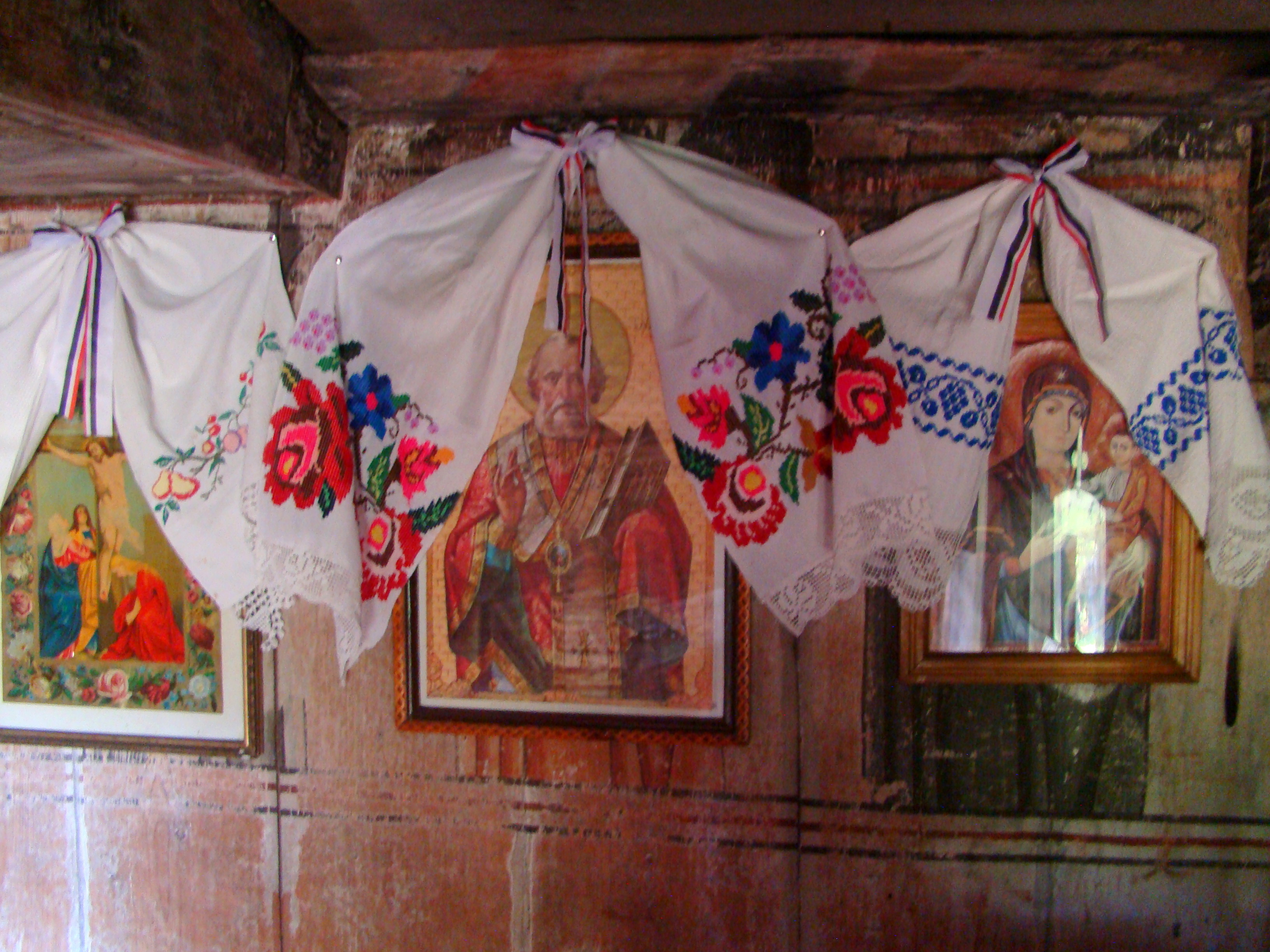
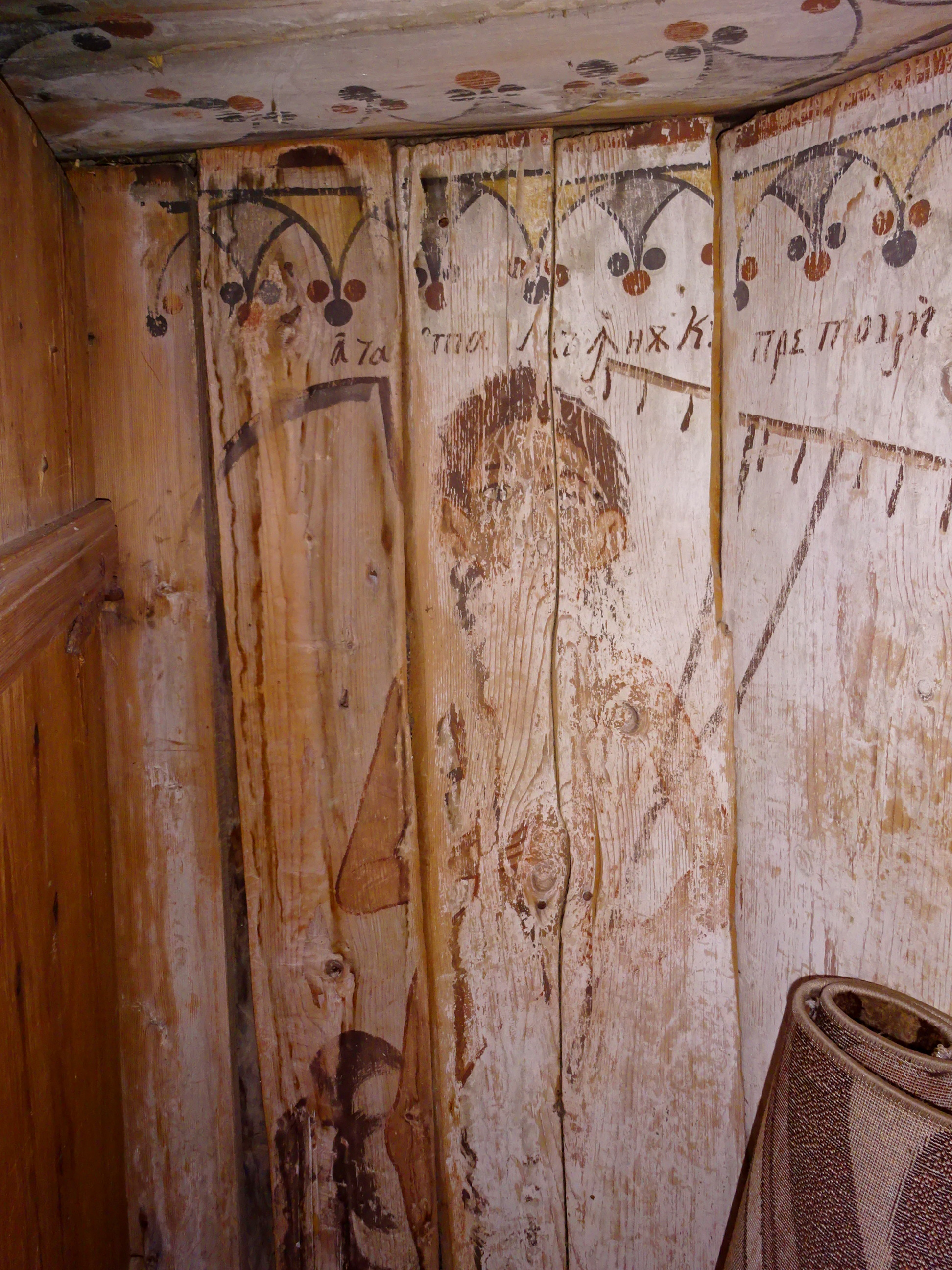
„Moartea care mănâncă pre toți oamenii”
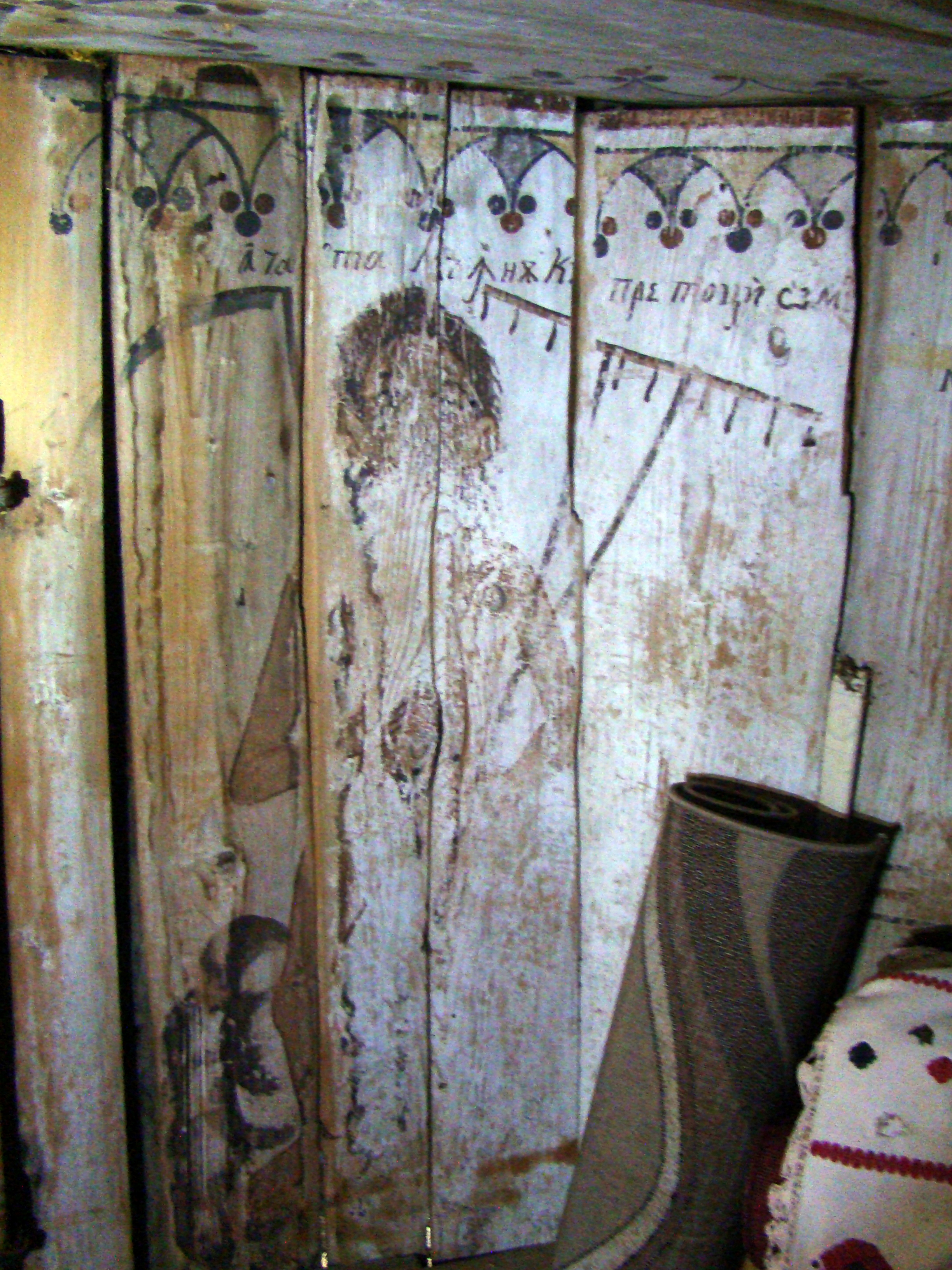
cu coasa și furca reprezentată în pronaosul bisericii
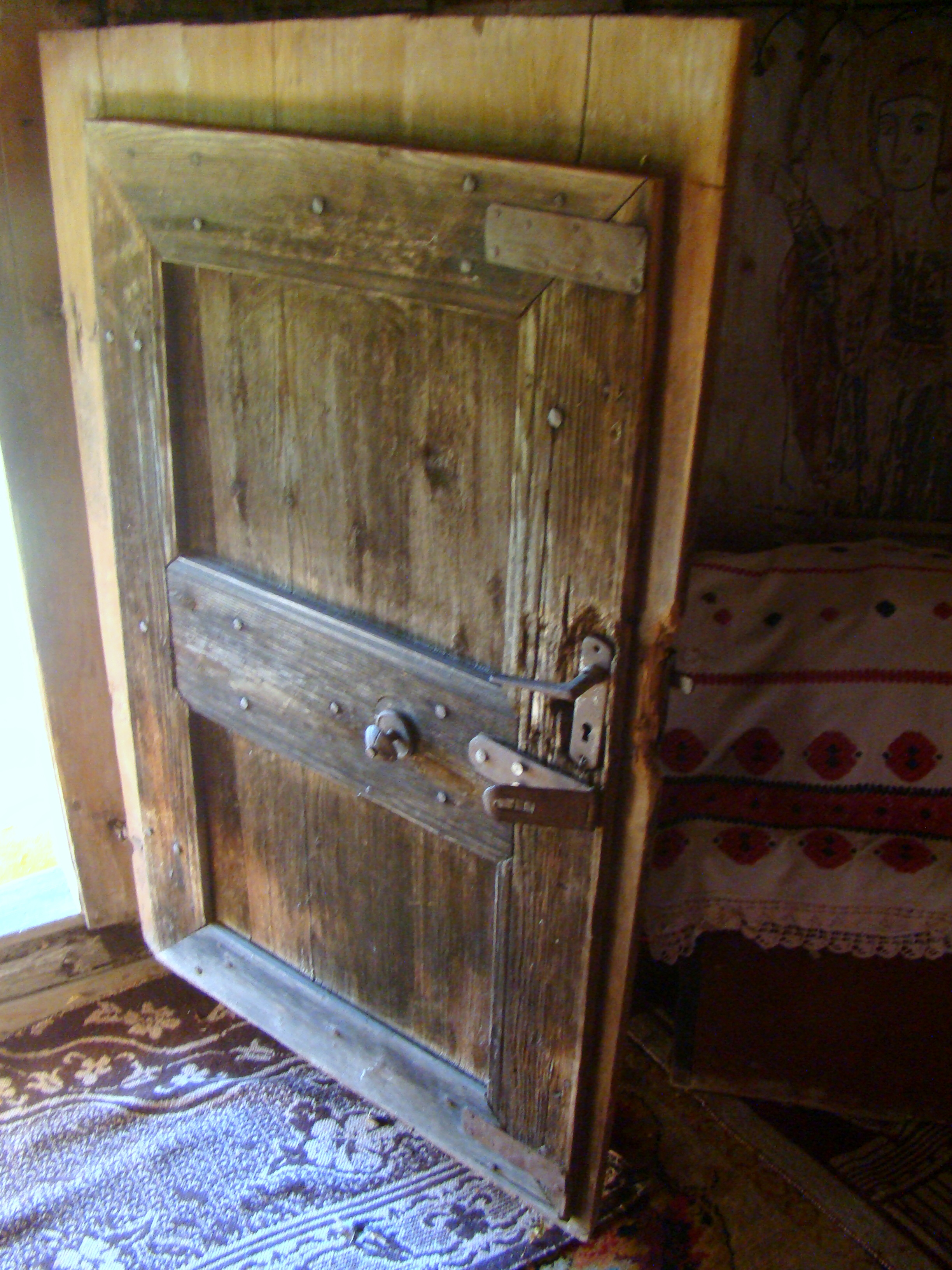